# 格勒诺布尔
格勒诺布尔（法語發音：[gʁənɔbl] ⓘ），法国东南部城市，奥弗涅-罗讷-阿尔卑斯大区伊泽尔省的一个市镇，同时也是该省的省会，下辖格勒诺布尔区，其市镇面积为18.13平方公里，2022年1月1日时人口数量为156,389人，是该省人口最多的市镇，在法国城市中排名第17位，在奥弗涅-罗讷-阿尔卑斯大区中则排名第三，仅次于首府里昂和工业城市圣艾蒂安。
格勒诺布尔位于伊泽尔省中部偏南，德拉克河和伊泽尔河交汇处，其北侧、东南和西南分别为沙特勒斯山、贝勒多讷山和韦科尔山，是法国阿尔卑斯山地区的经济、文化、科教、卫生和传媒中心。格勒诺布尔始建于古典时期，公元13世纪曾被一场大洪水摧毁，后恢复重建并成为多菲内的首府。格勒诺布尔是法国作家司汤达的出生地，发生于此的砖瓦之日事件被部分历史学家认为是法国大革命的开端。19世纪末，格勒诺布尔因水电开发而兴盛，此后当地由出现了大批科研机构，至20世纪中后期已发展成为法国重要的科教城市。1968年冬季奥林匹克运动会和1974年世界击剑锦标赛均在格勒诺布尔举办。

## 地名来源

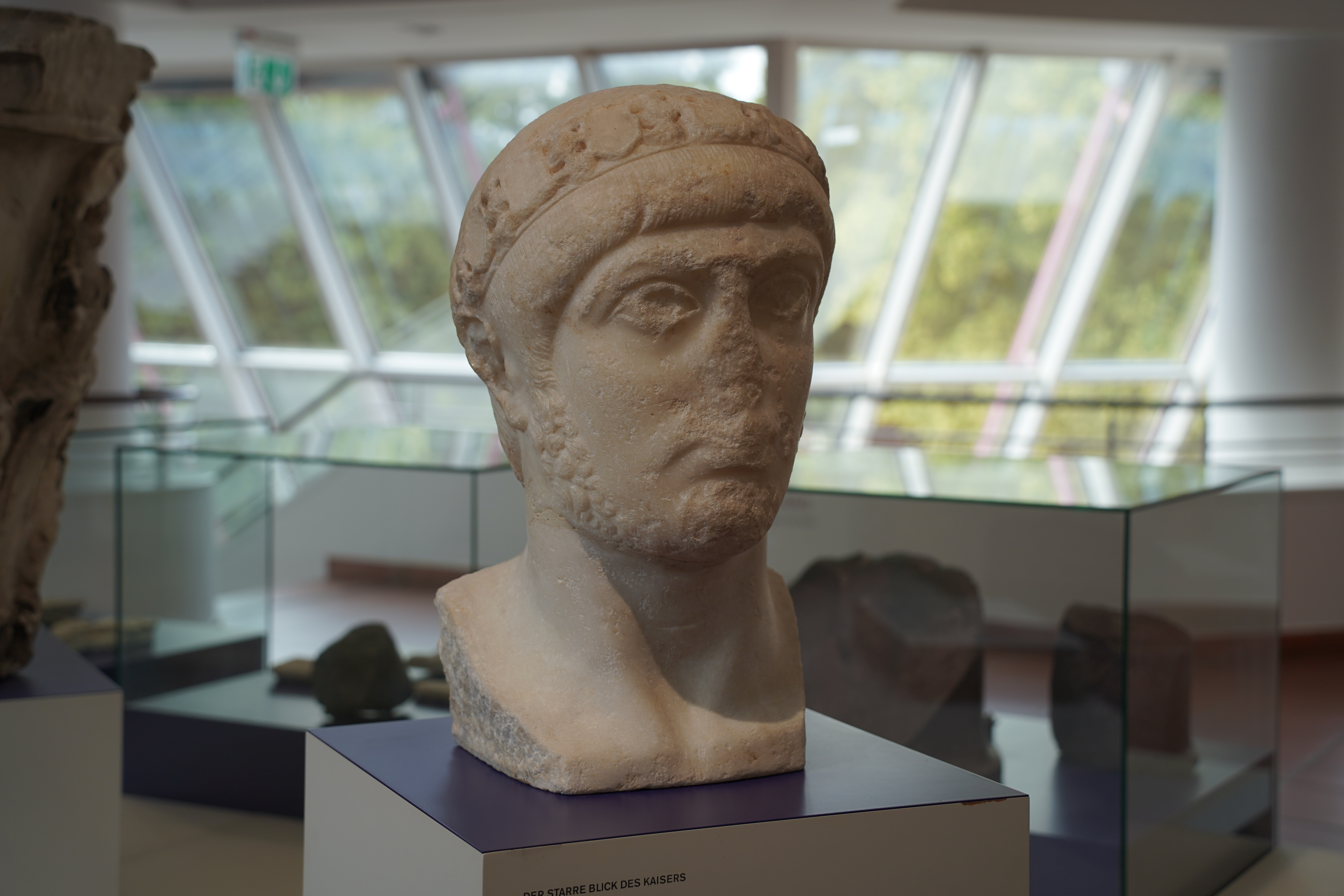
格拉提安雕像

“Grenoble”一名来源于古罗马皇帝格拉提安，他于公元4世纪时以自己的名字将此地命名为“格拉提安城”，在此之前，该地曾被命名为“库拉罗”，后者出自凯尔特语，可能与当地的某种藤类作物有关。
格勒诺布尔所处区域历史上曾通行多菲内方言，此外该区域历史上曾与普罗旺斯及朗格多克地区有一定来往，在法兰克-普罗旺斯语及奥克语版本的“格勒诺布尔”维基百科条目中，“Grenoble”对应的拼写形式分别为“Grenoblo”和“Grenòble”。

## 历史

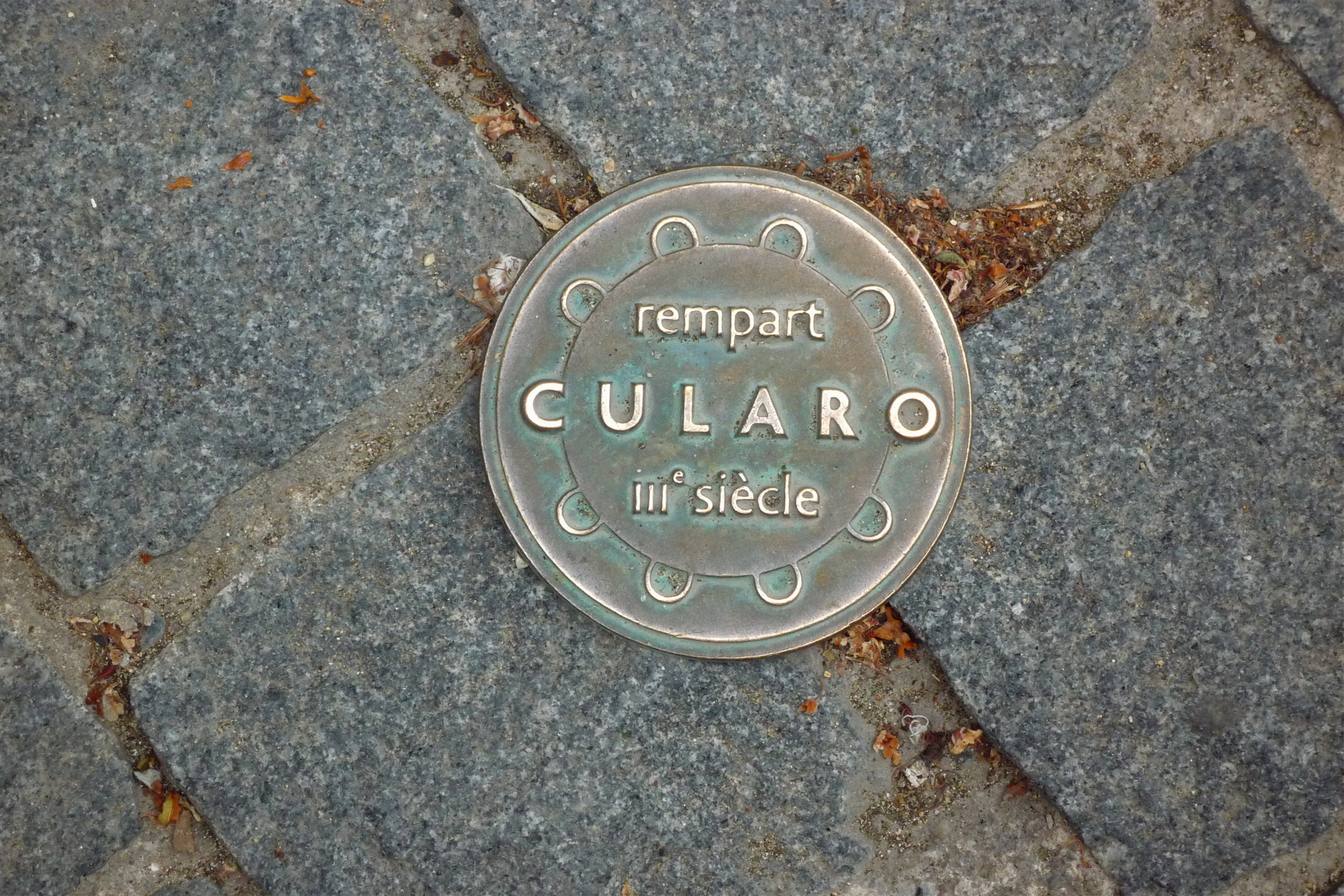
库拉罗标志

### 古典时期
格勒诺布尔所处区域曾发现多处新石器时期的人类活动遗迹。古典时期，该地为阿洛布罗基人的活动范围，古罗马将军费边·马克西姆斯于公元前3世纪占领阿尔卑斯山西南部腹地，此后该地又被汉尼拔的军队攻占。公元前43年，古罗马大臣卢基乌斯·穆纳提乌斯·普兰库斯在伊泽尔河和德拉克河交汇处附近兴建了一座桥梁，两河交汇处的右岸形成了一座名为“库拉罗”的聚落，此乃格勒诺布尔的城市前身。公元2世纪时，桥梁附近兴建了海关并由弗拉维亚第一军团（Cohors prima Flavia）镇守，科利乌斯·马尔库鲁斯（Collius Marculus）可能是当地的首位领主。公元三世纪末，得益于商贸的发展，库拉罗逐渐发展成为一座维库斯，城址核心逐渐由沙特勒斯山脚下的狭窄区域转移至位于伊泽尔河左岸开阔的平原地区。公元286至292年间，库拉罗城墙开始修建，该城墙的平均宽度超过4米，每25米左右就有一处瞭望台，而城墙内的城池面积则达到了9公顷。公元381年，古罗马皇帝格拉提安在此巡查，决定将伊泽尔河畔的库拉罗更名为“格拉提安城”，多姆南被任命为当地的首任主教。公元五世纪初，得益于伊泽尔河谷商路的开辟，格拉提安城略有扩张，鼎盛时期当地的居民数量超过2,000。

### 中世纪中前期

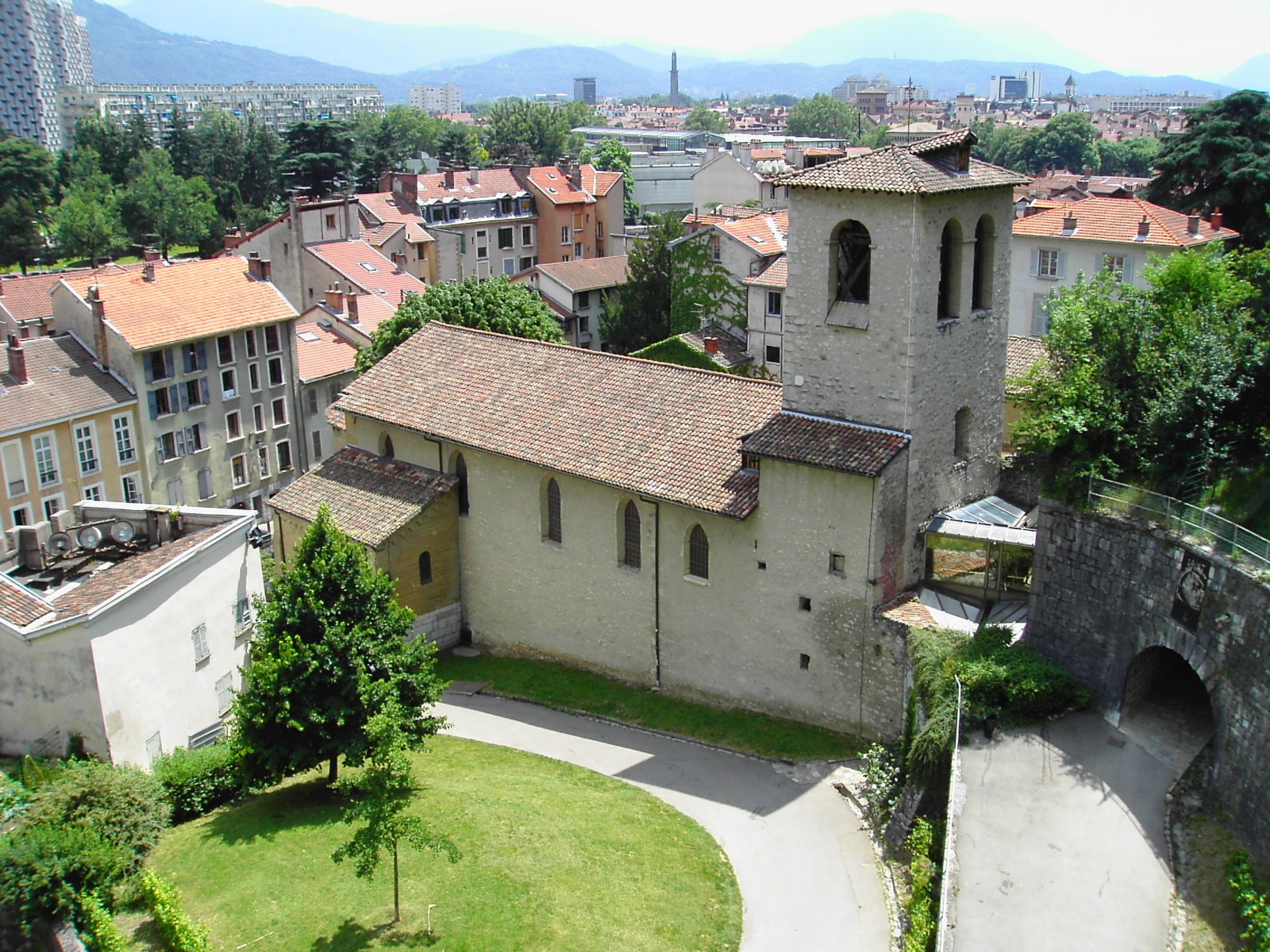
圣洛朗教堂

公元4世纪后，罗马帝国日趋衰落，格拉提安城的经济发展长期陷入停滞状态，其所在区域先后被伦巴第人、匈人、法兰克人及勃艮第人占领，其中贡特朗于公元572年率军攻占了阿尔卑斯西部地区，该区域逐渐形成一个独立的传统区域，被称为“维埃纳勃艮第的帕古斯”，此乃多菲内的前身，彼时其首府为位于罗讷河畔的港口维埃纳。脱离了勃艮第管制的多菲内地区长期遭到勃艮第及普罗旺斯公爵的骚扰。公元660年，格勒诺布尔主教费尔瑞斯被刺杀，其凶手可能是勃艮第王国的一名信使。公元7世纪初，伊泽尔河右岸建成了一座纪念羅馬的聖老楞佐的教堂（现为圣洛朗建筑博物馆），此后河流左岸又兴建了圣母教堂（现为格勒诺布尔主教座堂）。公元1080年，格勒诺布尔主教于格在此兴建了当地首座神学院，此后他又邀请了天主教圣人科隆的布鲁诺及其六名随从在神学院附近的沙特勒斯山内创建修道院，布鲁诺曾长居于此至1090年。于格逝世后，格勒诺布尔圣母大教堂附近兴建了以其命名的小教堂。1145年，阿尔邦公爵吉格五世在原格勒诺布尔伯国的基础上创建了维埃纳多菲内，并于1155年1月前往里沃利宣布其效忠于腓特烈一世，多菲内成为神圣罗马帝国的亲王国。
现有的文献资料对格勒诺布尔在中世纪初期的经济社会面貌缺乏详细记载。尽管彼时格勒诺布尔已成为一条沿伊泽尔河延伸的道路上的重要驿站，但彼时多菲内地区的经济活动仍大多集中于八十公里外的罗讷河畔。直至13世纪初，格勒诺布尔尚未超过格拉提安城鼎盛时期的规模。对此，法国历史学家贝尔纳·布利尼对于格勒诺布尔在中世纪中前期的状态有着如下的描述：
|                 | 一座农业比商业更重要的贫穷城镇 |
| ——贝尔纳·布利尼 |                                |

### 从大洪水到大革命

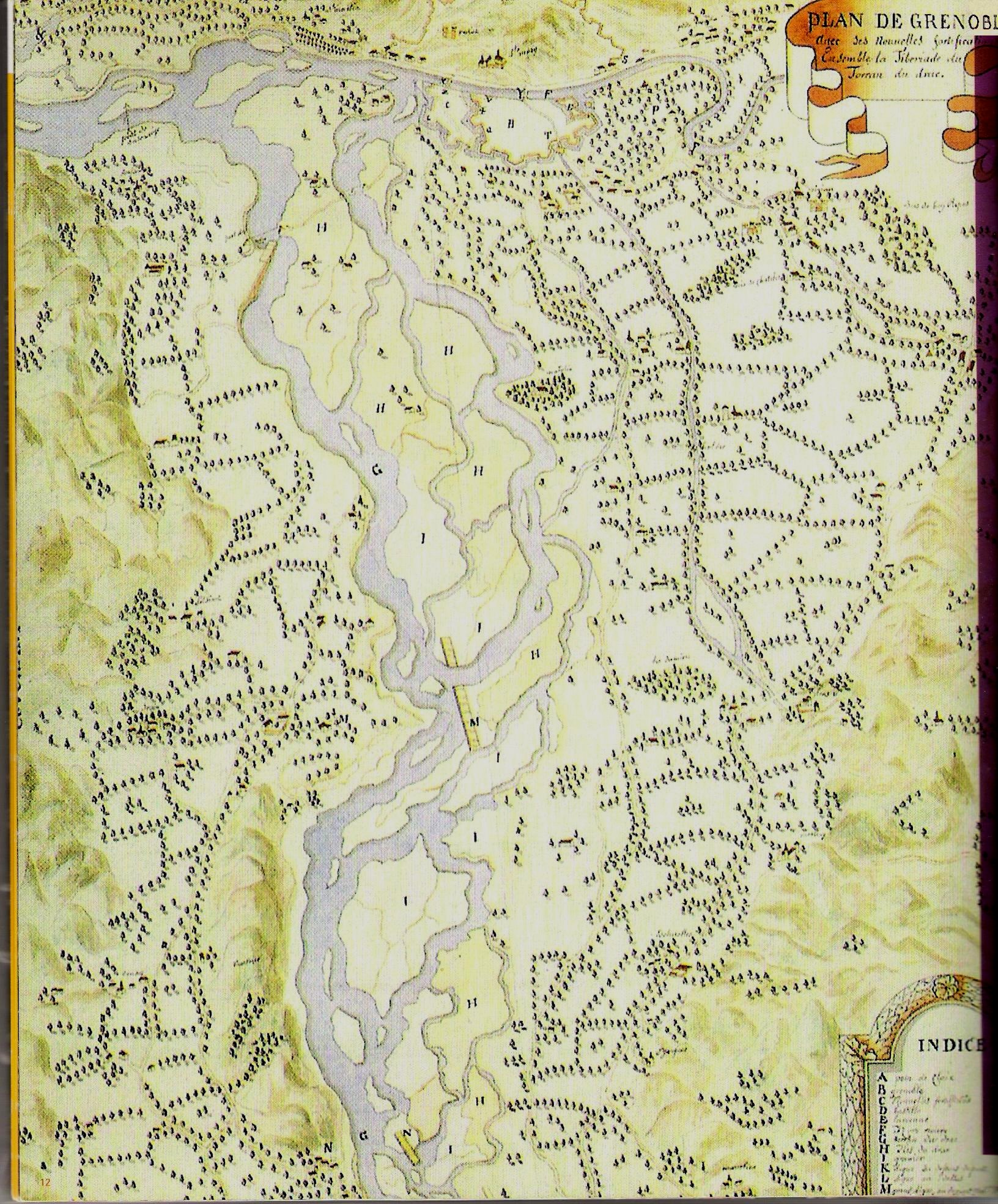
大洪水过后的格勒诺布尔及德拉克河河道地图

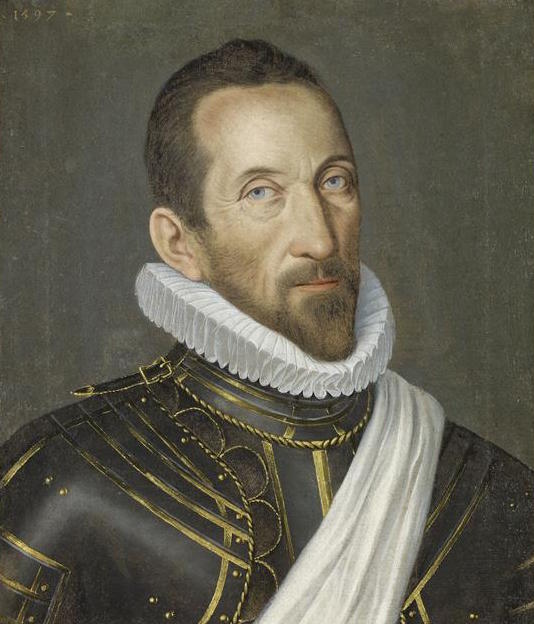
弗朗索瓦·德·博纳·德·莱迪吉埃

1191年8月10日，格勒诺布尔东南山区内的羅曼什河谷发生山体滑坡，石块及土方掩埋了河道，使得其上游形成大型堰塞湖。1219年9月14日夜间，该堰塞湖突然发生垮塌，致使河流下方的格勒诺布尔市区发生特大洪水，洪峰过境时水体几乎填满了整个格勒诺布尔盆地，其最高水位超过10米并倒灌入伊泽尔河谷内的格雷西沃当地区。洪水使得格勒诺布尔满目疮痍，其主要建筑物均遭到破坏。由于洪水发生于深夜，加之通往城外的城门在洪水发生后未能及时开启，致使当地伤亡惨重。根据格勒诺布尔主教萨瑟纳日的让在其回忆录中的论述，洪水使得当地数千名居民丧生，幸存的居民亦大部分迁出，而他本人亦在洪水中身受重伤，并于数月后身亡。洪水亦使得当地的水文特征发生改观，其中德拉克河形成辫状水系，其中一条被命名为“德拉凯河”（Le Draquet）的水道从格勒诺布尔市区野蛮穿过；而伊泽尔河附近则遗留形成湖泊，数年后才逐渐干涸。
洪水过后，格勒诺布尔开始了漫长的重建之路。1226年9月，在格勒诺布尔主教索弗鲁瓦和多菲内伯爵勃艮第王太子安德烈的支持下，格勒诺布尔获得自由贸易宪章，位于伊泽尔河右岸的圣洛朗街区亦正式成为格勒诺布尔的一部分。此后，为了吸引更多的居民，促进当地的工商业复兴，格勒诺布尔先后与1244年、1246年和1294年获得优先发展诏令，当地领主获得财政管辖自治权，其居民则享有多项免税特权。在城建方面，格勒诺布尔城墙及圣母主教座堂在13世纪末完成重建；至14世纪初时，格勒诺布尔的基础设施已基本恢复至洪水前的水平，其中主塔高56米的圣安德肋堂成为了格勒诺布尔的新地标，其周边还建成了利勒塔、财政塔（Tour de la Trésorerie）、圣让教堂（Église Saint Jean）等建筑。1339年，维埃纳的安贝尔二世在格勒诺布尔镇中心的克莱尔街创建了格勒诺布尔大学，首批开设了法律、医学和艺术课程。
14世纪中期，受到战争及经济等因素的影响，多菲内出现严重的财政危机。1349年，安贝尔二世与法兰西国王查理五世签订《罗芒条约》，多菲内正式并入法兰西王国并成为多菲内行省，格勒诺布尔为首府，当地的财政机构被法兰西皇家财团代替。1453年，在路易十一的要求下，多菲内地方政府被改组为议会。多菲内高等法院宫大楼于1500年建成。
格勒诺布尔在宗教战争末期遭到了严重的破坏。格勒诺布尔最早的新教徒团体形成于1520年，宗教改革家烏利希·慈運理于1523年创建了格勒诺布尔新教教堂，至1560年时，当地的新教徒数量已占到了总居民数量的20%。1562年，胡格诺派的多菲内将领博蒙的弗朗索瓦率兵攻占格勒诺布尔，当地的圣安德肋堂、圣母教堂及多个教会讲堂均被烧毁。16世纪70年代，由贝特朗-朗博·德西米亚纳率领的天主教军队取得了格勒诺布尔的控制权，此后当地的胡格诺派长期遭到迫害，其将领勒皮蒙布兰的夏尔于1575年被贝特朗-朗博处决。法兰西王后凯瑟琳·德·美第奇曾于1579年前往格勒诺布尔，但依旧未能调和当地天主教徒与胡格诺教徒之间的矛盾。1590年，新的胡格诺将领弗朗索瓦·德·博纳·德·莱迪吉埃率军发动格勒诺布尔围城战，在经历了近一个月的炮击后，驻守于格勒诺布尔城中的天主教将领阿尔方斯·多纳诺宣布放弃。同年12月22日，胡格诺派开始统治格勒诺布尔，不过弗朗索瓦·德·博纳·德·莱迪吉埃并没有对当地的天主教徒展开清剿或压迫，在他的努力下，格勒诺布尔不同教派的居民得以逐步调和。此后，弗朗索瓦·德·博纳长期为格勒诺布尔的实际执政官，直至其1626年逝世。

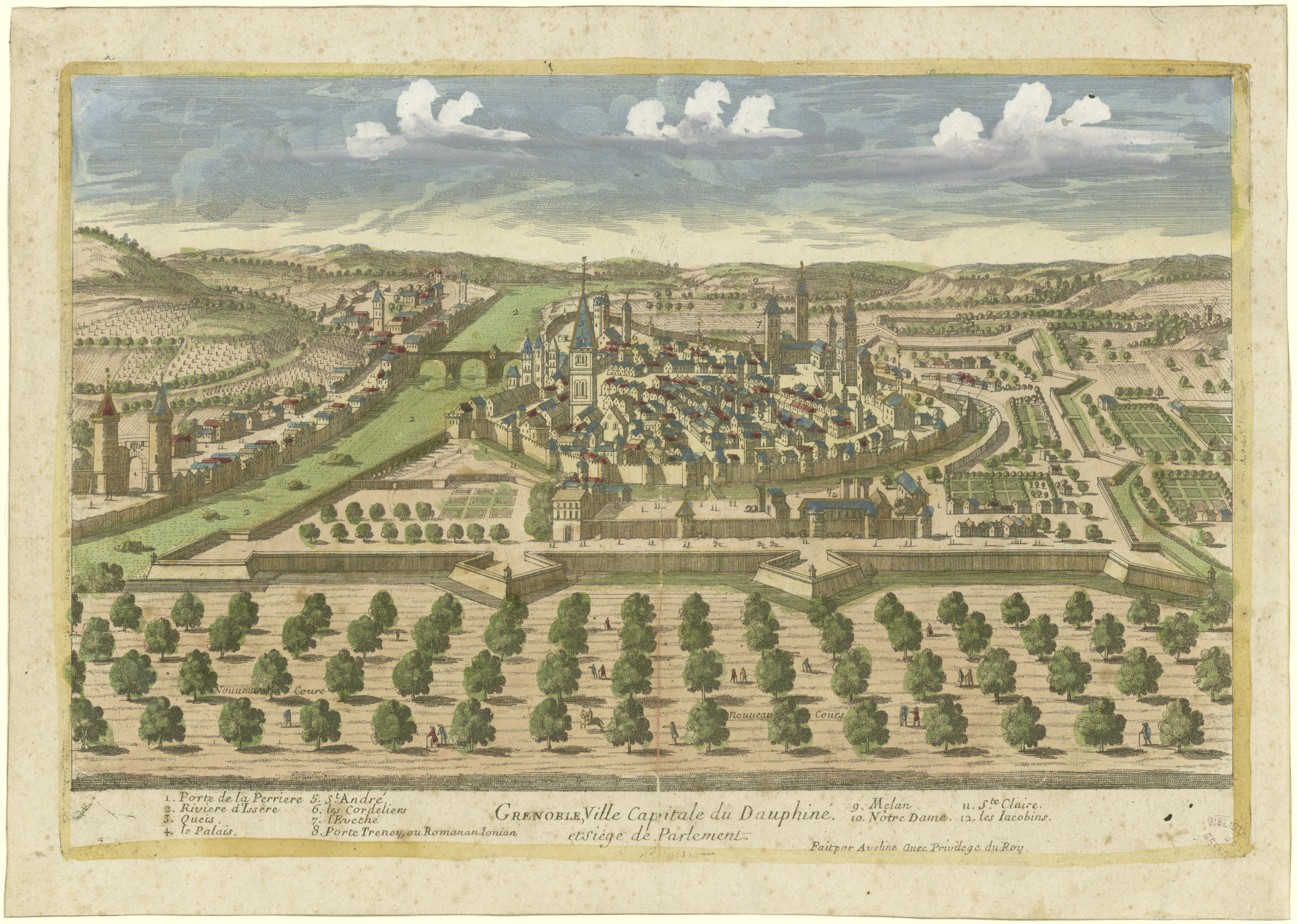
17世纪的格勒诺布尔绘图

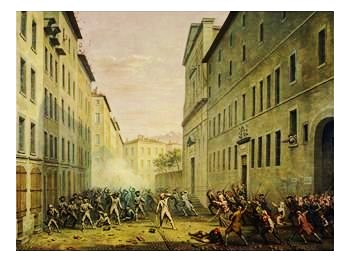
砖瓦之日

得益于弗朗索瓦·德·博纳·德·莱迪吉埃的宽松政策，格勒诺布尔作为多菲内的政治中心，其社会经济趋于稳定，地位得到了空前的巩固，他也因此常被认为是格勒诺布尔城市发展的重要人物。1602年，弗朗索瓦·德·博纳在格勒诺布尔兴建了莱迪吉埃宫作为新的行政中心，同时邀请意大利建筑师埃尔科莱·内格罗参与兴建新的格勒诺布尔防御城墙，后者使得格勒诺布尔的城墙内的面积由13公顷扩大至21公顷，再加上城墙外的城郊部分，整个格勒诺布尔的城市面积达到了36公顷。17世纪中期，格勒诺布尔境内出现了多个教会组织，包括高地圣玛丽会、最小兄弟会等。除建筑外，流经格勒诺布尔的德拉克河亦得到裁弯取直和渠化改造，其右岸兴建了佩里耶尔河堤（Quai Perrière），原有的德拉凯河水道被填埋，原址被改造为城市花园（Jardin de ville）；而横跨伊泽尔河的财团石桥（Pont pierre de la Trésorerie，今马里尤斯-贡塔尔桥）则于1671年（一说1670年）建成。在文化方面，法国喜剧作家莫里哀曾于1652至1658年间居住于格勒诺布尔。于1739年开业的圆桌咖啡馆是格勒诺布尔历史上的第一家咖啡厅。1768年，在当地文学家艾蒂安·博诺·德·孔狄亚克的提议下，格勒诺布尔市政剧场建成，而市政图书馆则于1772年建成并向公众开放。
18世纪末，法兰西王国出现严重的经济危机，彼时中枢艾蒂安·夏尔·德·洛梅尼·德布里安及财政大臣克雷蒂安-弗朗索瓦·德拉穆瓦尼翁·德巴维尔希望通过取消三级会议及议会的权力并新增税目来缓解财政困难，此举在格勒诺布尔引发了当地官员和民众的愤慨。对此，多菲内裁判官阿尔贝·德贝吕勒在1788年5月20日的一场地方会议中发表了这样的言论：
|                   | 如果拉穆瓦尼翁的提案获得通过，多菲内议会将彻底不再效忠于他的上级 |
| ——阿尔贝·德贝吕勒 |                                                                  |

1788年6月7日，多菲内三级会议在格勒诺布尔举办，法兰西外省中将派出士兵以阻拦参与会议的政见不同者，当地一些民众登上塔楼，将砖瓦投向那些士兵，这一天由此被称为“砖瓦之日”。事件最终造成三人身亡，二十余人受伤，三级会议被迫取消。同年7月21日，三级会议在格勒诺布尔城外的维济勒秘密召开，该会议通过了多菲内不再向法兰西王国上缴任何税收的提案，并建议其它行省的议会效仿其行为。由于维济勒集会的核心与反抗法兰西王国密切相关，因此该会议又被一些学者认为是法国大革命的开端。

### 近现代

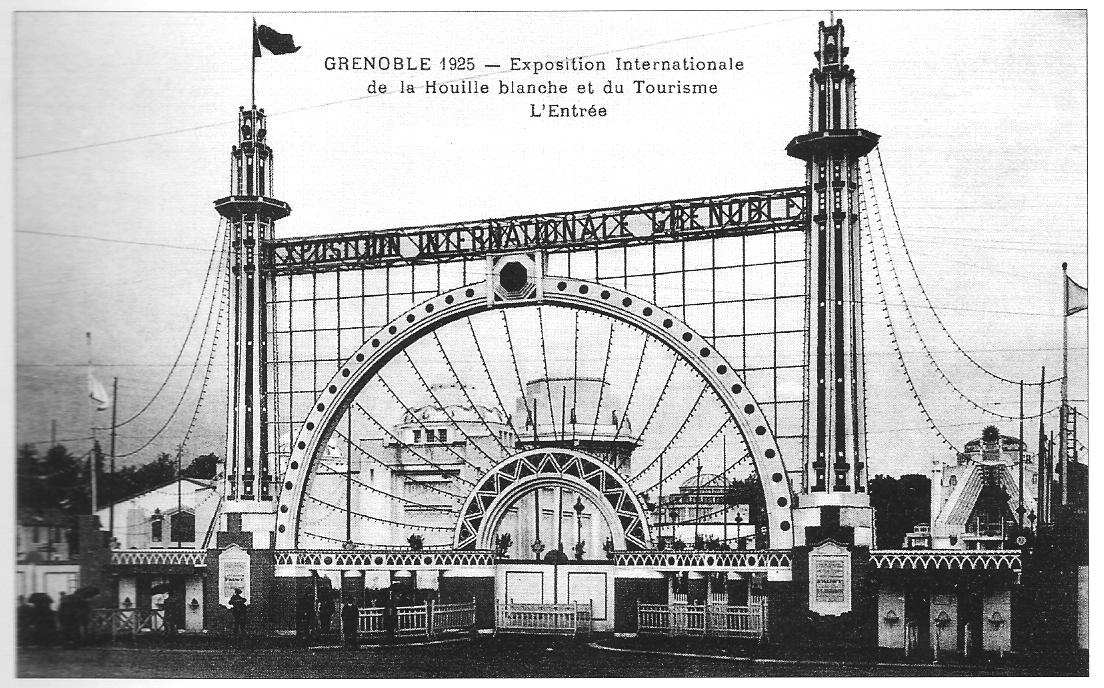
白色煤炭博览会展场

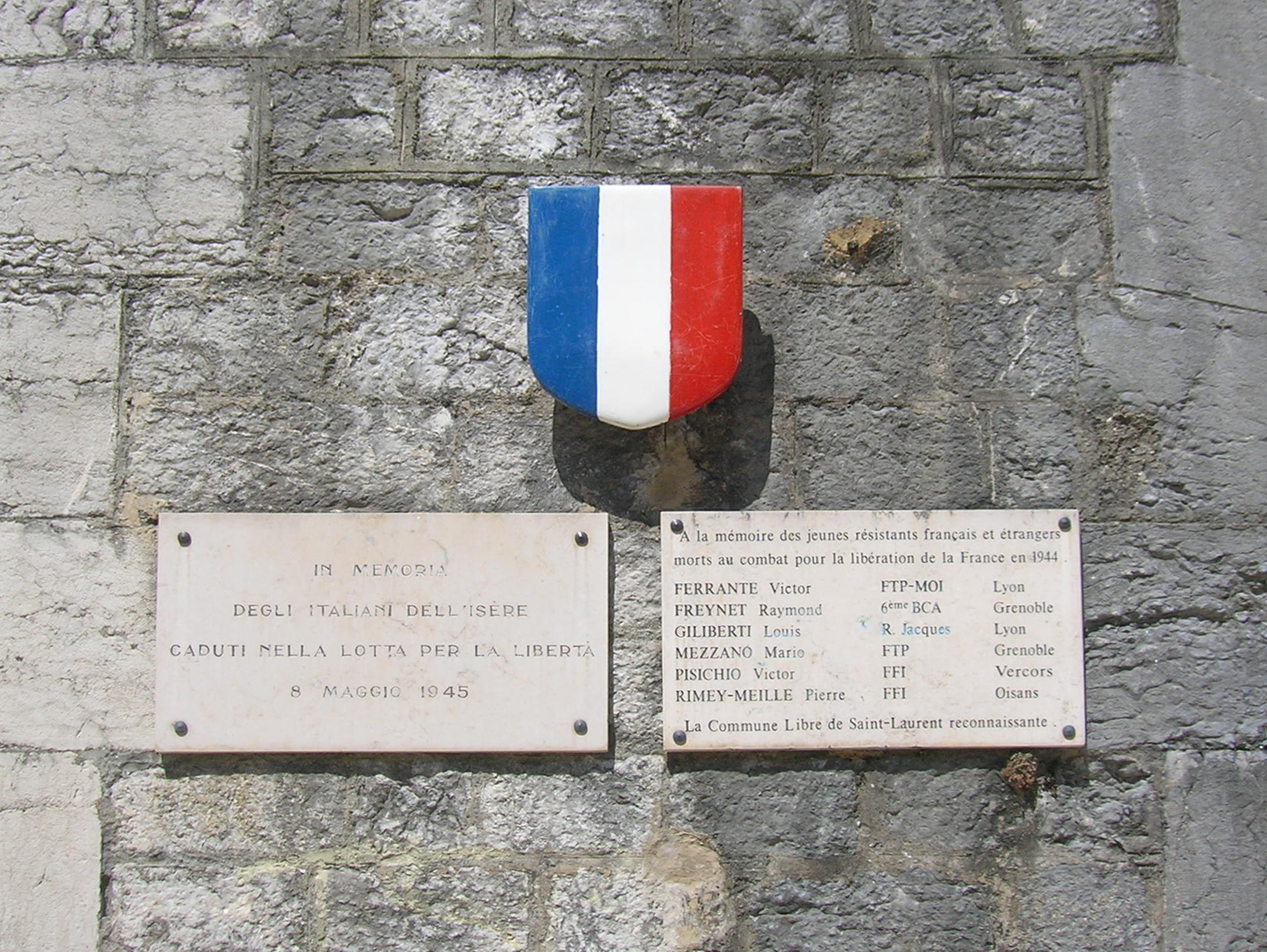
抵抗运动及解放纪念碑

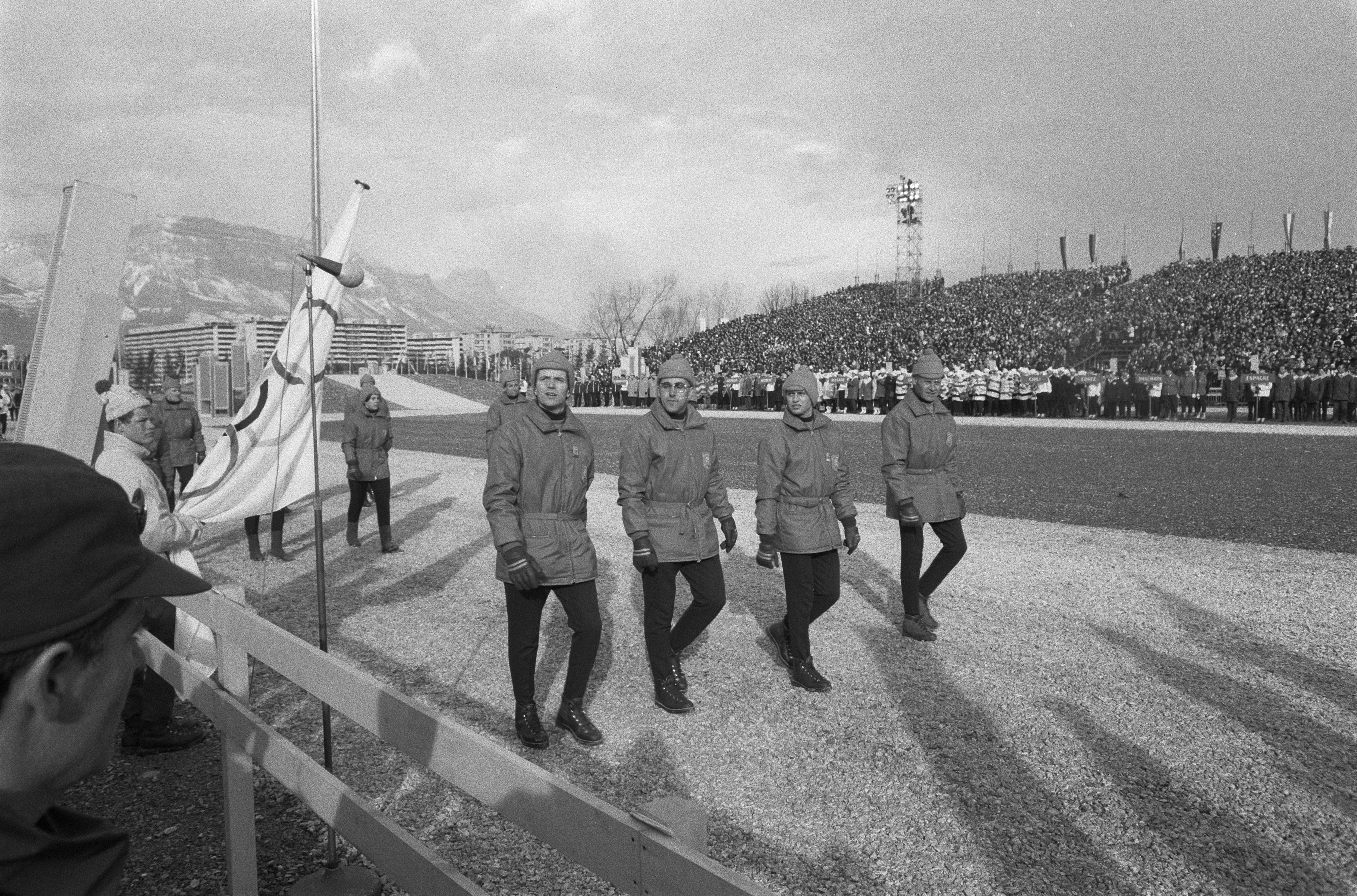
1968年格勒诺布尔冬奥会入场式

法国大革命期间，格勒诺布尔政治家安托万·巴纳夫曾在当地宣扬保皇派言论，八月十日事件发生后，安托万·巴纳夫被共和国军队逮捕，后于1793年被押送至巴黎进行处决。在行政区划方面，自1791年起，格勒诺布尔成为伊泽尔省的一个市镇及该省的省会，同时也是格勒诺布尔地区的行政驻地，后者自1801年起改制为格勒诺布尔区。1833年，格勒诺布尔南部的部分区域被划出，成为新市镇埃希罗勒的一部分。
1815年3月，拿破仑从厄尔巴岛返回巴黎的途中曾途经格勒诺布尔并纵贯阿尔卑斯山，这条线路后称为“拿破仑之路”。同年《巴黎条约》签订后，原萨瓦地区被并入萨丁王国，伊泽尔省成为边境省份，格勒诺布尔也一度被奥地利军队占领。19世纪20年代后，伴随着城市的发展，格勒诺布尔的城墙已无法满足当地建设的需要，法国军事工程师弗朗索瓦·尼古拉·伯努瓦·阿克索主持设计了新的格勒诺布尔城墙，并在城北的拉谢山建立了一处军事营地，这项工程于1844年完工。1858年，首条连接格勒诺布尔的铁路建成通车，此后又有三个方向的铁路在格勒诺布尔交汇，格勒诺布尔站成为一个铁路枢纽。1860年，萨瓦重新并入法国，格勒诺布尔的战略地位大幅下降，当地的军事营地被逐渐废弃；与此同时，在格勒诺布尔市政府的努力下，原属于塞桑、方丹和圣马丹勒维努的德拉克河右岸区域被划入格勒诺布尔的市镇范围。19世纪末期，受到巴黎改造思潮的影响，格勒诺布尔出现了多处奥斯曼风格的建筑及街道，当地新建了伊泽尔省政府大楼、自然历史博物馆、圣克莱尔大堂、拿破仑雕像、三个等级喷泉等建筑物。横跨伊泽尔河的法兰西门桥和绿岛桥分别于1893年和1899年建成。1894年，格勒诺布尔出现了当地首个有轨电车系统。
自19世纪中后期以来，得益于工业革命的推动，格勒诺布尔附近的阿尔卑斯山区兴建了多处水利工程，至1880年时当地已有20家水电公司，伊泽尔省成为法国第二大能源输出省份，仅次于产煤大省加来海峡省。彼时，水电被誉为“白色煤炭”，格勒诺布尔也由此被称为“白色煤炭之都”（Capitale de la houille blanche）。1925年5月至10月间，格勒诺布尔举办了国际白色煤炭博览会，法国总统加斯东·杜梅格曾前往参与。
第二次世界大战初期，格勒诺布尔及法国阿尔卑斯地区被意大利占领，1943年9月意大利停戰后被纳粹德国控制。其间，格勒诺布尔居民组建了名为“小俄罗斯”（Petite Russie）的抵抗运动组织。1943年底，纳粹德军先后逮捕并杀害了包括勒内·戈斯在内的当地二十余名抵抗运动成员，此事件被称为“格勒诺布尔圣巴泰莱米”。1944年11月5日，格勒诺布尔市政府获得了由戴高乐颁发的法国解放勋章。
二战后，格勒诺布尔的社会经济迅速发展，被称为“格勒诺布尔神话”（mythe grenobloise）。科研教育是格勒诺布尔社会发展的重心之一，格勒诺布尔大学企业联盟和格勒诺布尔高等政治学院分别于1947年和1948年建成。1956年，法国物理学家路易·奈尔在格勒诺布尔建立核能研究中心。1961年，格勒诺布尔大学城建成，格勒诺布尔大学曾于1968年一分为三，后于2020年再次合并，成为格勒诺布尔-阿尔卑斯大学。1960年，格勒诺布尔市长阿尔贝·米沙隆向国际奥委会递交1968年冬季奥林匹克运动会申请，此后，格勒诺布尔展开了新一轮的城市建设：原有横穿格勒诺布尔市区的格勒诺布尔—蒙梅利扬铁路被改线，其原址附近兴建了多处现代居民区，城市外围则新增快速过境公路。1964年1月28日，格勒诺布尔获得冬奥会主办权，其主场格勒诺布尔体育馆于1967年建成，除此之外，格勒诺布尔还利用这一机会翻新或新建了多处公共设施，包括格勒诺布尔市政厅、阿尔卑斯会展中心、格勒诺布尔邮政大楼等。冬奥会结束后，一些场馆被另做它用，如室内滑冰场被改建为格勒诺布尔文化宫，奥运村则改为新城，成为一处集中式现代居民社区。1974年，格勒诺布尔又举办了世界击剑锦标赛。1976年，國際天文聯會第16届会议在格勒诺布尔举办。1987年，格勒诺布尔有轨电车A线建成通车，后者是世界上首条无障碍轨道交通线。20世纪90年代，格勒诺布尔火车站附近兴建Europole商务区。2008年2月，阿尔卑斯球场建成；同年5月12日，格勒诺布尔足球俱乐部在此战平沙托鲁，时隔45年后再次晋级法甲。2015年1月1日，格勒诺布尔城市圈公共社区升级为格勒诺布尔阿尔卑斯都会区，成为法国22个都会区之一。

## 地理

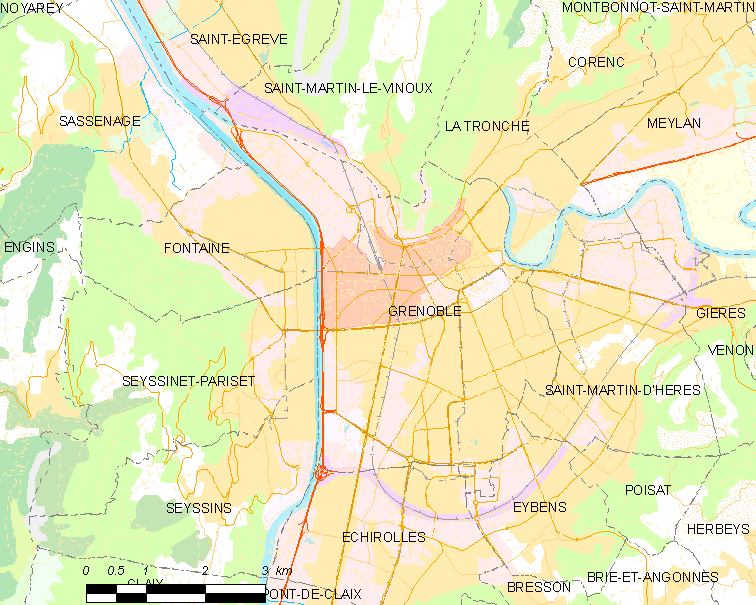
格勒诺布尔市镇范围地图

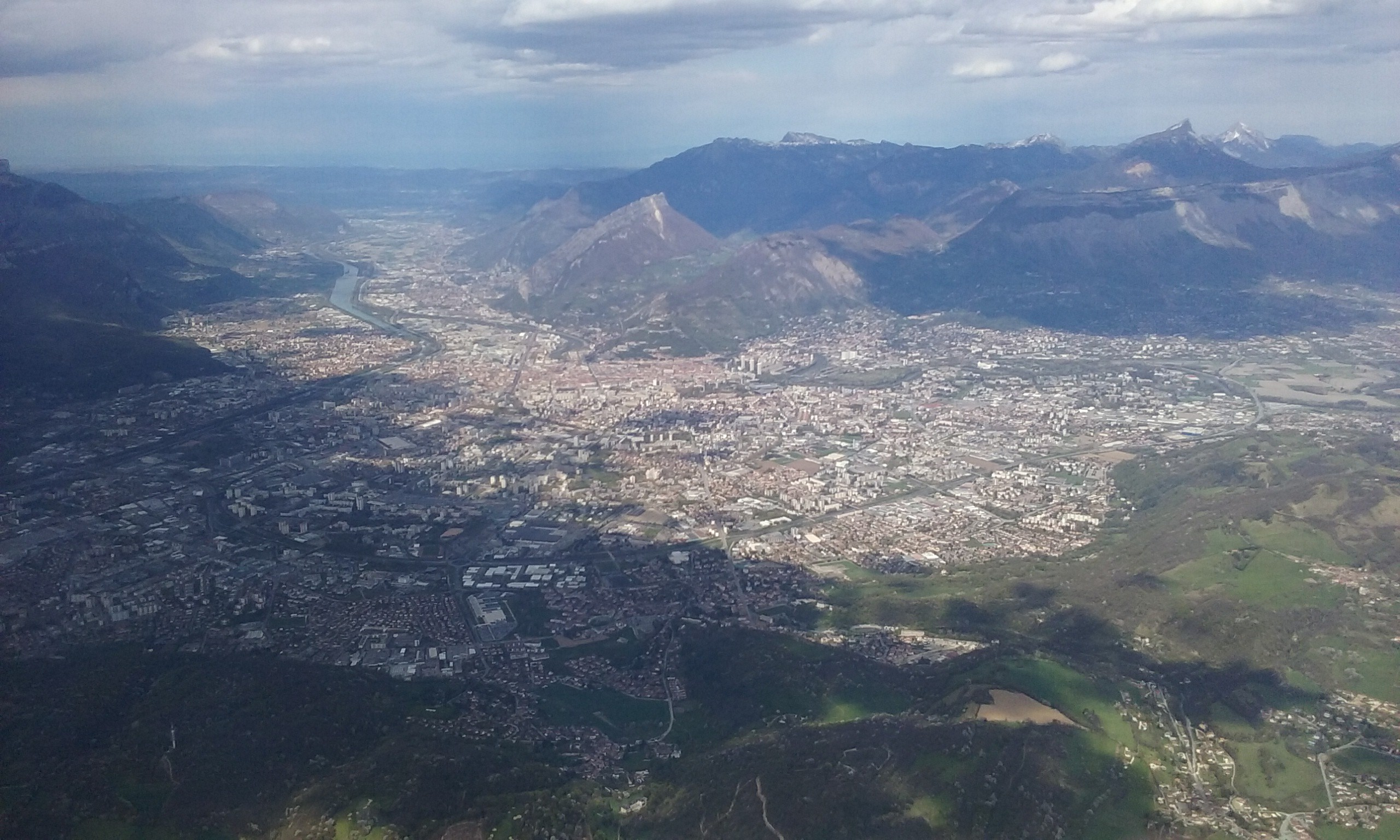
鸟瞰格勒诺布尔全城

格勒诺布尔位于法国东南部，奥弗涅-罗讷-阿尔卑斯大区中东部偏南和伊泽尔省中北部，距离大区首府里昂大约100公里，距离法国首都巴黎大约500公里。与格勒诺布尔接壤的市镇包括：萨瑟纳日、塞桑、方丹、塞西内-帕里塞、圣埃格雷沃、圣马丹勒维努、圣马丁代尔、拉特龙什、埃希罗勒和埃邦。在用地情况方面，2018年，格勒诺布尔市镇范围内92.9%的土地为城市建设用地（道路、广场、建筑等）、3.3%为林地，水域面积占3.8%，自然和农业土地总和占比不足0.1%。格勒诺布尔的城市规划建设事务由当地市政府及其所在的都会区协调负责。2019年12月20日，格勒诺布尔阿尔卑斯都会区通过了当地的《市际城市规划地方方案》（PLUi），为包括格勒诺布尔在内的49个市镇的土地利用及开发提供了纲领性指导。

### 地形
格勒诺布尔位于阿尔卑斯山腹地内的一处河谷之中，市区地势平坦，四周则被山峦环绕，其中北侧为沙特勒斯山脉，东侧为贝勒多讷山脉，西侧为韦科尔山脉。格勒诺布尔市镇范围内的海拔最高点为600米，位于市区北部与圣马丹勒维努和拉特龙什三地交汇处的雅拉山南段；最低点为204米，位于市区西北部的德拉克河与伊泽尔河交汇处附近。

### 地质
格勒诺布尔市镇大部分区域位于河流沉积岩上，其地表土层为河流冲积物，基岩则形成于维尔姆冰期，多由冰川消融产生的冰碛经沉淀变质形成；市区北部的雅拉山地表裸露区域主要是灰褐色石灰岩，其岩层形成于侏罗纪晚期，厚度在200米至250米之间，因风化侵蚀作用，其地表岩层年代自东向西递减。
格勒诺布尔亦是法国的地质灾害监控城市之一，其全市的地震预防等级为第四级，是法国本土的最高级别。一条沿贝勒多讷山延伸的断裂带从格勒诺布尔市区附近经过。

### 水文

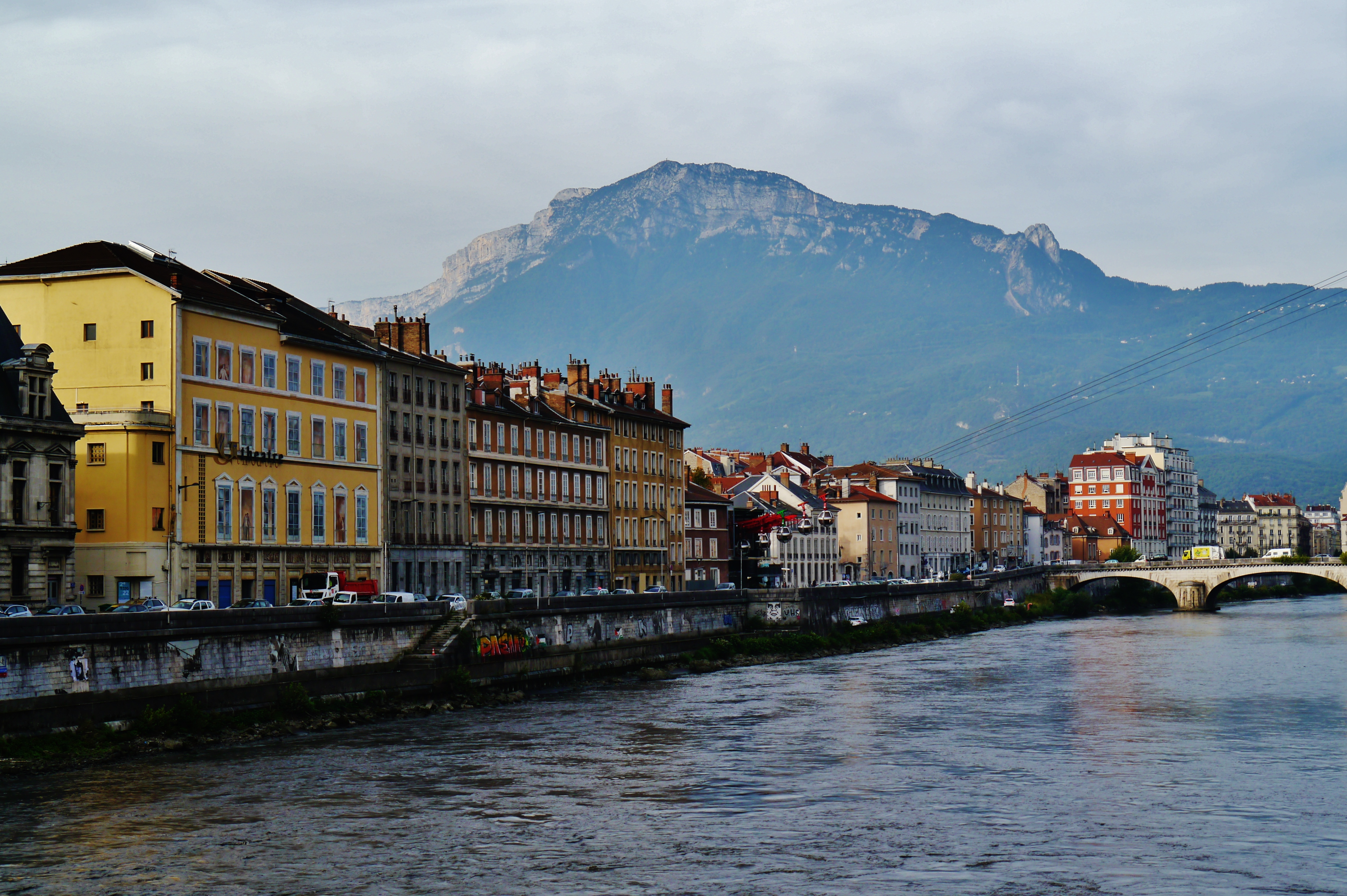
伊泽尔河格勒诺布尔市区段

格勒诺布尔位于罗讷河流域范围内，伊泽尔河自东北向西北经境内北部，其支流德拉克河则自南向北流经市区西部。格勒诺布尔历史上屡次发生洪涝灾害，其中1219年大洪水曾对其城市造成了毁灭性的打击，伊泽尔河和德拉克河也因此在当地民间被称为“蛇和龙”。近现代得益于一系列水利工程的建设，格勒诺布尔的洪水威胁已大幅减轻，此外当地还建立了预警系统，对格勒诺布尔地区的水文情况进行实时监测。伊泽尔河水文站位于格勒诺布尔的巴士底街区，该水文站所记录的1960至2023年9月间的年均径流量为每秒156立方米，其中最高记录出现于2015年5月2日，达每秒1,010立方米；最低记录出现于2001年12月26日，为每秒35立方米。距离格勒诺布尔最近的德拉克河水文站位于其上游约8公里的勒蓬德克莱境内，该水文站所记录的1904至2023年9月间的年均径流量为每秒34立方米，其中最高记录出现于1906年11月1日，达每秒700立方米；最低记录出现于2022年11月2日，为每秒17立方米。

### 植被
格勒诺布尔属于温带阔叶混交林区，林地散落分布于河流附近及多个街区，常见自然植被以落叶乔木、木本植物为主。保罗·米斯特拉尔公园占地25公顷，是格勒诺布尔市区内面积最大的城市公园。此外当地的主要绿地还包括市区西部的乔治·蓬皮杜公园、东部的阿尔贝·米沙隆公园、伊泽尔河畔的河湾公园（Parc des berges de l'Isère）、在废弃铁路线旧址上建成的福楼拜公园（Parc de Flaubert）以及由山坡天然林地开辟而来为居伊·帕普公园（Parc Guy Pape）等，均常年免费向公众开放。
在鲜花城市的评比中，格勒诺布尔被评为三星级鲜花城市。

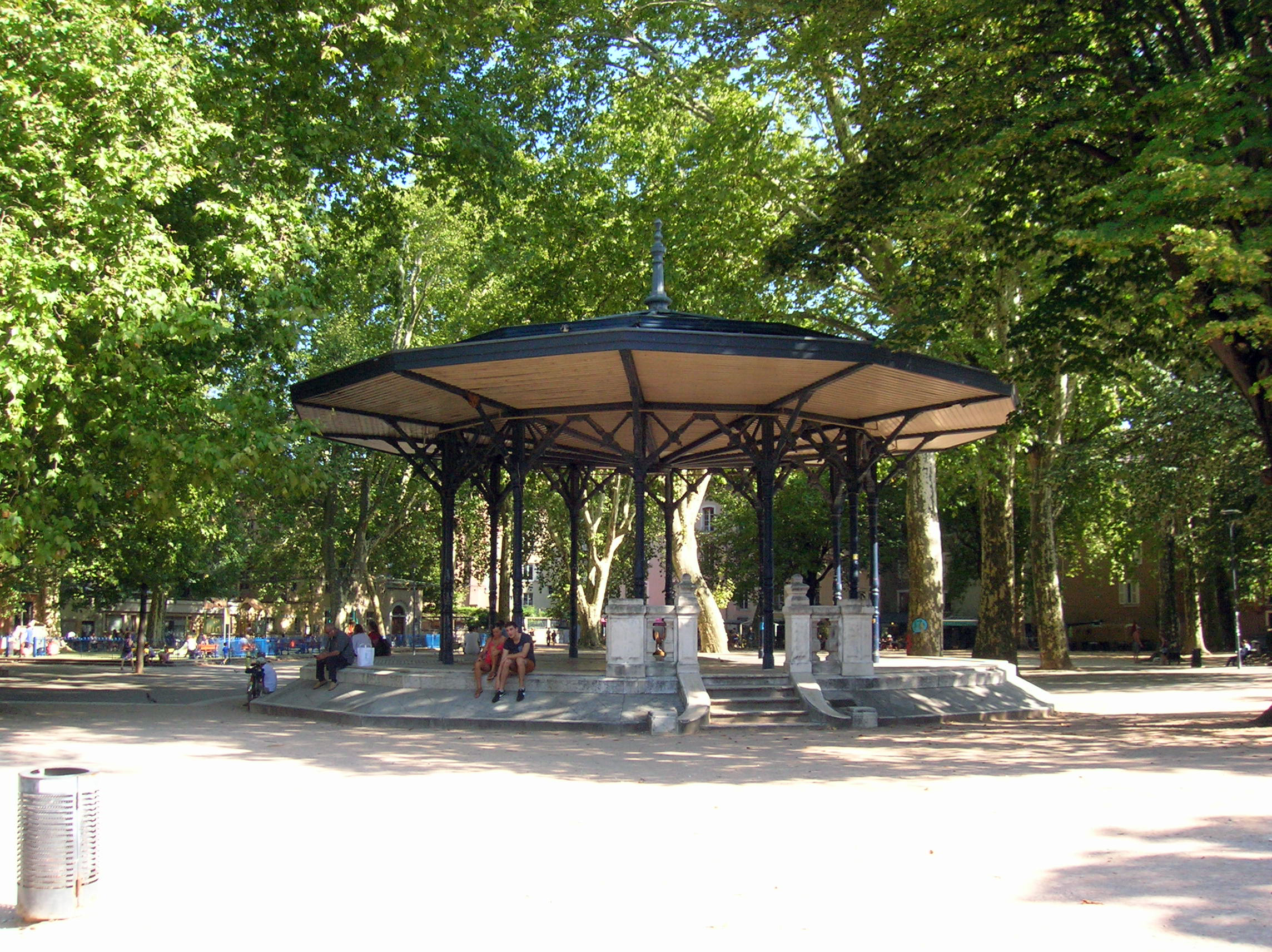
城市花园内的凉亭
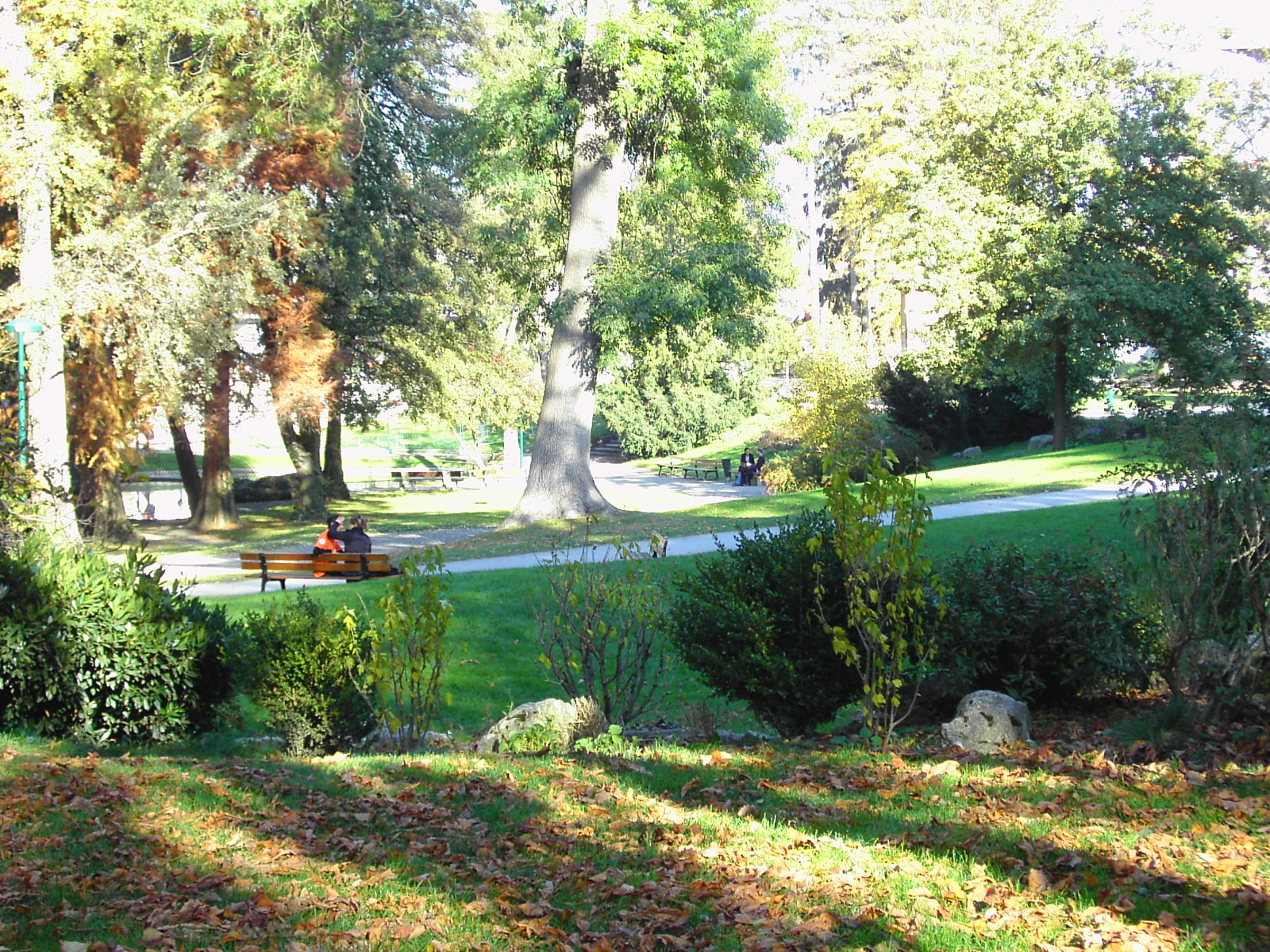
保罗·米斯特拉尔公园（法语：Parc Paul-Mistral）
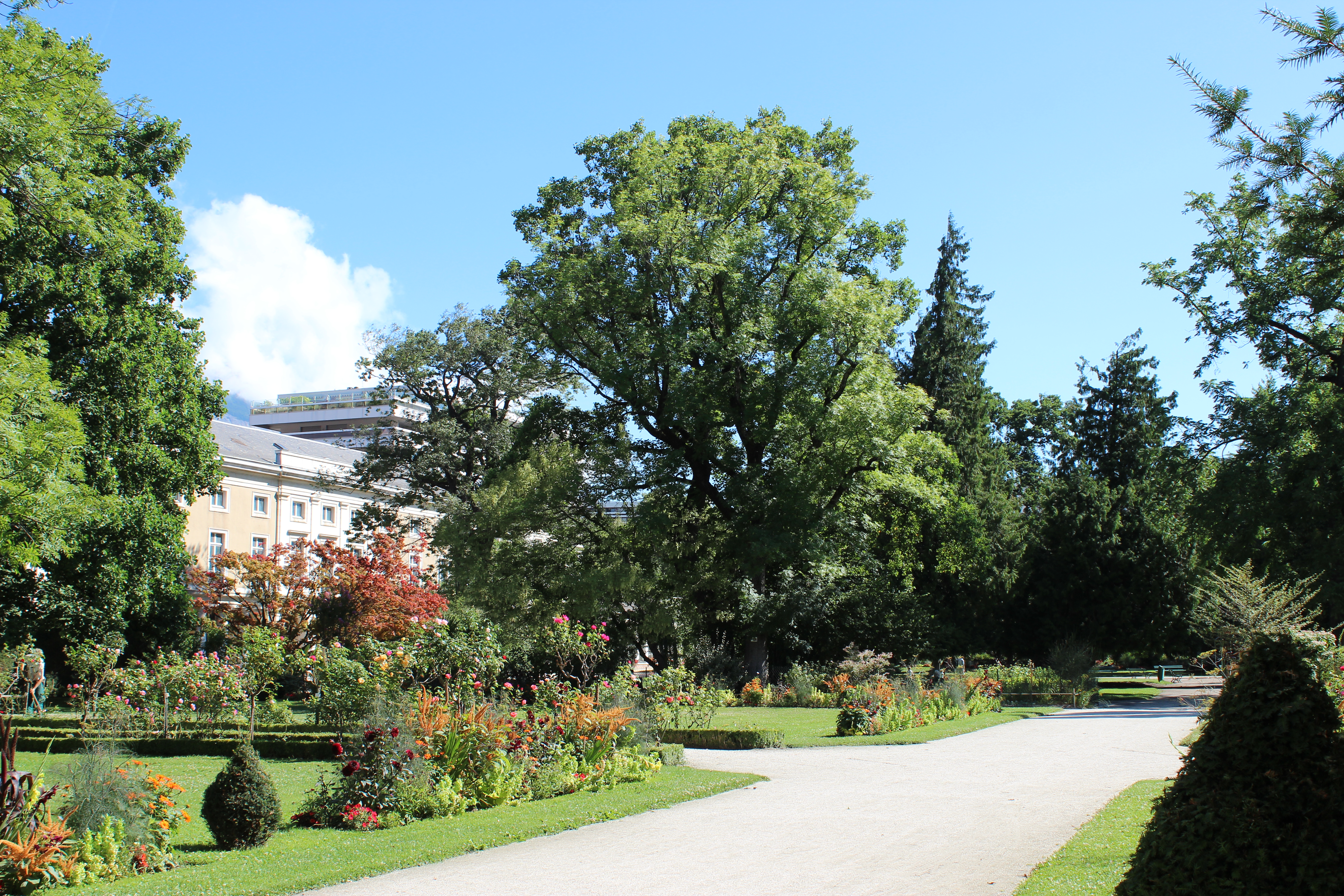
植物花园（法语：Jardin des plantes Joséphine Baker）
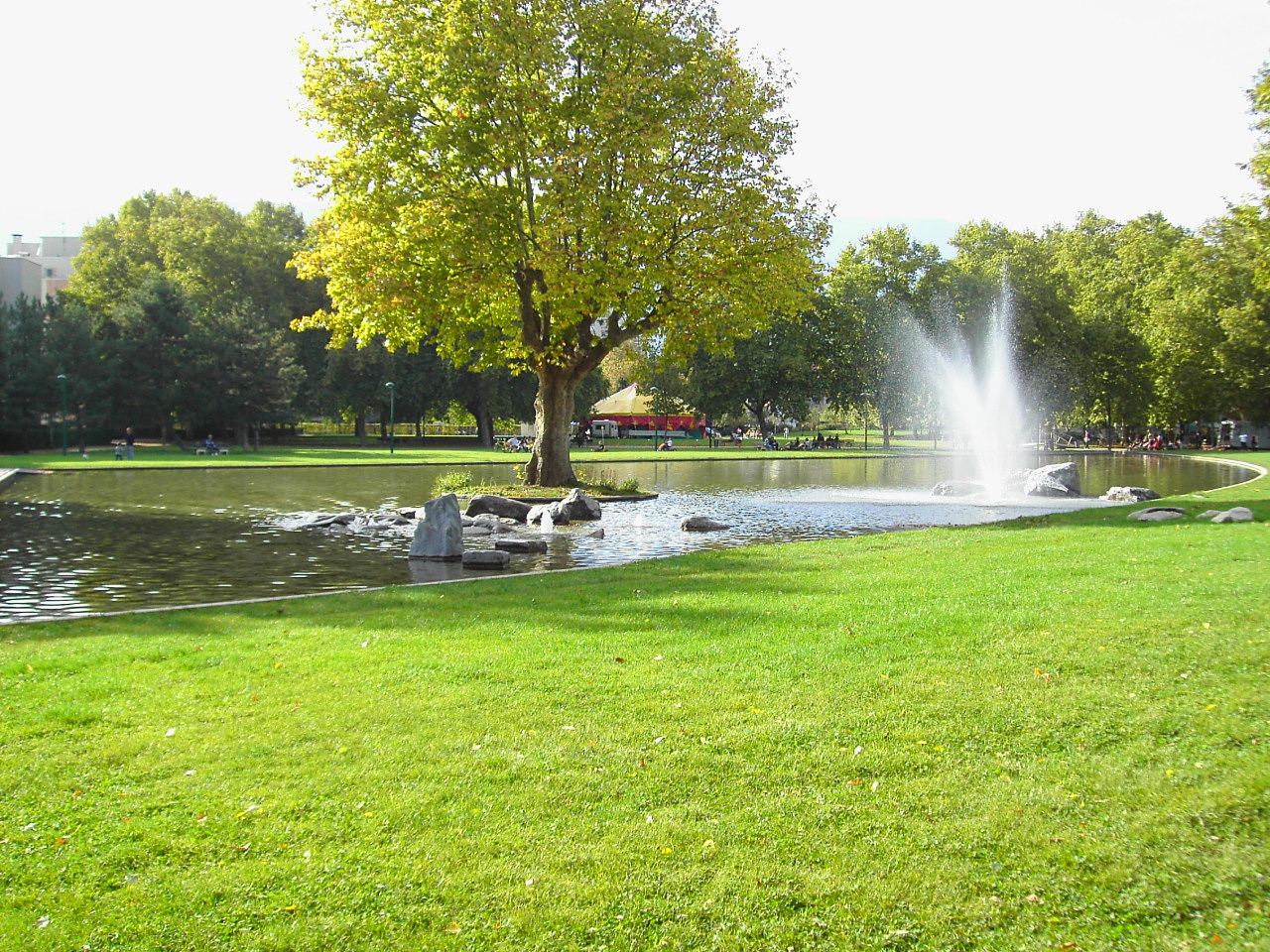
乔治·蓬皮杜公园
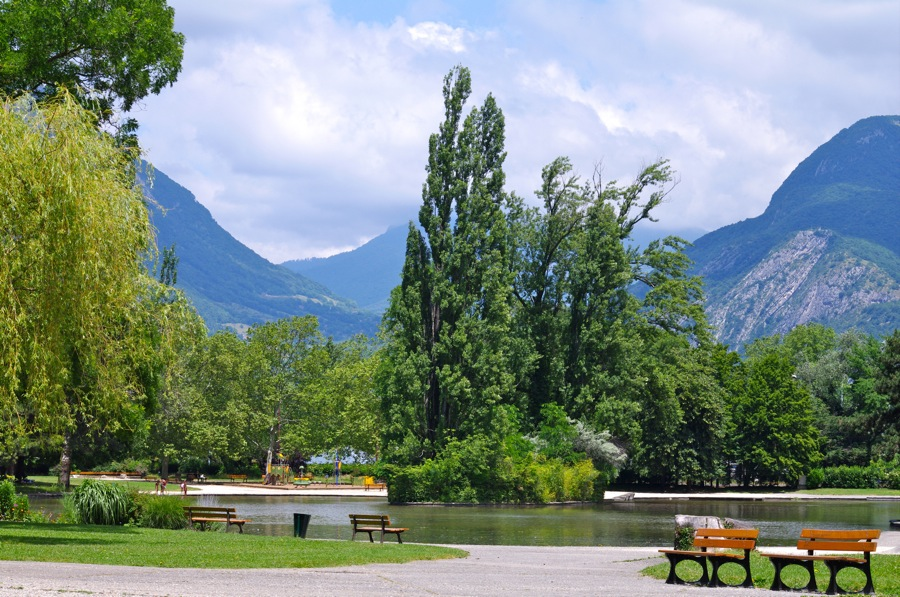
巴什拉尔公园
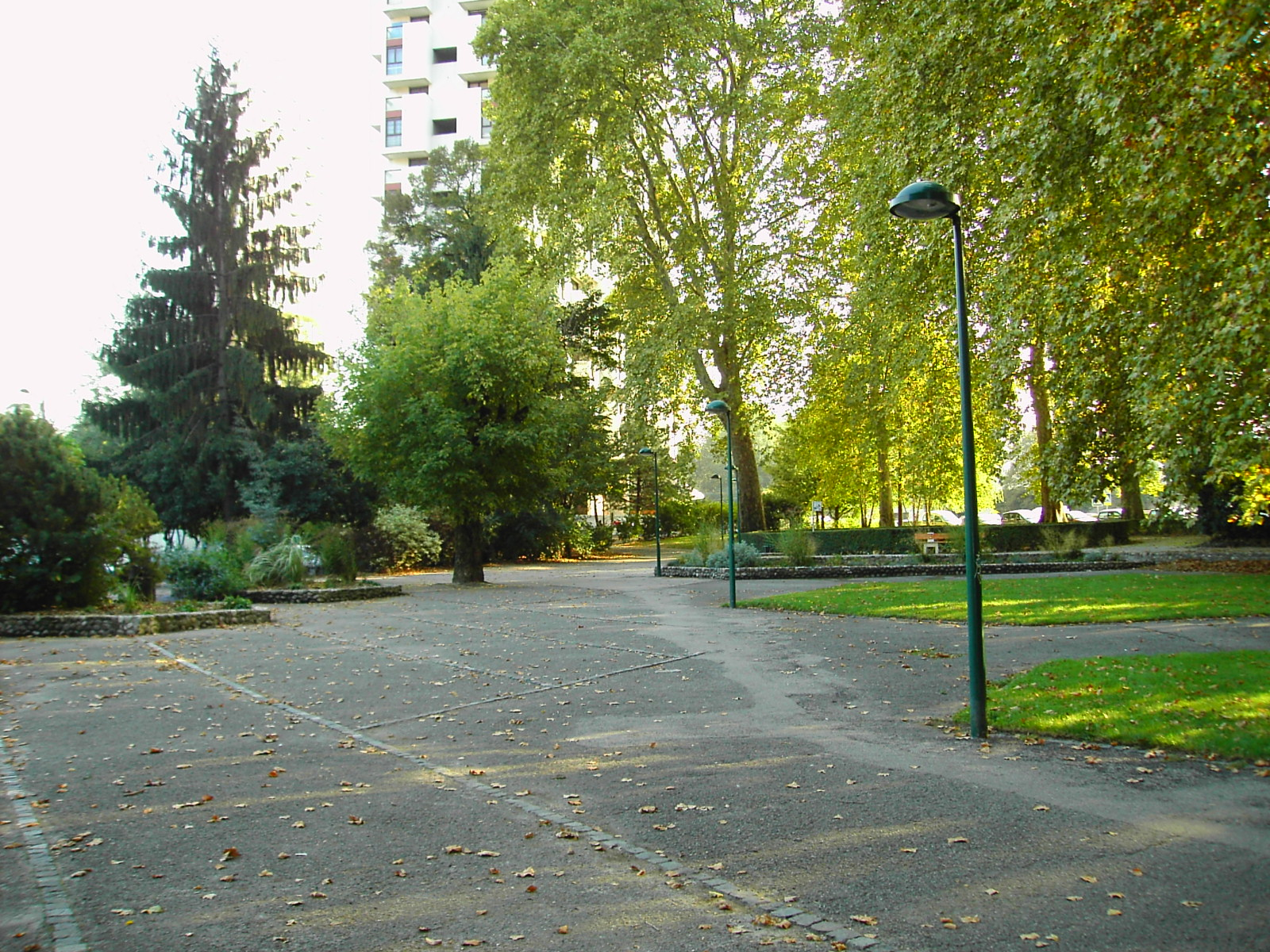
绿岛街区公园
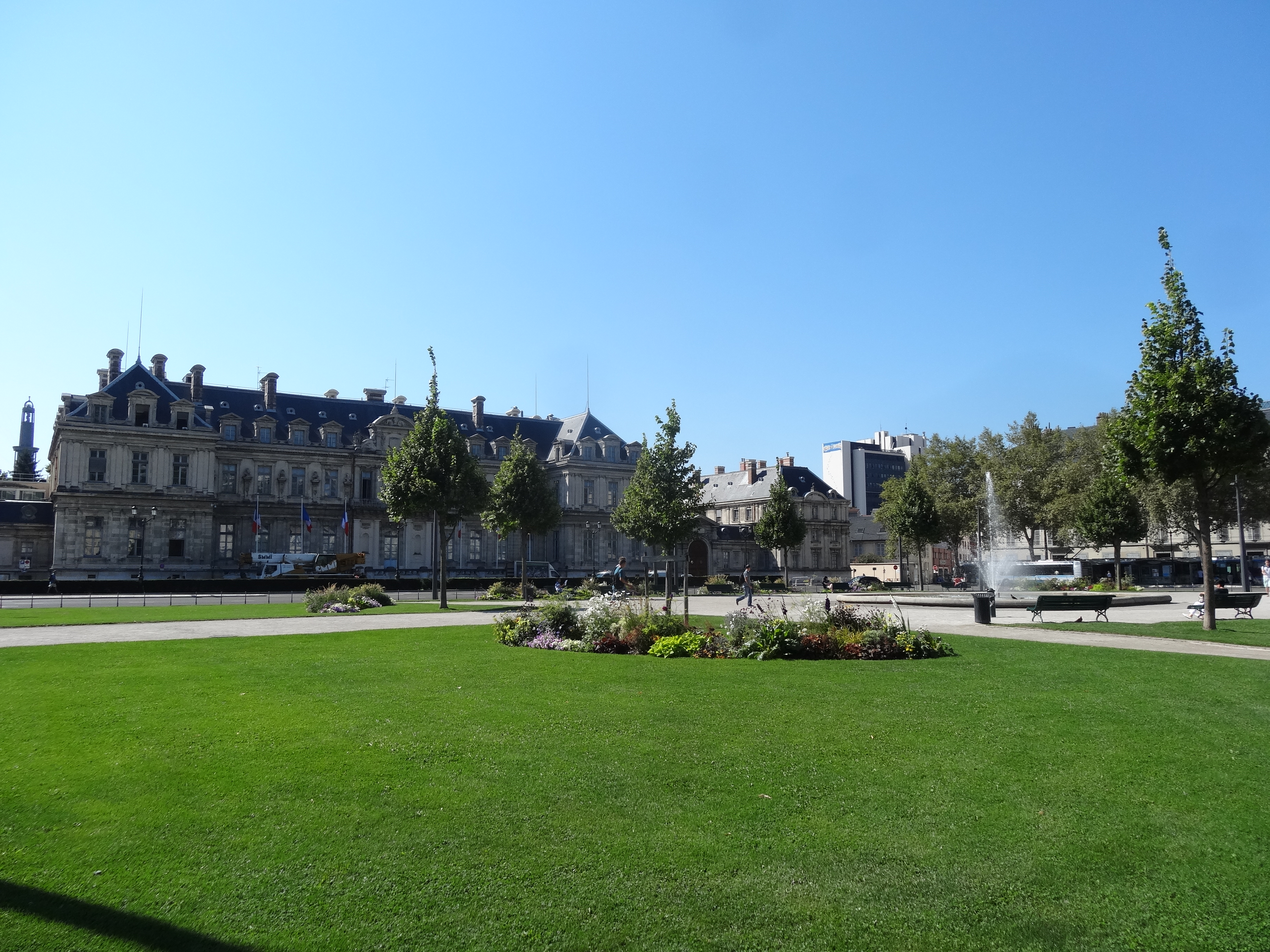
市府广场绿地

### 气候

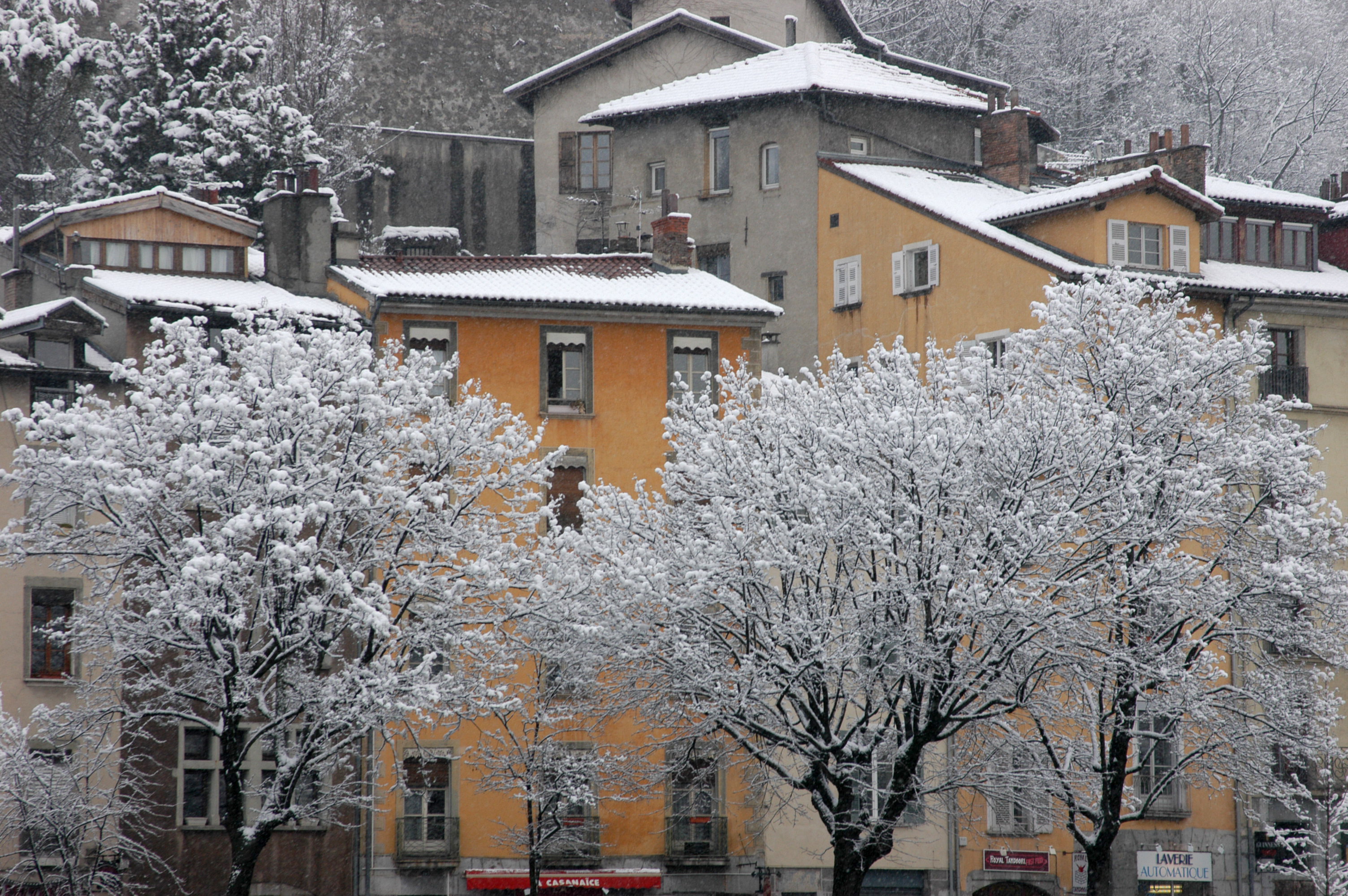
雪后的格勒诺布尔

格勒诺布尔在柯本气候分类法中属于带有地中海和山地特征的温带海洋性气候，因其地形因素，冬季较为阴冷，夏季则因受焚风影响而气温普遍明显高于同纬度地区。自21世纪以来，随着全球变暖等因素影响，格勒诺布尔极端气候愈发频繁，主要表现为高温日数的增加以及洪涝灾害可能性的增大。2005年，格勒诺布尔城市圈公共社区制定了法国首份关于环境与气候的文件纲领。
格勒诺布尔及附近区域有多个气象观测点，其中格勒诺布尔-勒韦尔苏气象站位于格勒诺布尔市区以东约9公里处，该气象站记录气温、降水和日照数据，自2003年11月15日起开始运转；圣马丁代尔气象站位于同名市镇境内，距离格勒诺布尔市区不到3公里，是距离格勒诺布尔最近的常年气象站，自2007年1月1日起开始运转；距离格勒诺布尔市区40公里外的圣艾蒂安德圣茹瓦尔气象站则是该地区最早建立的气象站，但由于其站址距离格勒诺布尔市区较远，且所在地的自然环境与格勒诺布尔有着较大的区别，故该气象站所记录的数据无法完全代表格勒诺布尔市区的气候状况。
以下为格勒诺布尔地区的气候数据，其中均温、降水和日照值取自格勒诺布尔-勒韦尔苏气象站，极端高温值取自圣马丁代尔气象站，极端低温值则取自圣艾蒂安德圣茹瓦尔气象站：
| 格勒诺布尔 1948年－2023年 | 格勒诺布尔 1948年－2023年 | 格勒诺布尔 1948年－2023年 | 格勒诺布尔 1948年－2023年 | 格勒诺布尔 1948年－2023年 | 格勒诺布尔 1948年－2023年 | 格勒诺布尔 1948年－2023年 | 格勒诺布尔 1948年－2023年 | 格勒诺布尔 1948年－2023年 | 格勒诺布尔 1948年－2023年 | 格勒诺布尔 1948年－2023年 | 格勒诺布尔 1948年－2023年 | 格勒诺布尔 1948年－2023年 | 格勒诺布尔 1948年－2023年 |
| 月份                      | 1月                       | 2月                       | 3月                       | 4月                       | 5月                       | 6月                       | 7月                       | 8月                       | 9月                       | 10月                      | 11月                      | 12月                      | 全年                      |
| ------------------------- | ------------------------- | ------------------------- | ------------------------- | ------------------------- | ------------------------- | ------------------------- | ------------------------- | ------------------------- | ------------------------- | ------------------------- | ------------------------- | ------------------------- | ------------------------- |
| 历史最高温 °C（°F）       | 20.1 (68.2)               | 22.8 (73.0)               | 27.5 (81.5)               | 31.6 (88.9)               | 35.4 (95.7)               | 38.6 (101.5)              | 40.8 (105.4)              | 42.6 (108.7)              | 34.6 (94.3)               | 31.8 (89.2)               | 24.6 (76.3)               | 21.2 (70.2)               | 42.6 (108.7)              |
| 平均高温 °C（°F）         | 6.7 (44.1)                | 8 (46)                    | 13.7 (56.7)               | 19.8 (67.6)               | 22.6 (72.7)               | 26.8 (80.2)               | 29.2 (84.6)               | 26.1 (79.0)               | 23.6 (74.5)               | 18.8 (65.8)               | 11.9 (53.4)               | 5.6 (42.1)                | 17.7 (63.9)               |
| 日均气温 °C（°F）         | 2.6 (36.7)                | 3.4 (38.1)                | 7.8 (46.0)                | 13.2 (55.8)               | 16.6 (61.9)               | 20.3 (68.5)               | 22.4 (72.3)               | 20.1 (68.2)               | 17.7 (63.9)               | 13.1 (55.6)               | 7.1 (44.8)                | 2 (36)                    | 12.2 (54.0)               |
| 平均低温 °C（°F）         | −1.5 (29.3)               | −1.2 (29.8)               | 2.2 (36.0)                | 6.5 (43.7)                | 10.3 (50.5)               | 13.7 (56.7)               | 15.4 (59.7)               | 14 (57)                   | 11.9 (53.4)               | 7.7 (45.9)                | 2.7 (36.9)                | −1.6 (29.1)               | 6.7 (44.1)                |
| 历史最低温 °C（°F）       | −27.1 (−16.8)             | −19.4 (−2.9)              | −18.2 (−0.8)              | −7.9 (17.8)               | −2.8 (27.0)               | 2.1 (35.8)                | 4.8 (40.6)                | 3.8 (38.8)                | 1.2 (34.2)                | −5.3 (22.5)               | −10.9 (12.4)              | −20.2 (−4.4)              | −27.1 (−16.8)             |
| 平均降水量 mm（）         | 43.7 (1.72)               | 46.5 (1.83)               | 65 (2.6)                  | 63.5 (2.50)               | 94.9 (3.74)               | 68.5 (2.70)               | 59.5 (2.34)               | 87.6 (3.45)               | 44.9 (1.77)               | 46.3 (1.82)               | 74.2 (2.92)               | 79.6 (3.13)               | 774.2 (30.48)             |
| 月均日照時數              | 86                        | 84.6                      | 108.8                     | 168.2                     | 182.4                     | 387.3                     | 275.4                     | 311.3                     | 214.4                     | 113.2                     | 76.9                      | 56.8                      | 2,065.3                   |
| 来源：infoclimat.fr       |                           |                           |                           |                           |                           |                           |                           |                           |                           |                           |                           |                           |                           |

## 行政区划
格勒诺布尔的市镇编号为38185，邮政编号为38000。
在行政管理方面，格勒诺布尔隶属于法国奥弗涅-罗讷-阿尔卑斯大区伊泽尔省，同时也是该省的省会，下辖格勒诺布尔区；在地方选举方面，格勒诺布尔是格勒诺布尔第一县、格勒诺布尔第二县、格勒诺布尔第三县和格勒诺布尔第四县的中央投票站所在地，其市镇范围分属于伊泽尔省第一选区和伊泽尔省第三选区；在社会管理方面，格勒诺布尔是格勒诺布尔阿尔卑斯都会区的办公驻地。
法国国家统计与经济研究所（简称）在进行数据统计时，将格勒诺布尔及相邻的另外52个市镇设为格勒诺布尔城市核心区（2020年调整至38个），并将包括核心区在内的周边共192个市镇划为格勒诺布尔城市区。自2020年起，格勒诺布尔城市区被包含204个市镇的格勒诺布尔城市辐射区代替。此外，还将格勒诺布尔市镇分为了70个“块区”（IRIS），以便于统计人口分布情况。
在街区管理方面，自2015年3月起，格勒诺布尔市镇被划为6个独立居委会（Conseil Citoyen Indépendant），实行街区自治制度。截至2023年10月，格勒诺布尔市镇范围内的奥运村-新城街区为城市敏感街区；阿尔玛-特雷克卢瓦特尔-舍努瓦斯（Alma - Très Cloîtres - Chenoise）、米斯特拉尔-红百合-卡米讷（Mistral Lys Rouge Camine）、泰塞尔-阿拜-茹奥-沙特莱（Teisseire Abbaye Jouhaux Châtelet）和奥运村-新城共四个街区为城市政策优先街区。
| 让·马塞 波利戈讷 欧罗波勒 贝里亚-安培 贝里亚街 狄德罗 步行道 ⑤ 圣布吕诺 瓦尔代克 -卢梭 艾格勒 清水- 潘勒韦 吕斯蒂克吕 ① ② 格勒内特 火车站 卡皮什 热尼雪 阿尔潘 ⑧ 圣母 奥什 省政府 圣安德烈 圣洛朗-拉瓦莱特 三巷 瓦尔密 ③ ④ 瓦利埃 东福煦 西福煦 德拉克-安培 清水-香榭丽舍 尚皮约内 联军-奥尔围 米斯特拉尔 埃贝尔-米蒂阿利泰 费里耶- 斯大林格勒 绿岛- 圣罗克 绿岛-朗东元帅 乌耶布朗什 克莱蒙梭 蓝恶魔 阿布里 龙多-自由 ⑥ 佩雷托 东巴雅蒂埃尔 西巴雅蒂埃尔 雷涅斯 阿拜 贞德 茹奥 保罗·科卡 波泰尔讷 泰塞尔 博韦尔 莱特朗布勒 阿勒坎 ⑦ 大广场-阿尔佩克斯波 海尔布隆 -巨人 拉布吕耶尔 巴拉丹 马莱伯 维尼-米塞 北奥运村 南奥运村 ① = 西迪布拉伊姆 ② = 加布里埃尔·佩里 ③ = 养老医院 ④ = 饶勒斯-瓦利埃 ⑤ = 克雷基-维克多·雨果 ⑥ = 居斯塔夫·里韦 ⑦ = 君士坦丁-巨人 ⑧ = 让·饶勒斯 |                             |                     |          |             |                    |                        |
| 街区 | IRIS块区原名                | IRIS块区中文名*     | IRIS编号 | 面积（km²） | 人口数量（2012年） | 青壮年失业率（2012年） |
| Conseil Citoyen Indépendant 1 独立居委会一区 | Berriat-Ampère              | 贝里亚-安培         | 108      | 0.159       | 2,406              | 12.5%                  |
| Conseil Citoyen Indépendant 1 独立居委会一区 | Cours Berriat               | 贝里亚街            | 106      | 0.117       | 2,604              | 15.8%                  |
| Conseil Citoyen Indépendant 1 独立居委会一区 | Diderot                     | 狄德罗              | 104      | 0.243       | 2,874              | 10.8%                  |
| Conseil Citoyen Indépendant 1 独立居委会一区 | Europole                    | 欧罗波勒            | 103      | 0.348       | 2,898              | 14.6%                  |
| Conseil Citoyen Indépendant 1 独立居委会一区 | Gabriel Péri                | 加布里埃尔·佩里     | 107      | 0.095       | 2,900              | 16.7%                  |
| Conseil Citoyen Indépendant 1 独立居委会一区 | Gare                        | 火车站              | 105      | 0.08        | 2,086              | 12.7%                  |
| Conseil Citoyen Indépendant 1 独立居委会一区 | Jean Macé                   | 让·马塞             | 102      | 0.943       | 2,357              | 12.9%                  |
| Conseil Citoyen Indépendant 1 独立居委会一区 | Lustucru                    | 吕斯蒂克吕          | 111      | 0.13        | 3,356              | 13.2%                  |
| Conseil Citoyen Indépendant 1 独立居委会一区 | Polygone                    | 波利戈讷            | 101      | 1.774       | 0                  | 0                      |
| Conseil Citoyen Indépendant 1 独立居委会一区 | Saint-Bruno                 | 圣布吕诺            | 109      | 0.173       | 3,123              | 12.4%                  |
| Conseil Citoyen Indépendant 1 独立居委会一区 | Waldeck-Rousseau            | 瓦尔代克-卢梭       | 110      | 0.15        | 2,120              | 12.6%                  |
| Conseil Citoyen Indépendant 2 独立居委会二区 | Aigle                       | 艾格勒              | 214      | 0.114       | 2,181              | 10.5%                  |
| Conseil Citoyen Indépendant 2 独立居委会二区 | Championnet                 | 尚皮约内            | 215      | 0.19        | 4,090              | 10.3%                  |
| Conseil Citoyen Indépendant 2 独立居委会二区 | Créqui-Victor Hugo          | 克雷基-维克多·雨果  | 204      | 0.129       | 2,169              | 12.6%                  |
| Conseil Citoyen Indépendant 2 独立居委会二区 | Esplanade                   | 步行道              | 201      | 0.641       | 1,617              | 10.6%                  |
| Conseil Citoyen Indépendant 2 独立居委会二区 | Génissieu                   | 热尼雪              | 211      | 0.113       | 2,977              | 10.4%                  |
| Conseil Citoyen Indépendant 2 独立居委会二区 | Grenette                    | 格勒内特            | 205      | 0.137       | 2,231              | 15.0%                  |
| Conseil Citoyen Indépendant 2 独立居委会二区 | Hébert-Mutualité            | 埃贝尔-米蒂阿利泰   | 213      | 0.298       | 2,209              | 10.9%                  |
| Conseil Citoyen Indépendant 2 独立居委会二区 | Hoche                       | 奥什                | 216      | 0.126       | 1,707              | 16.6%                  |
| Conseil Citoyen Indépendant 2 独立居委会二区 | Île Verte-Maréchal Randon   | 绿岛-朗东元帅       | 210      | 0.188       | 2,519              | 7.5%                   |
| Conseil Citoyen Indépendant 2 独立居委会二区 | Île Verte-Saint-Roch        | 绿岛-圣罗克         | 209      | 0.387       | 1,752              | 5.1%                   |
| Conseil Citoyen Indépendant 2 独立居委会二区 | Jean Jaurès                 | 让·饶勒斯           | 203      | 0.1         | 2,172              | 10.3%                  |
| Conseil Citoyen Indépendant 2 独立居委会二区 | Notre-Dame                  | 圣母                | 207      | 0.093       | 1,890              | 13.4%                  |
| Conseil Citoyen Indépendant 2 独立居委会二区 | Préfecture                  | 省政府              | 212      | 0.259       | 2,217              | 11.7%                  |
| Conseil Citoyen Indépendant 2 独立居委会二区 | Saint-André                 | 圣安德烈            | 206      | 0.101       | 2,052              | 11.2%                  |
| Conseil Citoyen Indépendant 2 独立居委会二区 | Saint-Laurent-Lavalette     | 圣洛朗-拉瓦莱特     | 202      | 0.67        | 2,018              | 13.6%                  |
| Conseil Citoyen Indépendant 2 独立居委会二区 | Trois Cours                 | 三巷                | 208      | 0.164       | 1,590              | 8.3%                   |
| Conseil Citoyen Indépendant 3 独立居委会三区 | Abry                        | 阿布里              | 311      | 0.216       | 2,336              | 15.8%                  |
| Conseil Citoyen Indépendant 3 独立居委会三区 | Clinique Mutualiste         | 养老医院            | 302      | 0.069       | 2,163              | 12.6%                  |
| Conseil Citoyen Indépendant 3 独立居委会三区 | Drac-Ampère                 | 德拉克-安培         | 301      | 0.633       | 2,704              | 14.6%                  |
| Conseil Citoyen Indépendant 3 独立居委会三区 | Eaux Claires-Champs Élysées | 清水-香榭丽舍       | 305      | 0.167       | 2,134              | 14.7%                  |
| Conseil Citoyen Indépendant 3 独立居委会三区 | Eaux Claires-Painlevé       | 清水-潘勒韦         | 307      | 0.165       | 2,486              | 11.3%                  |
| Conseil Citoyen Indépendant 3 独立居委会三区 | Houille Blanche             | 乌耶布朗什          | 308      | 0.185       | 1,816              | 14.1%                  |
| Conseil Citoyen Indépendant 3 独立居委会三区 | Jaurès-Vallier              | 饶勒斯-瓦利埃       | 304      | 0.067       | 2,222              | 15.3%                  |
| Conseil Citoyen Indépendant 3 独立居委会三区 | Mistral                     | 米斯特拉尔          | 309      | 0.13        | 2,261              | 33.6%                  |
| Conseil Citoyen Indépendant 3 独立居委会三区 | Rondeau-Libération          | 龙多-自由           | 310      | 1.456       | 2,947              | 17.3%                  |
| Conseil Citoyen Indépendant 3 独立居委会三区 | Sidi-Brahim                 | 西迪布拉伊姆        | 306      | 0.144       | 1,922              | 14.9%                  |
| Conseil Citoyen Indépendant 3 独立居委会三区 | Vallier                     | 瓦利埃              | 303      | 0.12        | 2,411              | 13.0%                  |
| Conseil Citoyen Indépendant 4 独立居委会四区 | Alliés-Clos d'Or            | 联军-奥尔围         | 412      | 0.347       | 1,598              | 13.6%                  |
| Conseil Citoyen Indépendant 4 独立居委会四区 | Alpins                      | 阿尔潘              | 413      | 0.244       | 2,533              | 12.7%                  |
| Conseil Citoyen Indépendant 4 独立居委会四区 | Bajatière Est               | 东巴雅蒂埃尔        | 410      | 0.23        | 2,297              | 9.9%                   |
| Conseil Citoyen Indépendant 4 独立居委会四区 | Bajatière Ouest             | 西巴雅蒂埃尔        | 409      | 0.328       | 3,167              | 12.7%                  |
| Conseil Citoyen Indépendant 4 独立居委会四区 | Beauvert                    | 博韦尔              | 414      | 0.577       | 2,445              | 12.8%                  |
| Conseil Citoyen Indépendant 4 独立居委会四区 | Capuche                     | 卡皮什              | 411      | 0.189       | 2,200              | 14.3%                  |
| Conseil Citoyen Indépendant 4 独立居委会四区 | Clemenceau                  | 克莱蒙梭            | 405      | 0.478       | 2,029              | 7.8%                   |
| Conseil Citoyen Indépendant 4 独立居委会四区 | Diables Bleus               | 蓝恶魔              | 404      | 0.085       | 1,966              | 6.4%                   |
| Conseil Citoyen Indépendant 4 独立居委会四区 | Ferrié-Stalingrad           | 费里耶-斯大林格勒   | 407      | 0.123       | 2,511              | 12.8%                  |
| Conseil Citoyen Indépendant 4 独立居委会四区 | Foch Est                    | 东福煦              | 402      | 0.087       | 2,239              | 10.8%                  |
| Conseil Citoyen Indépendant 4 独立居委会四区 | Foch Ouest                  | 西福煦              | 401      | 0.094       | 2,233              | 14.8%                  |
| Conseil Citoyen Indépendant 4 独立居委会四区 | Gustave Rivet               | 居斯塔夫·里韦       | 403      | 0.078       | 2,121              | 11.3%                  |
| Conseil Citoyen Indépendant 4 独立居委会四区 | Peretto                     | 佩雷托              | 408      | 0.161       | 2,349              | 9.7%                   |
| Conseil Citoyen Indépendant 4 独立居委会四区 | Reyniès                     | 雷涅斯              | 406      | 0.333       | 1,938              | 7.9%                   |
| Conseil Citoyen Indépendant 5 独立居委会五区 | Abbaye                      | 阿拜                | 503      | 0.255       | 2,442              | 19.7%                  |
| Conseil Citoyen Indépendant 5 独立居委会五区 | Jeanne d'Arc                | 贞德                | 502      | 0.201       | 2,295              | 14.5%                  |
| Conseil Citoyen Indépendant 5 独立居委会五区 | Jouhaux                     | 茹奥                | 504      | 0.164       | 2,642              | 34.4%                  |
| Conseil Citoyen Indépendant 5 独立居委会五区 | Paul Cocat                  | 保罗·科卡           | 506      | 0.183       | 2,533              | 29.1%                  |
| Conseil Citoyen Indépendant 5 独立居委会五区 | Poterne                     | 波泰尔讷            | 505      | 0.529       | 2,120              | 13.1%                  |
| Conseil Citoyen Indépendant 5 独立居委会五区 | Teisseire                   | 泰塞尔              | 507      | 0.119       | 2,109              | 27.4%                  |
| Conseil Citoyen Indépendant 5 独立居委会五区 | Valmy                       | 瓦尔密              | 501      | 0.209       | 2,103              | 11.8%                  |
| Conseil Citoyen Indépendant 6 独立居委会六区 | Arlequin                    | 阿勒坎              | 604      | 0.101       | 1,748              | 36.2%                  |
| Conseil Citoyen Indépendant 6 独立居委会六区 | Baladins                    | 巴拉丹              | 607      | 0.081       | 1,507              | 27.4%                  |
| Conseil Citoyen Indépendant 6 独立居委会六区 | Constantine-Géants          | 君士坦丁-巨人       | 605      | 0.184       | 1,618              | 17.0%                  |
| Conseil Citoyen Indépendant 6 独立居委会六区 | Grand-Place Alpexpo         | 大广场-阿尔佩克斯波 | 611      | 0.305       | 0                  | 0                      |
| Conseil Citoyen Indépendant 6 独立居委会六区 | Helbronner-Géants           | 海尔布隆-巨人       | 606      | 0.18        | 2,991              | 23.6%                  |
| Conseil Citoyen Indépendant 6 独立居委会六区 | La Bruyère                  | 拉布吕耶尔          | 602      | 0.265       | 2,093              | 14.8%                  |
| Conseil Citoyen Indépendant 6 独立居委会六区 | Les Trembles                | 莱特朗布勒          | 603      | 0.144       | 1,607              | 31.1%                  |
| Conseil Citoyen Indépendant 6 独立居委会六区 | Malherbe                    | 马莱伯              | 601      | 0.231       | 2,038              | 17.9%                  |
| Conseil Citoyen Indépendant 6 独立居委会六区 | Vigny-Musset                | 维尼-米塞           | 608      | 0.414       | 6,012              | 16.1%                  |
| Conseil Citoyen Indépendant 6 独立居委会六区 | Village Olympique Nord      | 北奥运村            | 609      | 0.122       | 1,724              | 33.5%                  |
| Conseil Citoyen Indépendant 6 独立居委会六区 | Village Olympique Sud       | 南奥运村            | 610      | 0.111       | 1,616              | 35.5%                  |
| *注：中文名称非官方正式翻译，仅供参考。 |                             |                     |          |             |                    |                        |

## 交通

### 公路
法国国家A41、A43、A51和A480高速公路在格勒诺布尔附近交汇，并通过多个出入口与格勒诺布尔市区相连；格勒诺布尔环城南路（编号为N87）呈“U”字形经过格勒诺布尔市区南部，东西两侧分别连接A41和A480高速公路，该公路全线双向四车道，是一条快速过境通道。除此之外，连接格勒诺布尔市区的干线公路还有法国国道N85线和多条伊泽尔省省道D5线、D6线、D112线、D1075线、D1090线、D1532线等。
|  | 2.4 |

|  | 6.9 |

| 1 | 6.8 |

| 2 | 3.4 |

| 3 | 3 |

| 4 | 4.1 |

| N87 | 5.4 |

| 巴黎奥尔良门 | 570 |

| 马赛 | 308 |

| 里昂帕里伊 | 101 |

| 瓦朗斯 | 94 |

| 利勒达博 | 73 |

| 布尔关雅略 | 67 |

| 穆瓦朗 | 25 |

| 日内瓦 | 141 |

| 阿讷西 | 103 |

| 阿尔贝维尔 | 81 |

| 尚贝里 | 57 |

| 蒙梅利扬 | 48 |

| 蓬沙拉 | 39 |

| 维夫 | 19 |

| 圣艾蒂安 | 141 |

| 布雷斯地区布尔格 | 139 |

| 阿诺奈 | 108 |

| 维埃纳 | 91 |

| 瓦龙 | 27 |

| 拉图尔迪潘 | 62 |

| 沃雷普 | 16 |

| 布里扬松 | 118 |

| 加普 | 103 |

| 科尔 | 64 |

| 埃希罗勒 | 5.3 |

| 日耶尔 | 5 |

| 塞西内-帕里塞 | 3.6 |

| 拉特龙什 | 2.5 |

格勒诺布尔是伊泽尔省的公路客运中心，奥弗涅-罗讷-阿尔卑斯城际巴士（商业名称为）下属的数十条各类线路自格勒诺布尔出发呈放射状连接伊泽尔省各地，直通目的地包括蓬沙拉、瓦桑堡、拉科特圣安德烈、博尔派尔、科尔和瓦龙等本省主要城市以及尚贝里、加普等相邻省份的行政中心；普罗旺斯-阿尔卑斯-蓝色海岸大区公共交通则开行连接格勒诺布尔和布里扬松之间的LER55号巴士线路。在长途汽车方面，弗利克斯巴士和BlaBlaCar Bus提供数十条连接格勒诺布尔的长途巴士线路，可前往巴黎、里昂、马赛、克莱蒙费朗、斯特拉斯堡、南特、波尔多、米兰、日内瓦等地。2022年10月，弗利克斯巴士开通了往返于格勒诺布尔和布雷斯特之间的线路，后者成为彼时世界上里程最长的使用生物燃料客车的商业巴士线路。
格勒诺布尔的道路管理事务由其所在的公共社区管理负责。2020年，52.3%的格勒诺布尔家庭拥有至少一辆私人汽车。2021年，格勒诺布尔境内共发生各类交通事故90起，造成5人遇难，112人受伤，其中31人重伤。

### 铁路

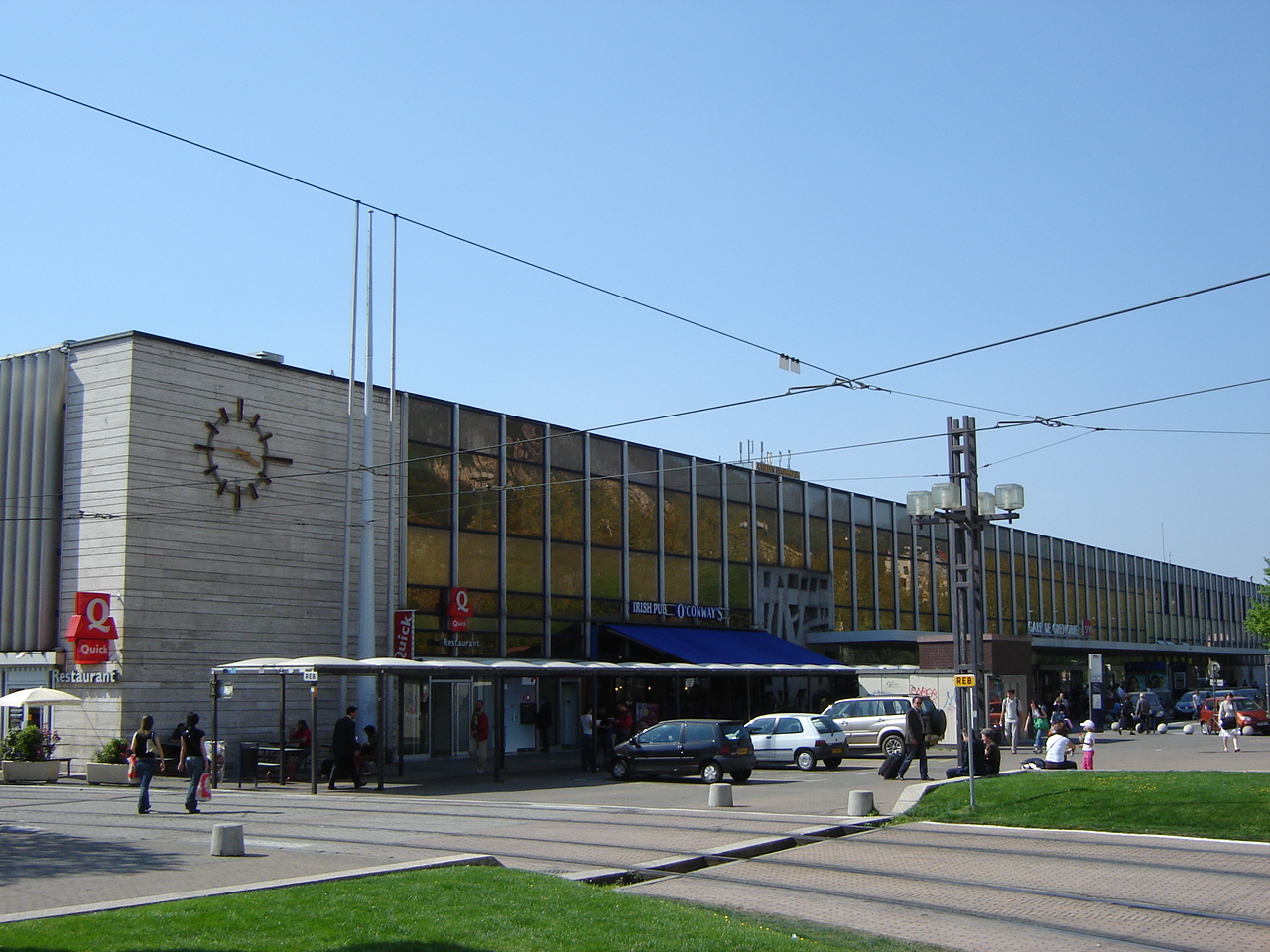
格勒诺布尔火车站

格勒诺布尔是一个区域性的铁路枢纽，里昂—马赛铁路是法国东南部的一条干线铁路，其格勒诺布尔以北的路段已完成复线电气化改造，可供高速列车通行；以南的路段则纵贯韦科尔山谷，沿途地势险峻，该路段曾于2021年2月起封闭改造，后于2022年12月重新开放。格勒诺布尔—蒙梅利扬铁路自格勒诺布尔向东北方向沿伊泽尔河上游方向延伸，该铁路建成于19世纪末，其在格勒诺布尔市区的路段曾于20世纪60年代被外移，2013年12月，该线路完成全线电气化改造。
格勒诺布尔站是格勒诺布尔市镇范围内唯一的客运铁路车站，该站每天开行直达巴黎的高速列车，同时开行前往里昂、日内瓦、阿讷西、加普和瓦朗斯等地的区域列车。2014至2018年间，格勒诺布尔站还停靠一班往返于马赛和阿讷西之间的高速列车，后因上座率不佳而停运。2022年，格勒诺布尔站累计发送旅客数量为7,993,812人次，是法国铁路系统的A级车站。位于日耶尔境内的格勒诺布尔大学-日耶尔站是一个区域通勤铁路车站，该站停靠往返于格勒诺布尔站和尚贝里之间的区域列车，2022年累计发送旅客数量为754,594人次，是法国铁路系统的B级车站。
建设中的都灵—里昂高速铁路从伊泽尔省北部经过，并通过一条联络线在布尔关雅略附近连接里昂—马赛铁路，该工程将使得格勒诺布尔和巴黎之间高速列车的运行时间缩短10分钟。

### 航空

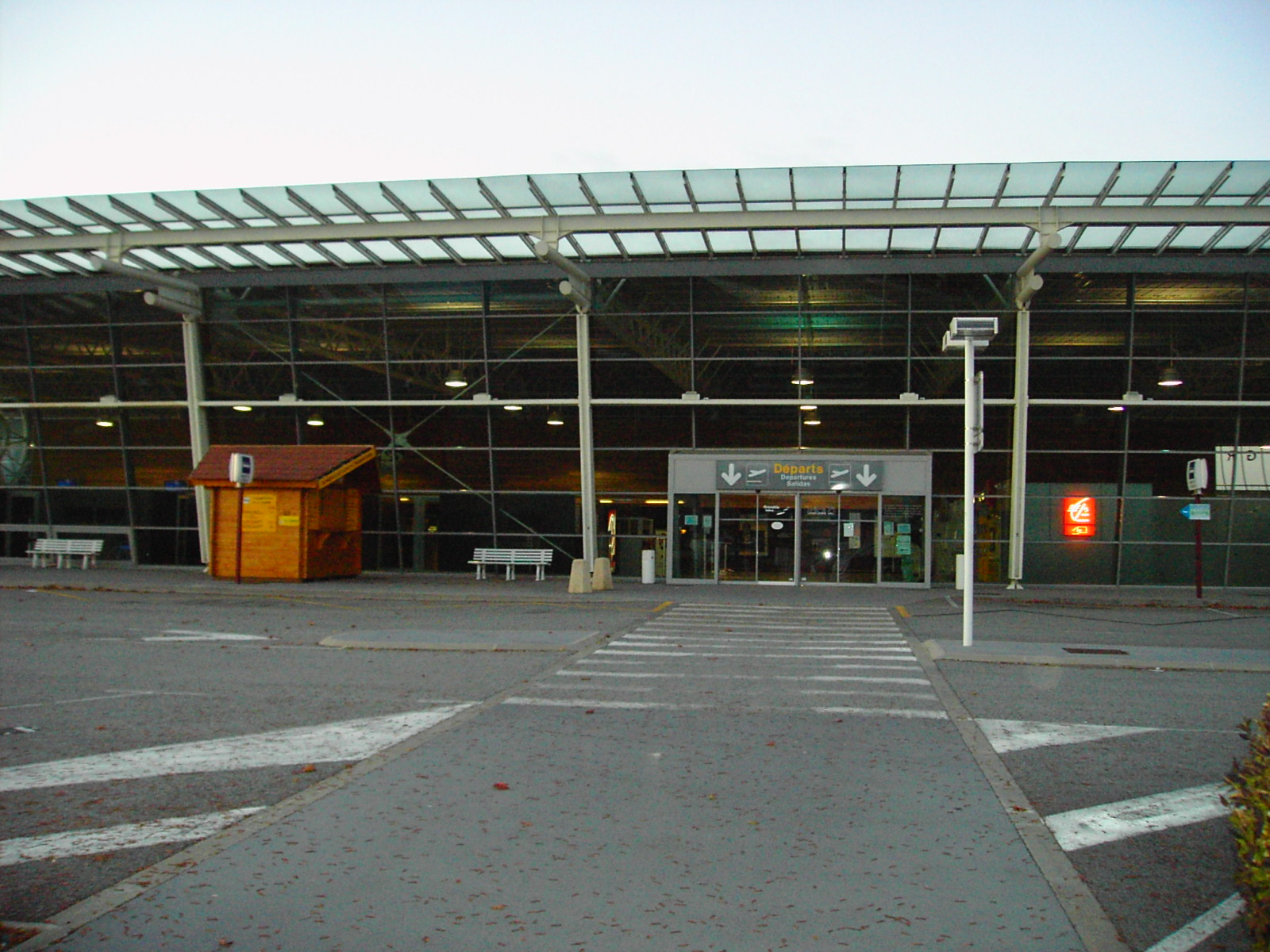
格勒诺布尔机场出发入口

格勒诺布尔最初的航空设施为1930年建成的格勒诺布尔梅尔莫兹机场，后于1967年废弃并拆除，其场址位于今Grand'Place附近。梅尔莫兹机场关闭后，格勒诺布尔的民用航空任务被转移至40多公里外的圣茹瓦尔军用飞行场，该飞行场经扩建改造后于1967年11月16日投入商业使用，并被更名为“格勒诺布尔-圣茹瓦尔机场”（aéroport de Grenoble-Saint-Geoirs）。2004年，该机场又被更名为格勒诺布尔伊泽尔机场，并被新成立的格勒诺布尔机场运营公司接管，成为法国首个私人商业机场；与此同时，受到高速铁路及里昂新机场的冲击，格勒诺布尔机场停止开行前往巴黎的固定航线。2019年，格勒诺布尔机场累计发送旅客30.7万人次。2023年冬季，格勒诺布尔机场仅供季节性国际航班停靠，可直达的目的地包括伦敦、布里斯托尔、曼彻斯特、爱丁堡、鹿特丹、华沙、奥斯陆等欧洲城市。格勒诺布尔-勒韦尔苏飞行场则是一个位于勒韦尔苏境内的飞行场，由格勒诺布尔工商局负责管理，供当地航空俱乐部及消防、救援、科研等部门使用。
格勒诺布尔距离里昂圣埃克絮佩里机场的公路里程大约92公里，距离日内瓦机场和都灵机场的公路里程则分别约144公里和245公里。

### 城市公共交通

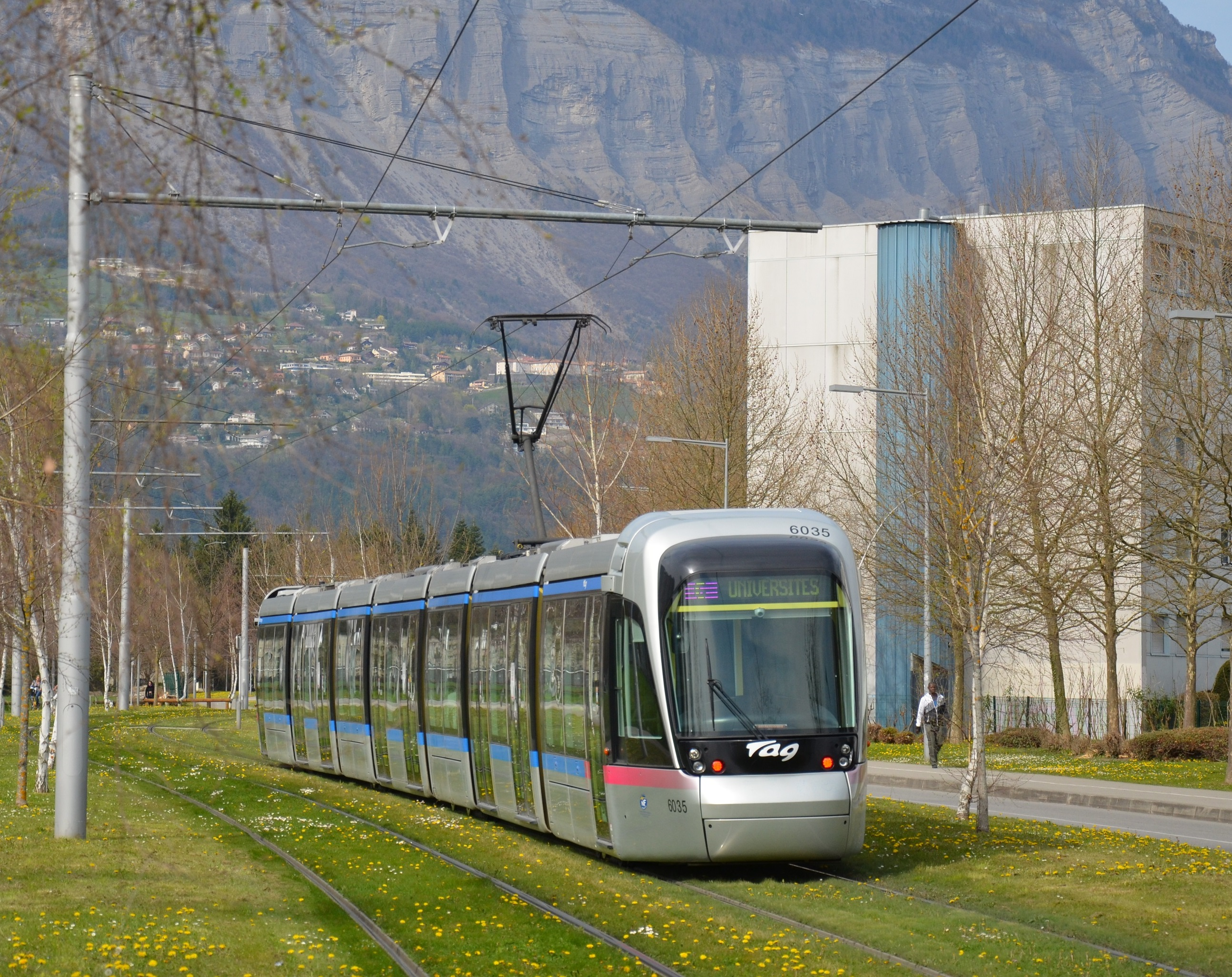
格勒诺布尔有轨电车

格勒诺布尔城市公共交通（商业名称为）由格勒诺布尔城市圈公共交通局负责管理，并由法国交通发展集团负责运营。截至2023年10月，该线路网下属5条有轨电车和数十条各类公交线路，路网覆盖了都会区内的所有市镇。
格勒诺布尔的传统有轨电车系统建成于1897年，由格勒诺布尔电力有轨电车公司负责运营，至1927年时其总线路长度达103公里，同时还出现了格勒诺布尔—维拉尔德朗、格勒诺布尔—尚帕雷扬这样的城际线路。此后，随着公路及汽车的兴起，格勒诺布尔的传统有轨电车逐渐衰败，最终于1952年彻底废弃并拆除。20世纪70年代，受到能源危机及环境污染等因素的影响，格勒诺布尔市政府开始筹划建设新的有轨电车系统，首条现代有轨电车线路于1987年建成，此后有轨电车路网逐年扩张，至2019年底格勒诺布尔的总有轨电车里程已达43.7公里（不含重复部分），并远期计划连接梅朗、萨瑟纳日、勒蓬德克莱等市镇。
格勒诺布尔无轨电车兴建于1947年，后因有轨电车的兴起而于1999年全部停运。2023年5月，格勒诺布尔地区综合交通工会提出建设新的无轨电车系统，但具体线路走向尚有待公布。
连接格勒诺布尔城市花园和巴士底城堡间的格勒诺布尔巴士底缆车于1934年开通，它是法国首条城市缆车交通线路。建设中的格勒诺布尔都会缆车连接圣马丹勒维努和方丹，原计划于2025年投入使用，但因其施工中遇到地质问题，且该线路预期使用人数过少，该工程项目进展缓慢，且不排除彻底放弃修建的可能性。
Métrovélo是格勒诺布尔地区的公共自行车系统。截至2023年10月，该系统共有公共自行车超过1万辆，自行车道总长达450公里，其专属车辆可带入格勒诺布尔有轨电车及公共汽车内。

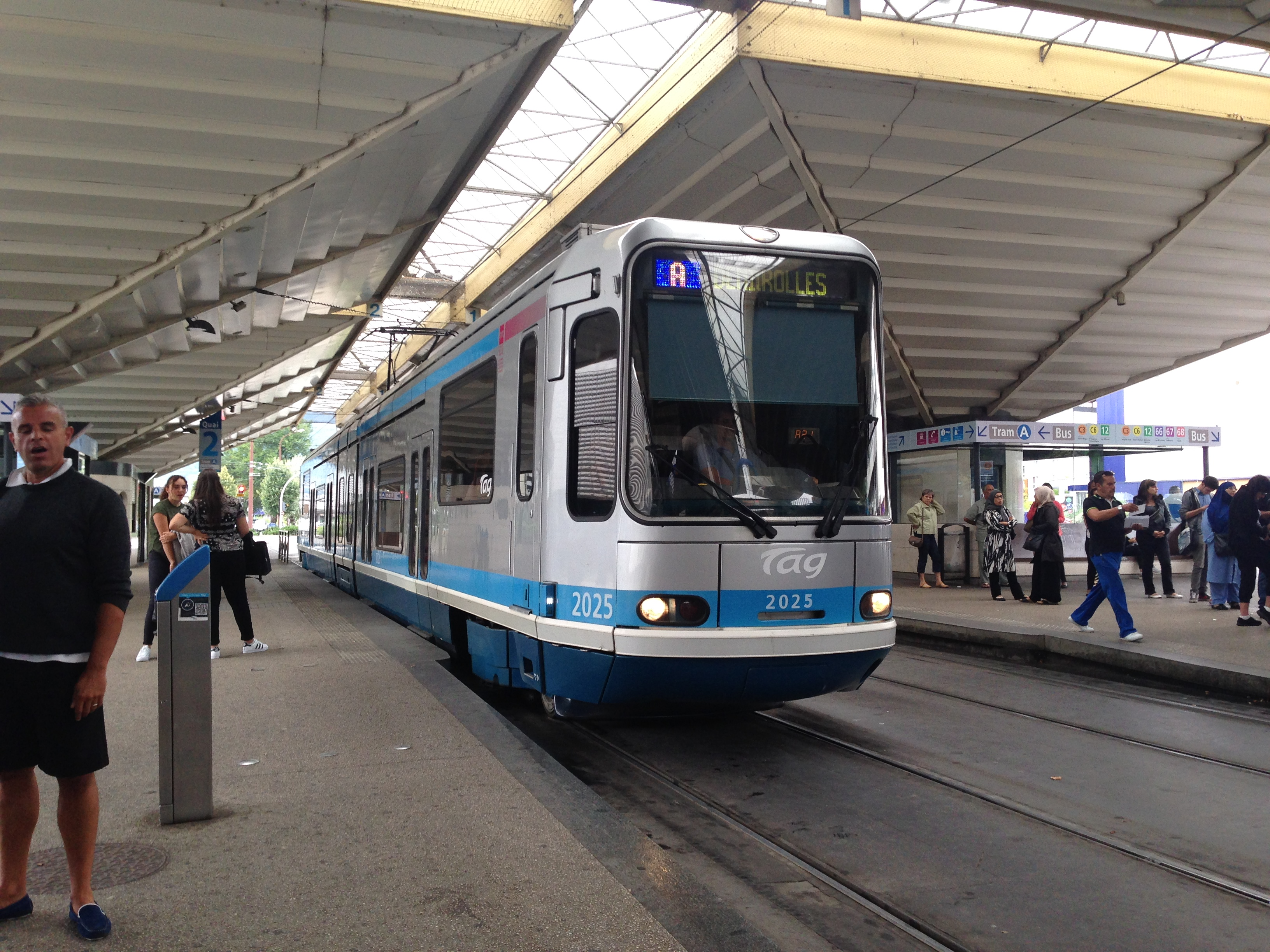
有轨电车A线
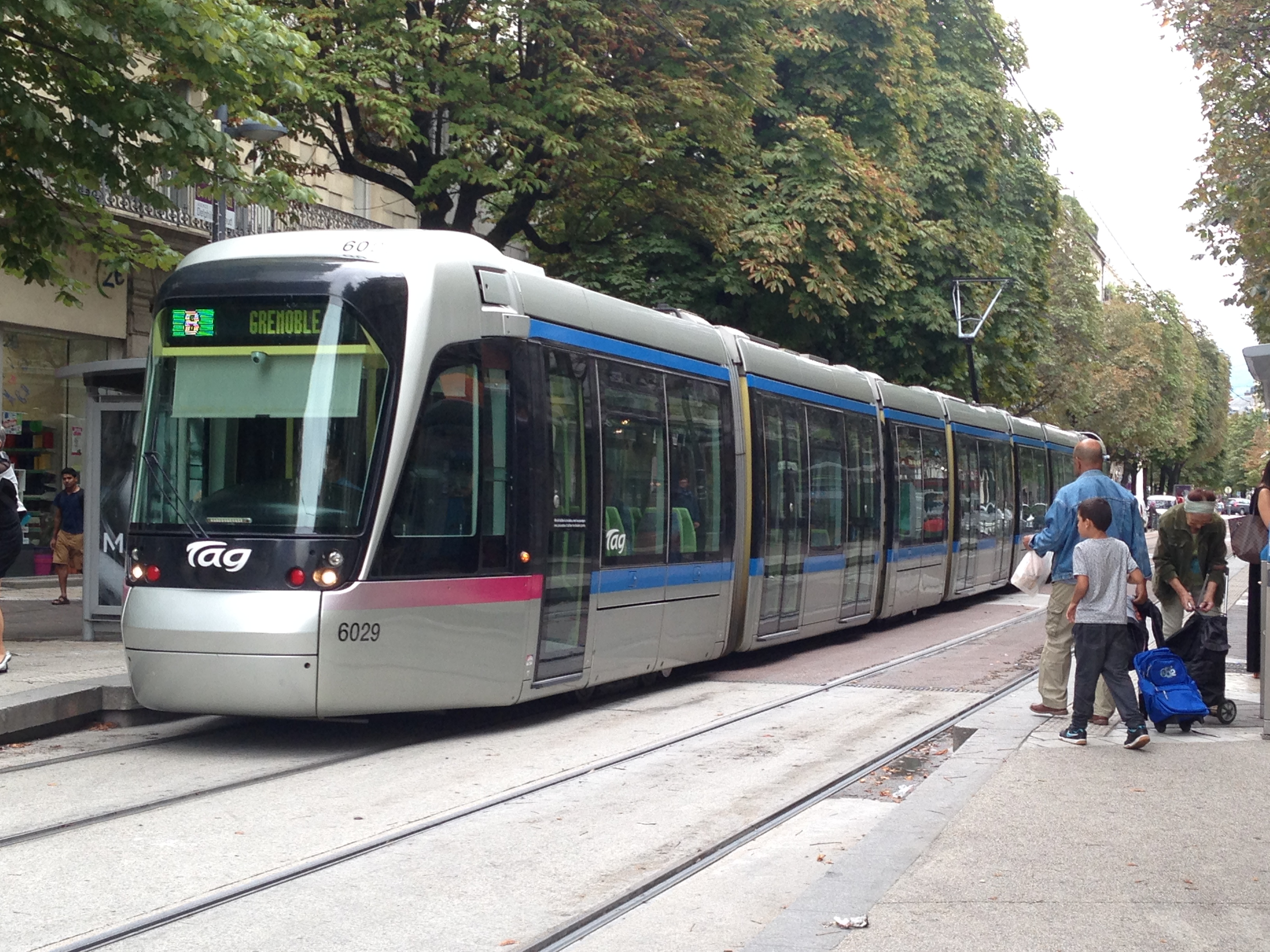
有轨电车B线
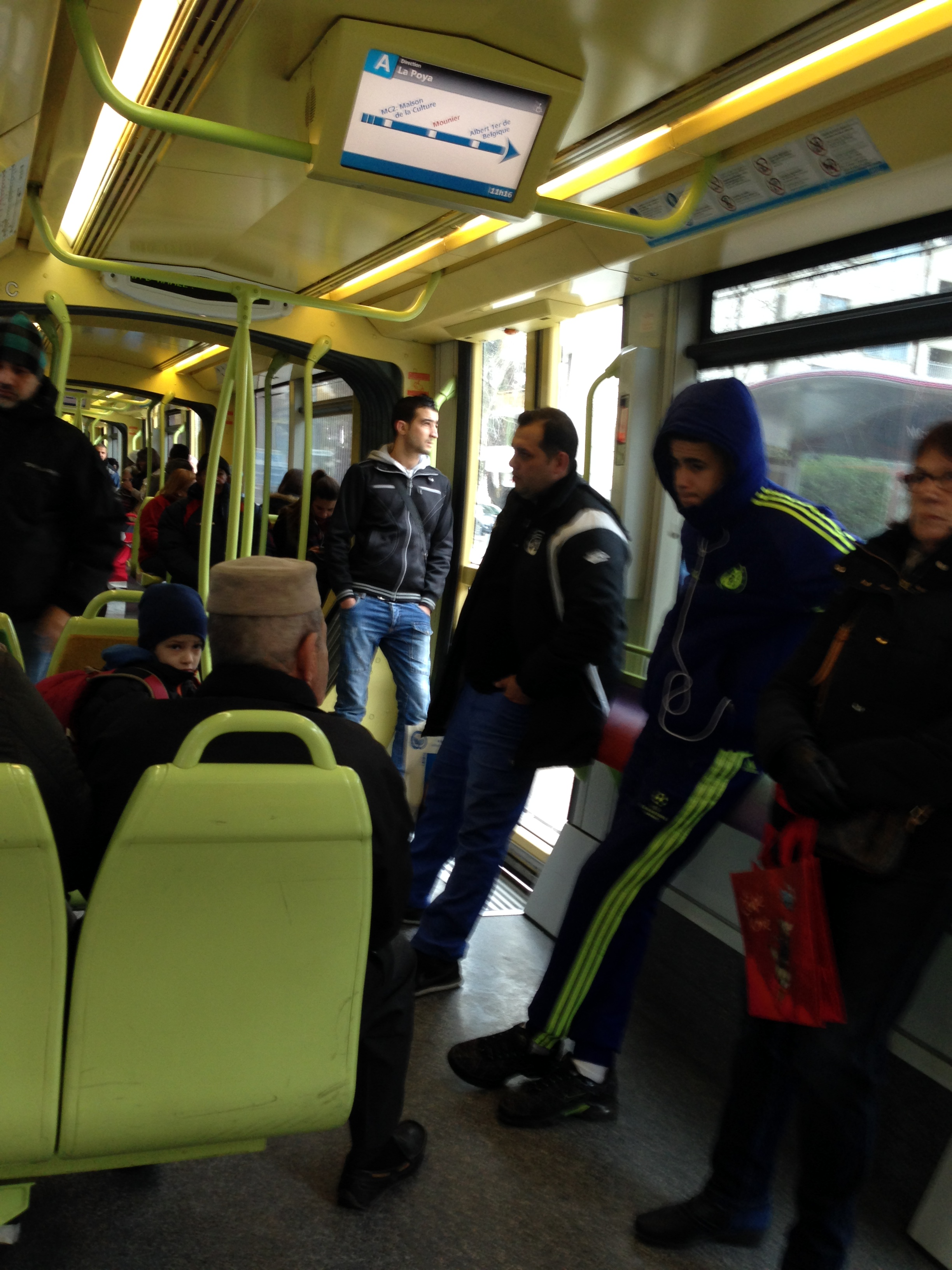
有轨电车内部
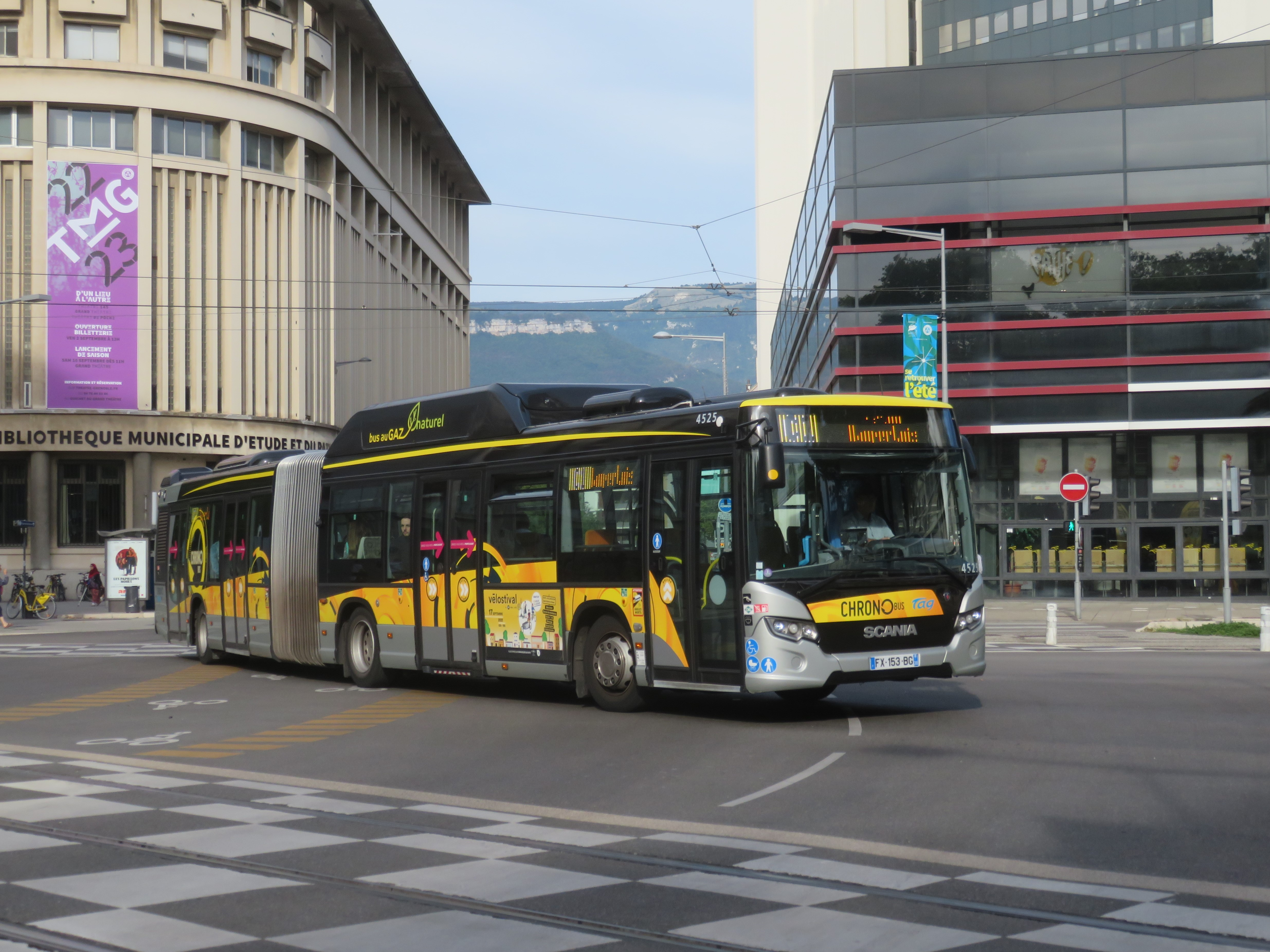
公交C1线
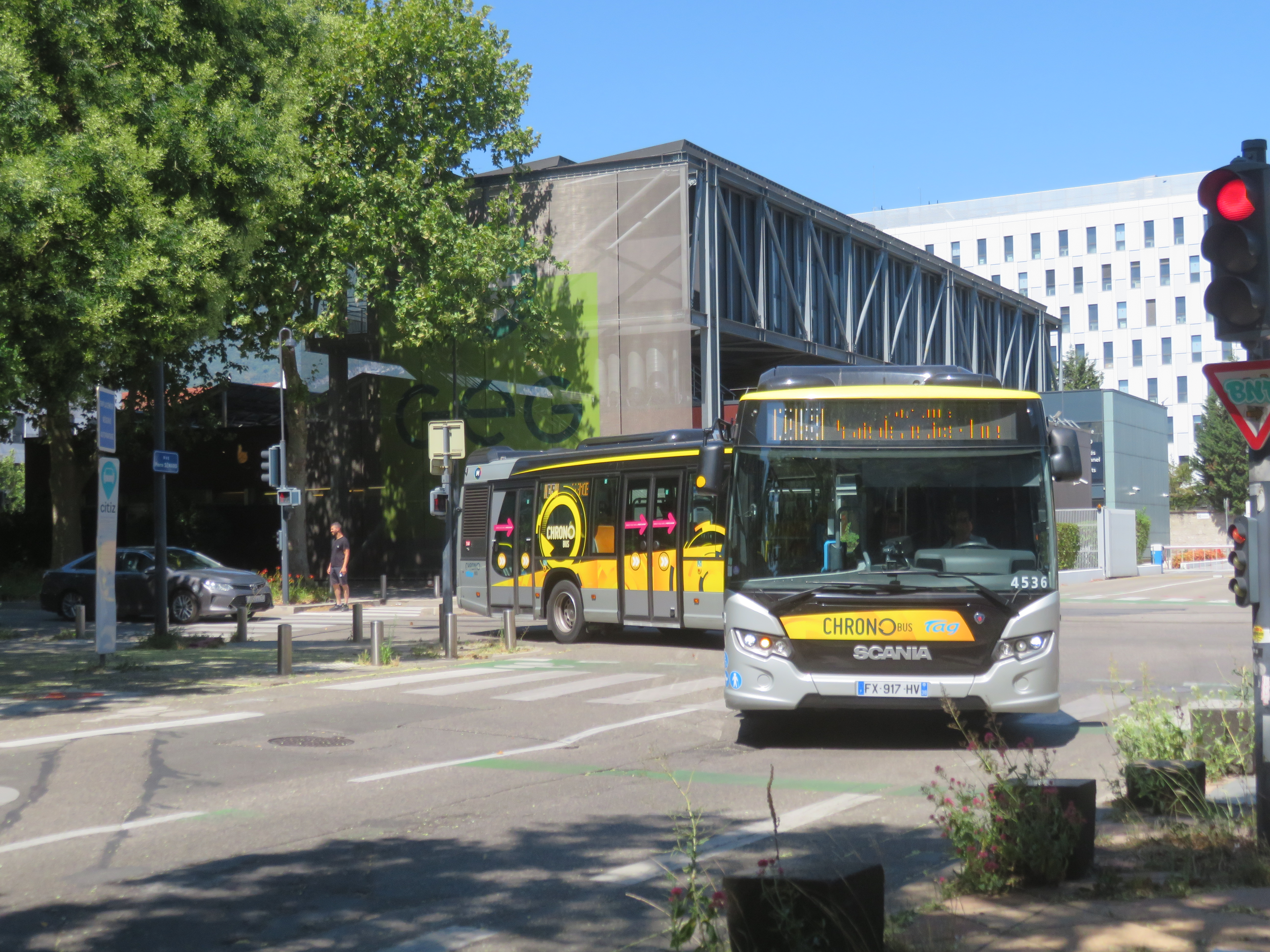
公交C5线
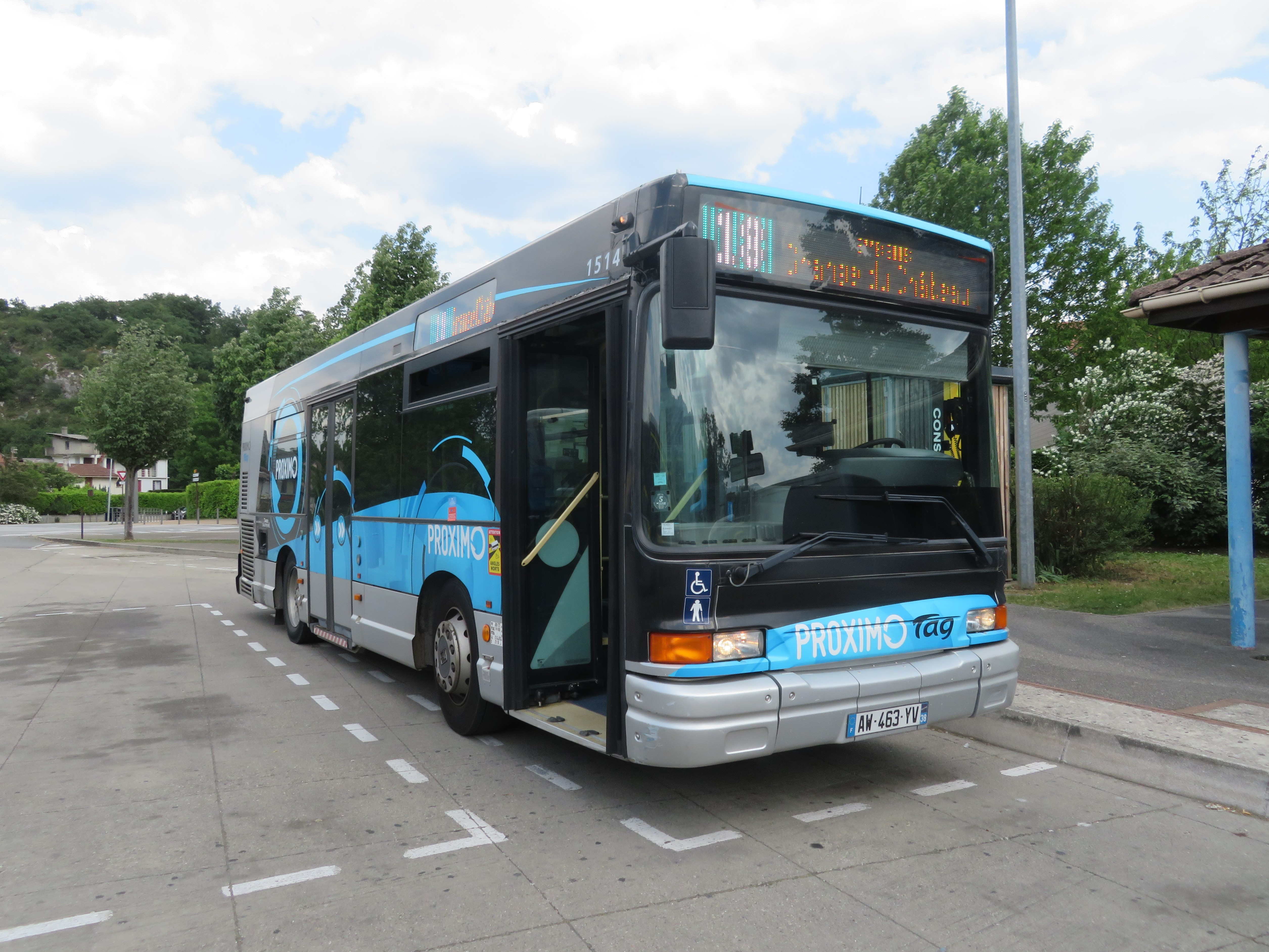
公交18路
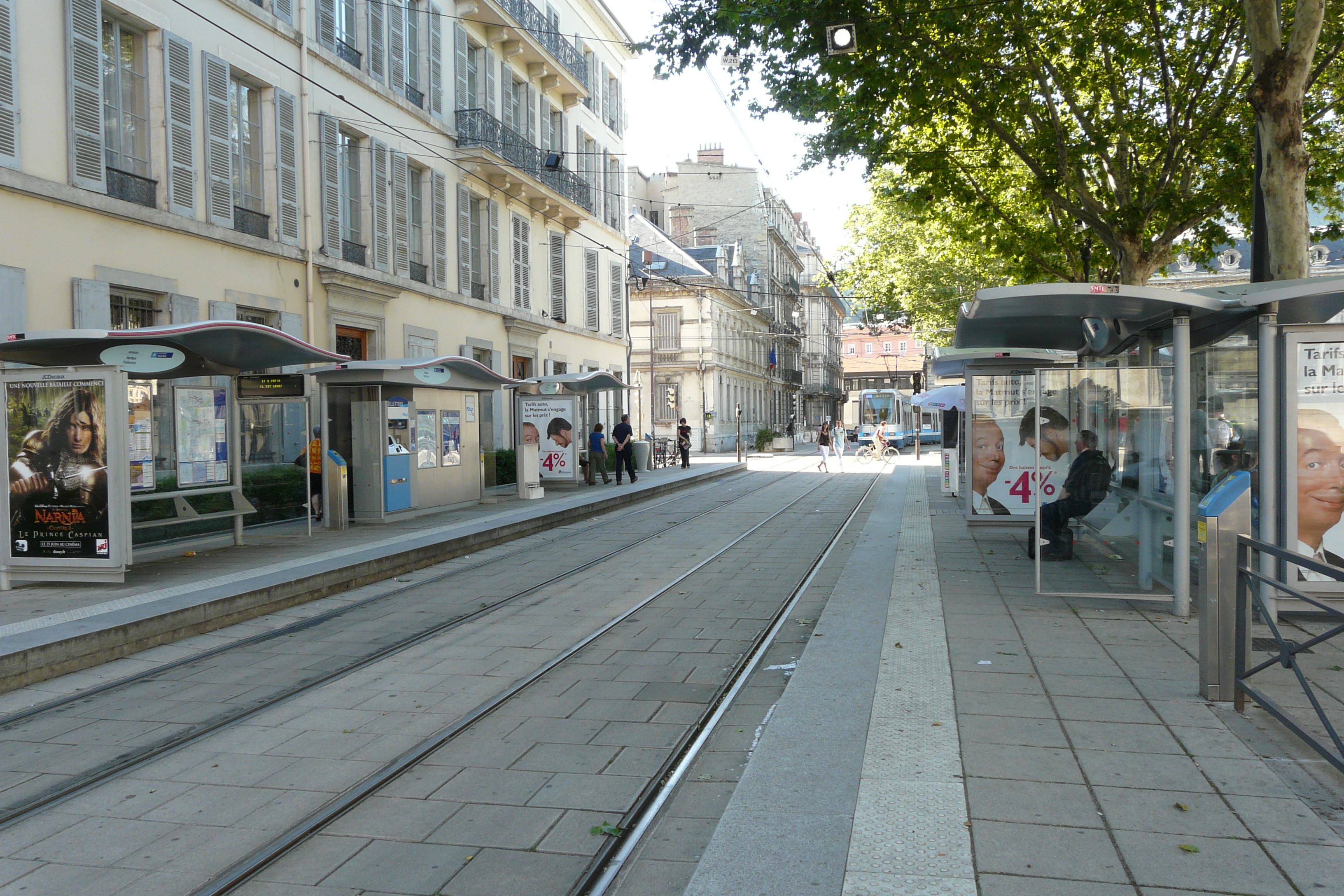
有轨电车凡尔登-市政府站

## 政治

格勒诺布尔市政厅大楼

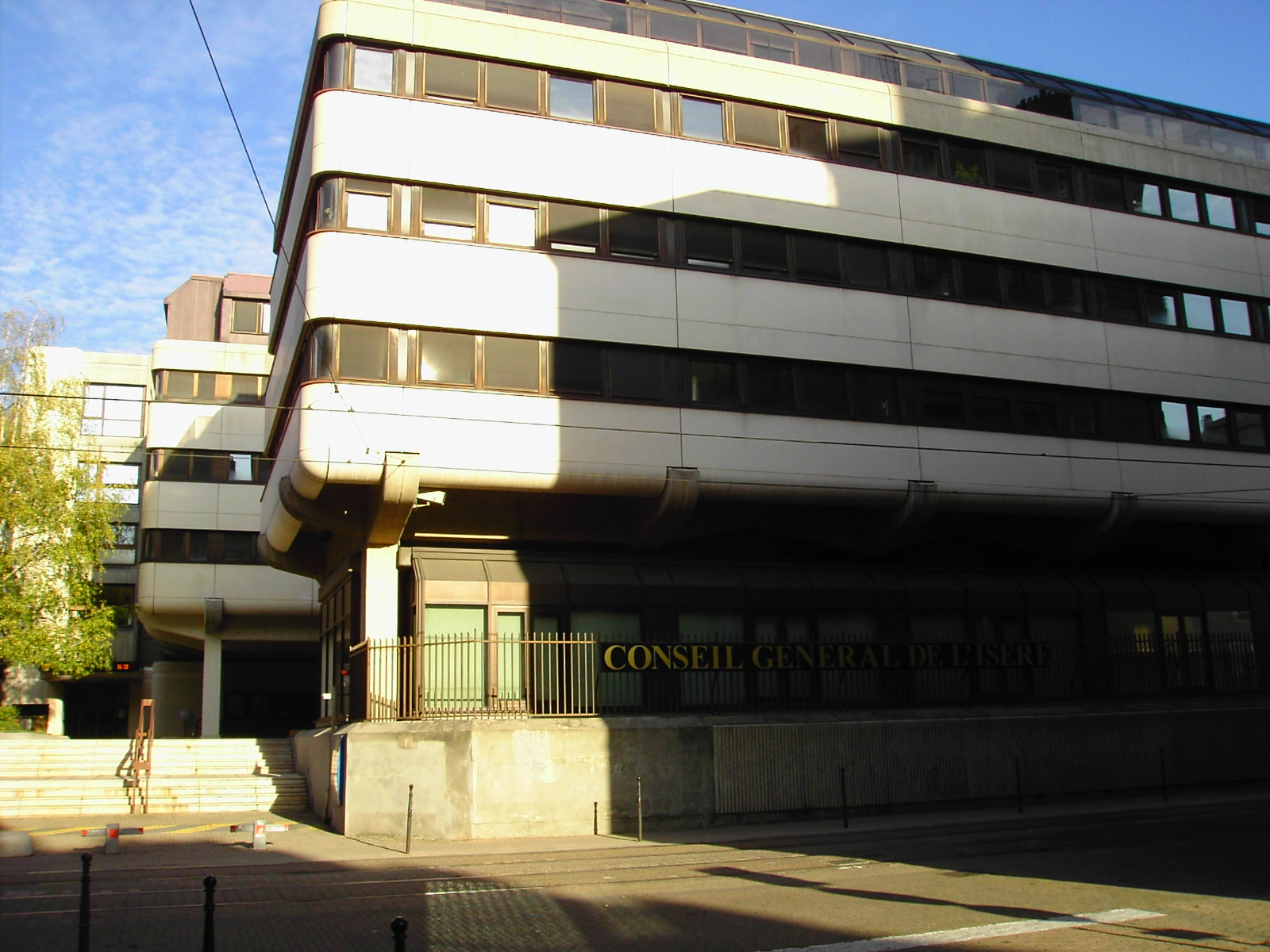
伊泽尔省政府

### 市政内阁
格勒诺布尔的现任市长为埃里克·皮奥勒先生，他是欧洲生态－绿党的一名成员，他在2014年的市政选举中获得了40.02%的支持率；在2020年的市政选举中则获得了53.13%的支持率，实现连任。
| 2020年格勒诺布尔市政内阁组成                                                                  | 2020年格勒诺布尔市政内阁组成           | 2020年格勒诺布尔市政内阁组成 | 2020年格勒诺布尔市政内阁组成 | 2020年格勒诺布尔市政内阁组成 | 2020年格勒诺布尔市政内阁组成 | 2020年格勒诺布尔市政内阁组成 | 2020年格勒诺布尔市政内阁组成 | 2020年格勒诺布尔市政内阁组成 | 2020年格勒诺布尔市政内阁组成 |  |
| --------------------------------------------------------------------------------------------- | -------------------------------------- | --- | ---------------------------- | ---------------------------- | ---------------------------- | ---------------------------- | ---------------------------- | ---------------------------- | ---------------------------- |  |
|                                                                                               |                                        | |                              |                              |                              |                              |                              |                              |                              |  |
| 代表                                                                                          | 代表                                   | 党派 | 首轮选举                     | 首轮选举                     | 第二轮选举                   | 第二轮选举                   | 席位                         | 席位                         |                              |  |
| 代表                                                                                          | 代表                                   | 党派 | 票数                         | %                            | 票数                         | %                            | 市镇                         | 公共社区                     |                              |  |
|                                                                                               | 埃里克·皮奥勒 Éric PIOLLE              | - EÉLV欧洲生态-绿党 - FI不屈法国 - PCF法国共产党 - Ensemble一起！ - GÉ生態世代 - GS世代·s - ND新政 - PA动物党 - PP公共席位 - PS社会党（部分） | 16,766                       | 46.67                        | 16,169                       | 53.13                        | 39                           | 28                           |                              |  |
| 口号：公共格勒诺布尔（Grenoble en commun）                                                    |                                        | | 16,766                       | 46.67                        | 16,169                       | 53.13                        | 39                           | 28                           |                              |  |
|                                                                                               | 阿兰·卡里尼翁 Alain CARIGNON           | - LR共和黨 | 7,114                        | 19.8                         | 7,133                        | 21.44                        | 7                            | 4                            |                              |  |
| 口号：文明社会与阿兰·卡里尼翁 （La société civile avec Alain Carignon）                       |                                        | | 7,114                        | 19.8                         | 7,133                        | 21.44                        | 7                            | 4                            |                              |  |
|                                                                                               | 埃米丽·沙拉 Émilie CHALAS              | - LREM复兴 - MoDem民主运动 - Agir行动 - MRD改革者运动 - MEI獨立生態運動 - UDE民主与生态联盟                                                   | 4,939                        | 13.75                        | 3,803                        | 12.49                        | 3                            | 2                            |                              |  |
| 口号：格勒诺布尔新视角（Un nouveau regard sur Grenoble）                                      |                                        | | 4,939                        | 13.75                        | 3,803                        | 12.49                        | 3                            | 2                            |                              |  |
|                                                                                               | 奥利维耶·诺布勒库尔 Olivier NOBLECOURT | - PS社会党 - MRC公民與共和運動 - GRS共和与社会主义左翼 - PRG左派激進黨                                                                        | 4,782                        | 13.31                        | 3,325                        | 10.92                        | 3                            | 2                            |                              |  |
| 口号：格勒诺布尔新气象（Grenoble Nouvel Air）                                                 |                                        | | 4,782                        | 13.31                        | 3,325                        | 10.92                        | 3                            | 2                            |                              |  |
|                                                                                               | 布吕诺·德莱屈尔 Bruno DE LESCURE       | - DVG左翼无党派人士 - NPA新反资本主义党 | 1,162                        | 3.23                         |                              |                              |                              |                              |                              |  |
| 口号：是我们的市镇（La commune est à nous）                                                   |                                        | | 1,162                        | 3.23                         |                              |                              |                              |                              |                              |  |
|                                                                                               | 米蕾耶·多尔纳诺 Mireille d'ORNANO      | - LP爱国者 | 725                          | 2.01                         |                              |                              |                              |                              |                              |  |
| 口号：更好地居住于格勒诺布尔（Mieux vivre à Grenoble）                                        |                                        | | 725                          | 2.01                         |                              |                              |                              |                              |                              |  |
|                                                                                               | 卡特里娜·布兰 Catherine BRUN           | - LO工人斗争 | 429                          | 1.19                         |                              |                              |                              |                              |                              |  |
| 口号：工人斗争，倾听劳动者的声音 （Lutte ouvrière - Faire entendre le camp des travailleurs） |                                        | | 429                          | 1.19                         |                              |                              |                              |                              |                              |  |
| 合计                                                                                          | 合计                                   | 合计 | 36,556                       | 100                          | 31,024                       | 100                          | 59                           | 36                           |                              |  |

### 历届市长

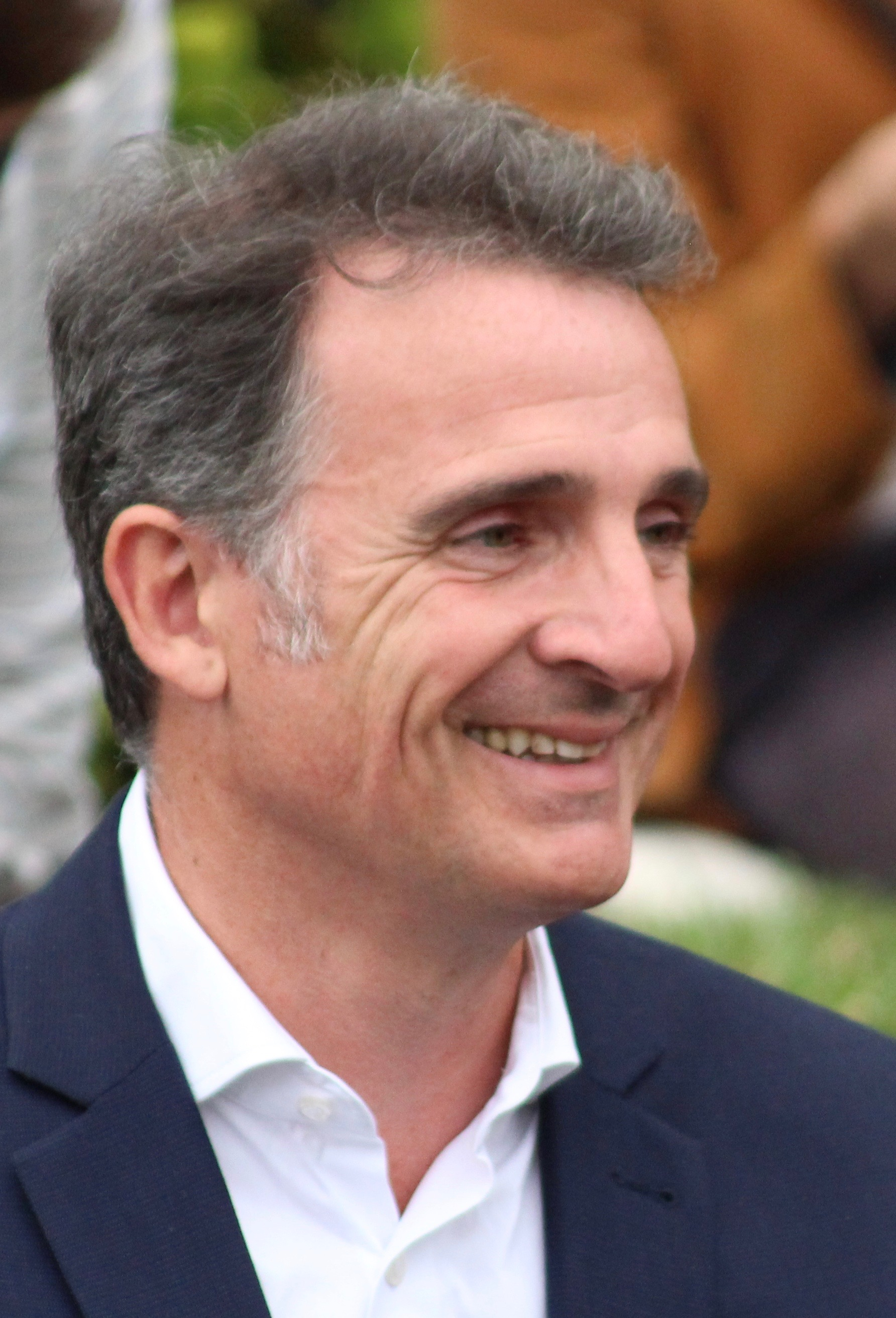
埃里克·皮奥勒

| 格勒诺布尔历届市长             | 格勒诺布尔历届市长              | 格勒诺布尔历届市长   |
| 任期                           | 市长                            | 党派                 |
| ------------------------------ | ------------------------------- | -------------------- |
| 1945年－1947年                 | Léon MARTIN 莱昂·马丁           | SFIO工人国际法国支部 |
| 1947年－1948年*                | Marius BALLY 马里于斯·巴利      | 不详                 |
| 1948年－1949年                 | Raymond PERINETTI 雷蒙·佩里内蒂 | PCF法国共产党        |
| 1949年－1959年                 | Léon MARTIN 莱昂·马丁           | SFIO工人国际法国支部 |
| 1959年－1965年                 | Albert MICHALLON 阿尔贝·米沙隆  | UNR新共和国联盟      |
| 1965年－1983年                 | Hubert DUBEDOUT 于贝尔·迪伯杜   | PS社会党             |
| 1983年－1995年                 | Alain CARIGNON 阿兰·卡里尼翁    | RPR保衛共和聯盟      |
| 1995年－2014年                 | Michel DESTOT 米歇尔·德斯托     | PS社会党             |
| 2014年－                       | Éric PIOLLE 埃里克·皮奥勒       | EÉLV欧洲生态-绿党    |
| *注：马里于斯·巴利在任期内辞职 |                                 |                      |

### 各级选举
| 格勒诺布尔历届投票选举结果 | 格勒诺布尔历届投票选举结果 | 格勒诺布尔历届投票选举结果          | 格勒诺布尔历届投票选举结果 | 格勒诺布尔历届投票选举结果                     | 格勒诺布尔历届投票选举结果 | 格勒诺布尔历届投票选举结果 | 格勒诺布尔历届投票选举结果                     | 格勒诺布尔历届投票选举结果 | 格勒诺布尔历届投票选举结果 |
| 选举项目                   | 选举范围                   | 选区单位                            | 选区单位内的选举结果       | 选区单位内的选举结果                           | 选区单位内的选举结果       | 选区单位内的选举结果       | 选区单位内的选举结果                           | 选区单位内的选举结果       | 参考资料                   |
| 选举项目                   | 选举范围                   | 选区单位                            | 第一轮胜出者               | 第一轮胜出者                                   | 支持率                     | 第二轮胜出者               | 第二轮胜出者                                   | 支持率                     | 参考资料                   |
| -------------------------- | -------------------------- | ----------------------------------- | -------------------------- | ---------------------------------------------- | -------------------------- | -------------------------- | ---------------------------------------------- | -------------------------- | -------------------------- |
| 2017年法國總統選舉         | 法國                       | 市镇                                |                            | 让-吕克·梅朗雄                                 | 28.88%                     |                            | 埃马纽埃尔·马克龙                              | 82.67%                     | [ 21 ]                     |
| 2017年法国立法选举         | 伊泽尔省第一选区           | 市镇（第一选区部分）                |                            | 奥利维耶·韦朗                                  | 42.8%                      |                            | 奥利维耶·韦朗                                  | 71.45%                     | [ 21 ]                     |
| 2017年法国立法选举         | 伊泽尔省第三选区           | 市镇（第一选区部分）                |                            | 埃米莉·沙拉                                    | 34.68%                     |                            | 埃米莉·沙拉                                    | 51.89%                     | [ 21 ]                     |
| 2019年欧洲议会选举         | 法國                       | 市镇                                |                            | 纳塔莉·卢瓦索                                  | 23.96%                     | （不适用）                 | （不适用）                                     | （不适用）                 | [ 社 7 ]                   |
| 2021年法国省级选举         | 伊泽尔省                   | 格勒诺布尔第一县 市镇（第一县部分） |                            | 邦雅曼·特罗克梅 索菲·罗梅拉                    | 59.41%                     |                            | 邦雅曼·特罗克梅 索菲·罗梅拉                    | 66.89%                     | [ 社 8 ]                   |
| 2021年法国省级选举         | 伊泽尔省                   | 格勒诺布尔第二县                    |                            | 热罗姆·屈卡罗洛 埃莱奥诺尔·卡扎齐安·巴莱斯塔斯 | 42.25%                     |                            | 热罗姆·屈卡罗洛 埃莱奥诺尔·卡扎齐安·巴莱斯塔斯 | 58.97%                     | [ 社 8 ]                   |
| 2021年法国省级选举         | 伊泽尔省                   | 市镇（第二县部分）                  |                            | 热罗姆·屈卡罗洛 埃莱奥诺尔·卡扎齐安·巴莱斯塔斯 | 52.04%                     |                            | 热罗姆·屈卡罗洛 埃莱奥诺尔·卡扎齐安·巴莱斯塔斯 | 63.59%                     | [ 社 8 ]                   |
| 2021年法国省级选举         | 伊泽尔省                   | 格勒诺布尔第三县 （第三县部分）     |                            | 西蒙·比卢埃 波利娜·库旺                        | 54.73%                     |                            | 西蒙·比卢埃 波利娜·库旺                        | 63.17%                     | [ 社 8 ]                   |
| 2021年法国省级选举         | 伊泽尔省                   | 格勒诺布尔第四县 市镇（第四县部分） |                            | 皮埃尔-迪迪埃·切切 阿芒迪娜·日耳曼             | 52.37%                     |                            | 皮埃尔-迪迪埃·切切 阿芒迪娜·日耳曼             | 65.65%                     | [ 社 8 ]                   |
| 2021年法国大区选举         |                            | 市镇                                |                            | 法比埃娜·格勒贝尔                              | 30.42%                     |                            | 法比埃娜·格勒贝尔                              | 62.73%                     | [ 社 9 ]                   |
| 2022年法国总统选举         | 法國                       | 市镇                                |                            | 让-吕克·梅朗雄                                 | 38.94%                     |                            | 埃马纽埃尔·马克龙                              | 78.74%                     | [ 21 ]                     |
| 2017年法国立法选举         | 伊泽尔省第一选区           | 市镇（第一选区部分）                |                            | 萨洛梅·罗班                                    | 47.98%                     |                            | 萨洛梅·罗班                                    | 56.6%                      | [ 21 ]                     |
| 2017年法国立法选举         | 伊泽尔省第三选区           | 市镇（第三选区部分）                |                            | 埃利萨·马丁                                    | 48.21%                     |                            | 埃利萨·马丁                                    | 61.95%                     | [ 21 ]                     |

## 人口
2020年，格勒诺布尔市镇人口数量为158,240，在法国排名第17位。其中男性76,332人，女性81,908人，75岁及以上人口占7.1%，外籍人口数量为21,805人，人口密度为8,728人/平方公里，当地居民被称为（男性）或（女性）。2021年，格勒诺布尔境内出生1,811人，死亡人口1,201人。
| 格勒诺布尔1901年－2020年人口变化情况 |
|                                      |
| 数据来源：Cassini、INSEE             |

## 经济

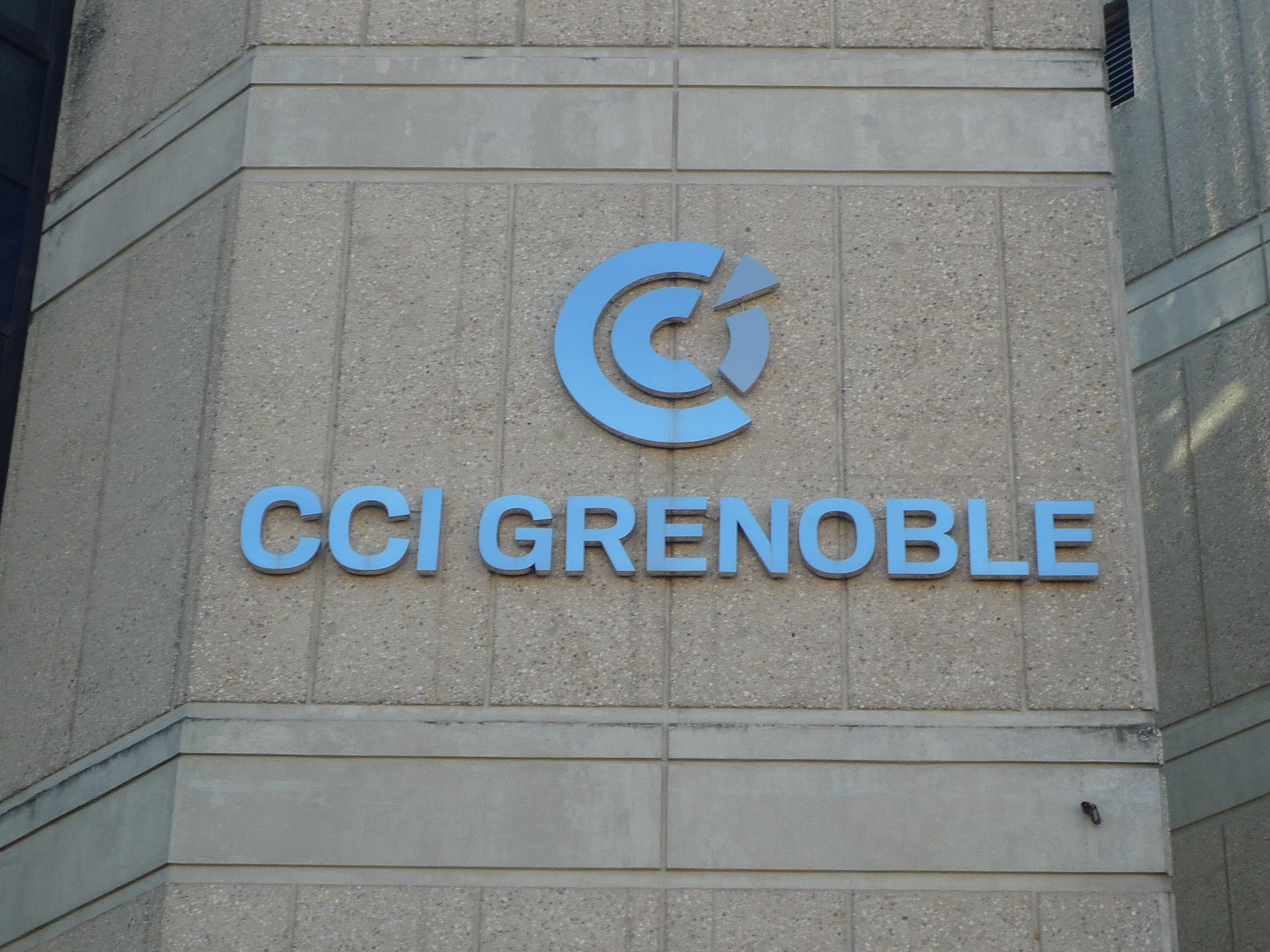
格勒诺布尔工商会

格勒诺布尔是法国东南部重要的科教城市，伊泽尔省的政治经济文化中心，当地的经济事务由格勒诺布尔工商局与多个部门共同协调负责。法国就业局在格勒诺布尔设有两处劳务办公室，为当地居民提供创业及就业帮助。

### 产业分布
在第一产业方面，尽管格勒诺布尔所在的伊泽尔河谷附近地形平坦，但由于该区域人口密集，其市镇范围内的大部分区域均已开发为城市用地。截至2021年底，格勒诺布尔境内有3家农业类企业，不到总企业数量的0.1%；相关就业总人数为177人，占总数的0.2%。
在第二产业方面，格勒诺布尔在工业革命期间为一个区域性的工业中心，自20世纪中后期以来，因城市发展，当地的主要工业生产部门相继外迁或关闭，工业规模也有所下降。2021年，格勒诺布尔的工业及建筑业用人单位数量为656家，占总数的10.1%；相关就业总人数为9,703，占总人数的10.4%。
在第三产业方面，格勒诺布尔是伊泽尔省的省会，是该省乃至整个法国阿尔卑斯地区的经济、文化、科教、通讯、医疗中心，科教和能源是当地的重要经济支柱，多个跨国大型企业在格勒诺布尔设有分支，相关就业单位和从业人数分别达到了总量的89.9%和89.4%。

### 重要企业
格勒诺布尔是法国东南部的经济中心之一，意法半导体、惠普、施耐德电气等跨国企业以及法国的主要跨区域行政及商业集团均在格勒诺布尔设有分支机构。截至2023年10月，格勒诺布尔境内共有各类用人单位35,849家，平均历史为15年，其中98%为中小型企业（PME），2023年8月至10月间，当地的经济活力指数为0.29%。
| 格勒诺布尔境内的主要大型企业 | 格勒诺布尔境内的主要大型企业 | 格勒诺布尔境内的主要大型企业        | 格勒诺布尔境内的主要大型企业 | 格勒诺布尔境内的主要大型企业 | 格勒诺布尔境内的主要大型企业 | 格勒诺布尔境内的主要大型企业 |
| 企业                         | 类型                         | 法语原名                            | 领域                         | 员工数量 （2022年12月31日）  | 营业额 （2022年）            | 数据来源                     |
| ---------------------------- | ---------------------------- | ----------------------------------- | ---------------------------- | ---------------------------- | ---------------------------- | ---------------------------- |
| Samse                        | 总部                         | Samse                               | 建筑材料                     | 1,607                        | 705,689,100 €                | [ 社 15 ]                    |
| 工具箱                       | 总部                         | La Boîte à Outils                   | 五金商品销售                 | 1,867                        | 343,529,962 €                | [ 社 16 ]                    |
| 意法半导体                   | 区域总部                     | Stmicroelectronics                  | 半导体生产商                 | 1,570                        | 276,964,266 €                | [ 社 17 ]                    |
| 格勒诺布尔电力燃气           | 总部                         | Gaz électricité de Grenoble         | 能源供应                     | 222                          | 194,699,000 €                | [ 社 18 ]                    |
| 卡特彼勒法国                 | 分部                         | Caterpillar France SAS              | 重型机械制造                 | 1,290                        | 162,562,800 €                | [ 社 19 ]                    |
| Spartoo                      | 总部                         | Spartoo                             | 网络销售                     | 207                          | 128,439,700 €                | [ 社 20 ]                    |
| 格萊納出版社                 | 总部                         | Glénat                              | 文化传播                     | 92                           | 125,249,121 €                | [ 社 21 ]                    |
| 埃法日建设阿尔卑斯-多菲内    | 区域总部                     | Eiffage Construction Alpes-Dauphiné | 工程建设                     | 183                          | 122,908,231 €                | [ 社 22 ]                    |
| 阿雷蒙                       | 总部                         | ARaymond                            | 金属构件生产                 | 609                          | 101,609,298 €                | [ 社 23 ]                    |

### 财政
2021年，格勒诺布尔的财政收入总额为275,000,000欧元，财政支出总额为249,322,000欧元，当年的债务总额为265,300,000欧元。2021年，格勒诺布尔市镇通过增值税获得4,521,080欧元的收入，此外当地还共获得了4,685,260欧元的国家直接财政补助。

### 居民收入
2019年，格勒诺布尔的人均月收入总额为2,452欧元，其中高级职员为3,565欧元，低于法国平均水平（4,230欧元）；中级职员为2,281欧元，低于法国平均水平（2,411欧元）；普通职员为1,708欧元，亦低于法国平均水平（1,740欧元）。
2020年，格勒诺布尔境内的贫困率为20%，青壮年（15至64岁）失业率为14.5%；2022年，当地46.9%的家庭拥有纳税资格，平均纳税3,620欧元，低于法国平均水平（4,393欧元）。

## 社会事务

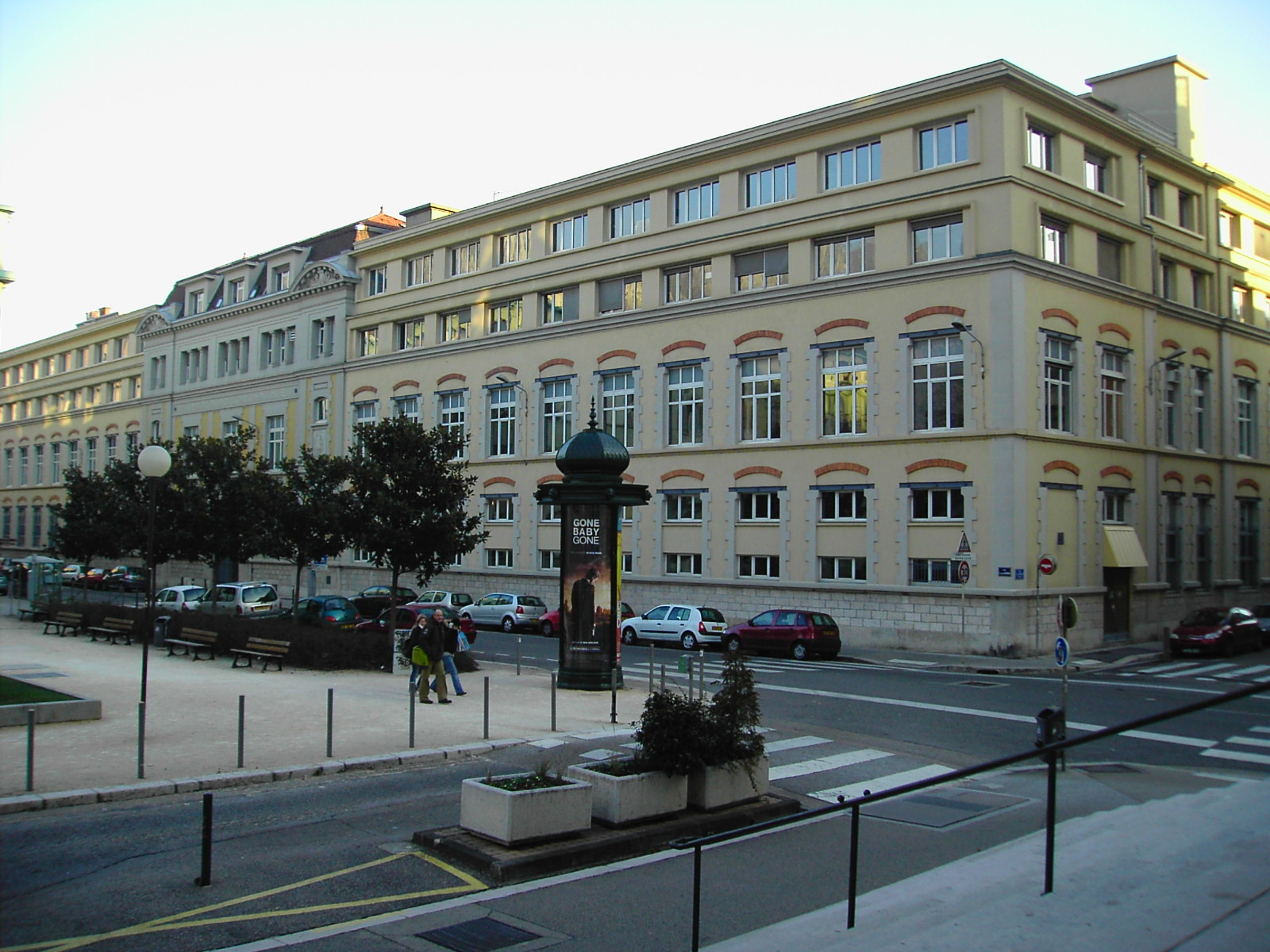
格勒诺布尔理工学院

### 教育
格勒诺布尔法国重要的科教中心城市，亦是同名学区的所在地。截至2021年1月1日，格勒诺布尔境内共有24所幼儿园、47所小学、15所初级中学、14所普通高中和4所职业高中，其中三所高中开始大学校预备班。2021至2022学年度，格勒诺布尔境内共有在校中等教育阶段学生17,533名。。司汤达高级中学建于1691年，是当地历史最悠久的中等教育机构；格勒诺布尔欧洲国际教育城位于格勒诺布尔市区北部，是法国面积最大的开放式教育园区之一。
在高等教育方面，格勒诺布尔是法国东南部的重要大学城，当地拥有多所高等教育机构，格勒诺布尔-阿尔卑斯大学是法国的一所综合性公立大学，直属四个大学院；同时也是一个大学与院校共同体，包含了十余所各类独立高等院校及科研机构。格勒诺布尔大学城位于市区东郊的圣马丁代尔和日耶尔境内，通过有轨电车可连接市区。
| 格勒诺布尔主要高等教育机构      | 格勒诺布尔主要高等教育机构         | 格勒诺布尔主要高等教育机构 | 格勒诺布尔主要高等教育机构 |
| 中文名称                        | 法语名称或缩写                     | 成立年代                   | 类别                       |
| ------------------------------- | ---------------------------------- | -------------------------- | -------------------------- |
| 格勒诺布尔-阿尔卑斯大学（本部） | Université de Grenoble-Alpes       | 1339                       | 公立综合性大学             |
| 格勒诺布尔理工学院              | Grenoble INP                       | 1900                       | 工程师学校、大学校         |
| 国立高等纸张与生态材料学校      | Grenoble INP-Pagora                | 1907                       | 独立工程师学校             |
| 国立高等信息和应用数学学校      | Ensimag                            | 1960                       | 独立工程师学校             |
| 国立高等工业工程学校            | Grenoble INP-Génie industriel      | 1990                       | 独立工程师学校             |
| 国立高等能源水文环境学校        | Grenoble INP-Ense                  | 2008                       | 独立工程师学校             |
| 国立高等物理电子材料学校        | Grenoble INP-Phelma                | 2008                       | 独立工程师学校             |
| 阿尔卑斯地理与城市规划学院      | IUGA                               | 2017                       | 大学独立学院               |
| 格勒诺布尔国立高等建筑学校      | ENSAG                              | 1927                       | 公立大学独立学院           |
| 格勒诺布尔企业管理学院          | IAE Grenoble                       | 1956                       | 企业管理学院               |
| 格勒诺布尔政治学院              | Sciences Po Grenoble               | 1948                       | 政治学院、大学校           |
| 格勒诺布尔商学院                | GEM - Grenoble Ecole de Management | 1984                       | 私立商学院                 |

除高等教育机构外，格勒诺布尔还有多所科研单位，其中法国国家科学研究中心格勒诺布尔分部于1973年成立，后者负责参与当地多个科研机构的管理与合作。

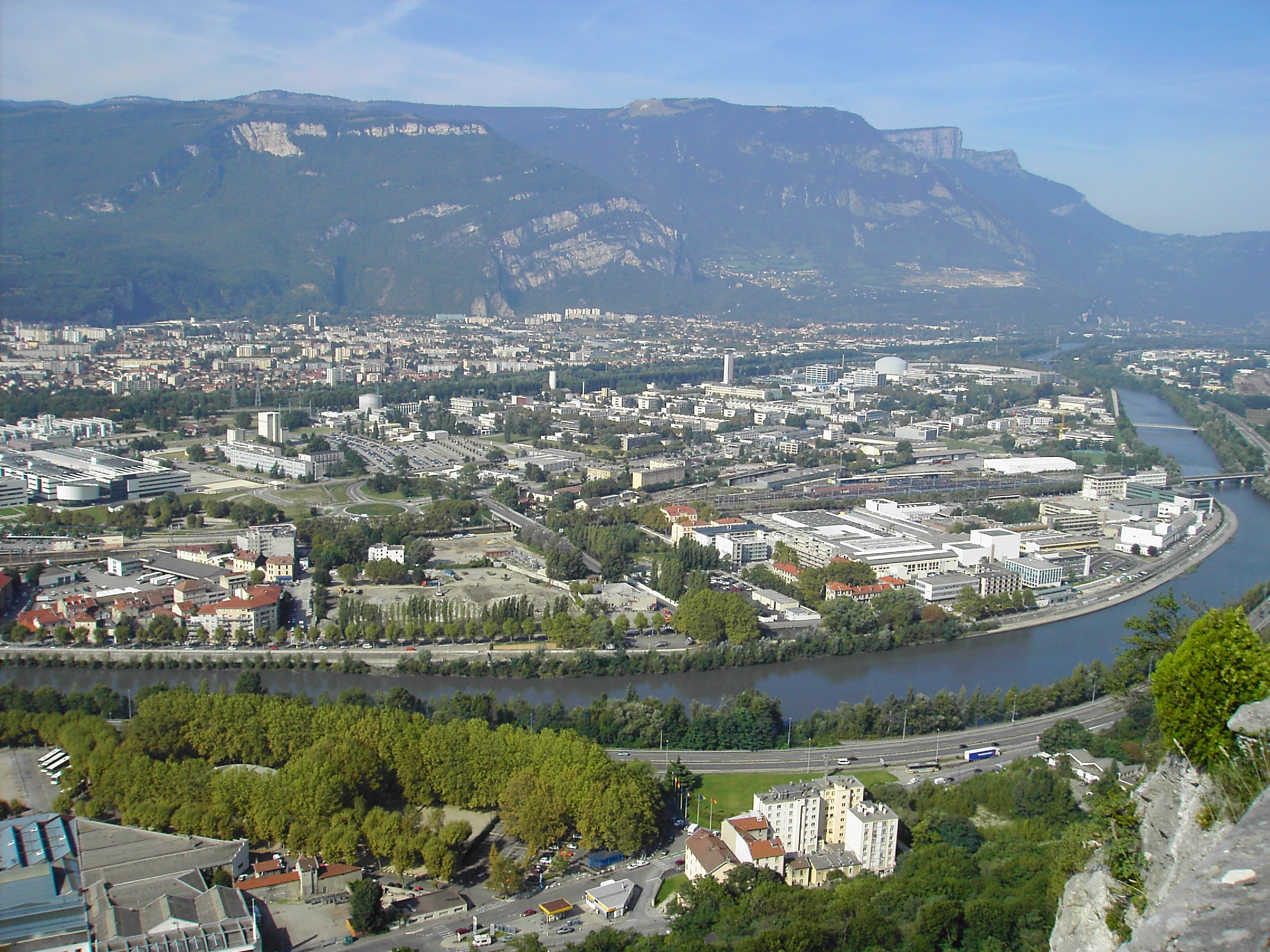
格勒诺布尔Polygone科技园区

| 格勒诺布尔主要独立科研机构 | 格勒诺布尔主要独立科研机构 | 格勒诺布尔主要独立科研机构 | 格勒诺布尔主要独立科研机构 |
| 中文名称                   | 法语名称或缩写             | 成立年代                   | 类别                       |
| -------------------------- | -------------------------- | -------------------------- | -------------------------- |
| 格勒诺布尔核能研究中心     | CEA Grenoble               | 1956                       | 核物理研究所               |
| 原子能信息实验室           | CEA Leti                   | 1967                       | 原子能物理研究所           |
| 格勒诺布尔粒子物理实验室   | LPSC                       | 1967                       | 粒子物理研究所             |
| 劳厄-朗日万研究所          | Institut Laue-Langevin     | 1971                       | 物理研究所                 |
| 欧洲分子生物学实验室       | EMBL Grenoble              | 1975                       | 分子生物学研究所           |
| 毫米级射电天文学研究所     | IRAM                       | 1979                       | 射电天文学研究所           |
| 欧洲同步辐射装置           | ESRF                       | 1994                       | 核工程研究所               |
| 帕克特实验室               | Laboratoire Pacte          | 2003                       | 社会科学研究所             |
| 奈尔研究所                 | Institut Néel              | 2007                       | 凝聚态物理学研究所         |
| Clinatec                   | Clinatec                   | 2007                       | 生物医疗研究所             |

### 医疗

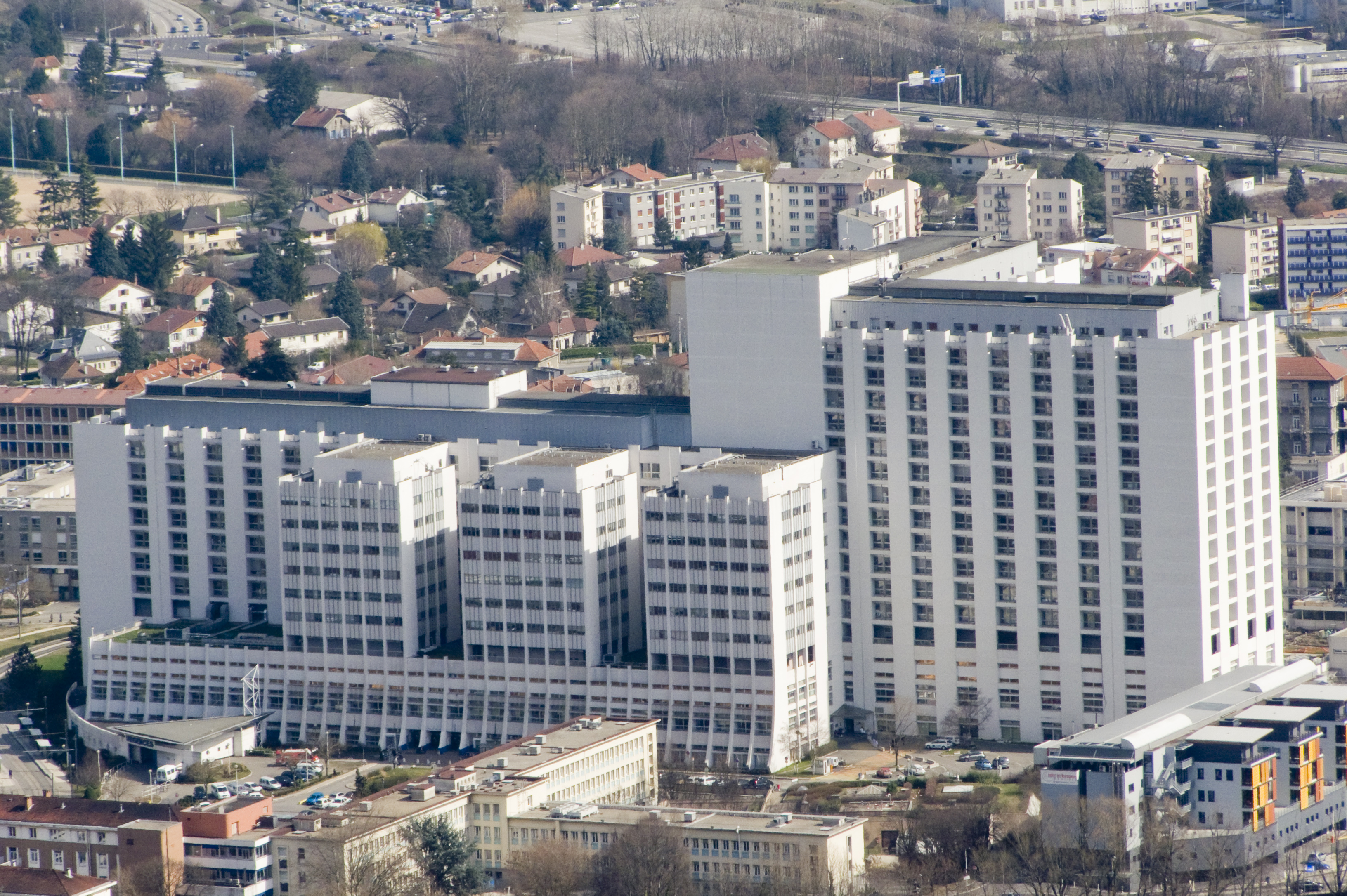
格勒诺布尔-阿尔卑斯大学医院

截至2021年1月1日，格勒诺布尔境内共有全科医生168名、保健师412名、牙医149名、护士334名、耳科医生2名、眼科医生45名、皮肤科医生25名、助产士21名、儿科医生8名和妇科医生14名。境内共有药房61家、养老院1家、残疾人帮扶中心16家。
格勒诺布尔大学中心医院是法国的一个区域性医疗机构，也是法国的三十个大学教学医院之一，其主病区“北医院”（Site Nord）位于格勒诺布尔市区东北部的拉特龙什境内，该院设有床位2,063个，是法国阿尔卑斯地区规模最大的公立综合性医院。除此之外，格勒诺布尔市镇范围内还有格勒诺布尔生命集团、阿尔卑斯诊疗中心（Clinique des Alpes）和城桓诊疗中心（Clinique du Mail）三家非营利性私立医疗机构。

### 住房

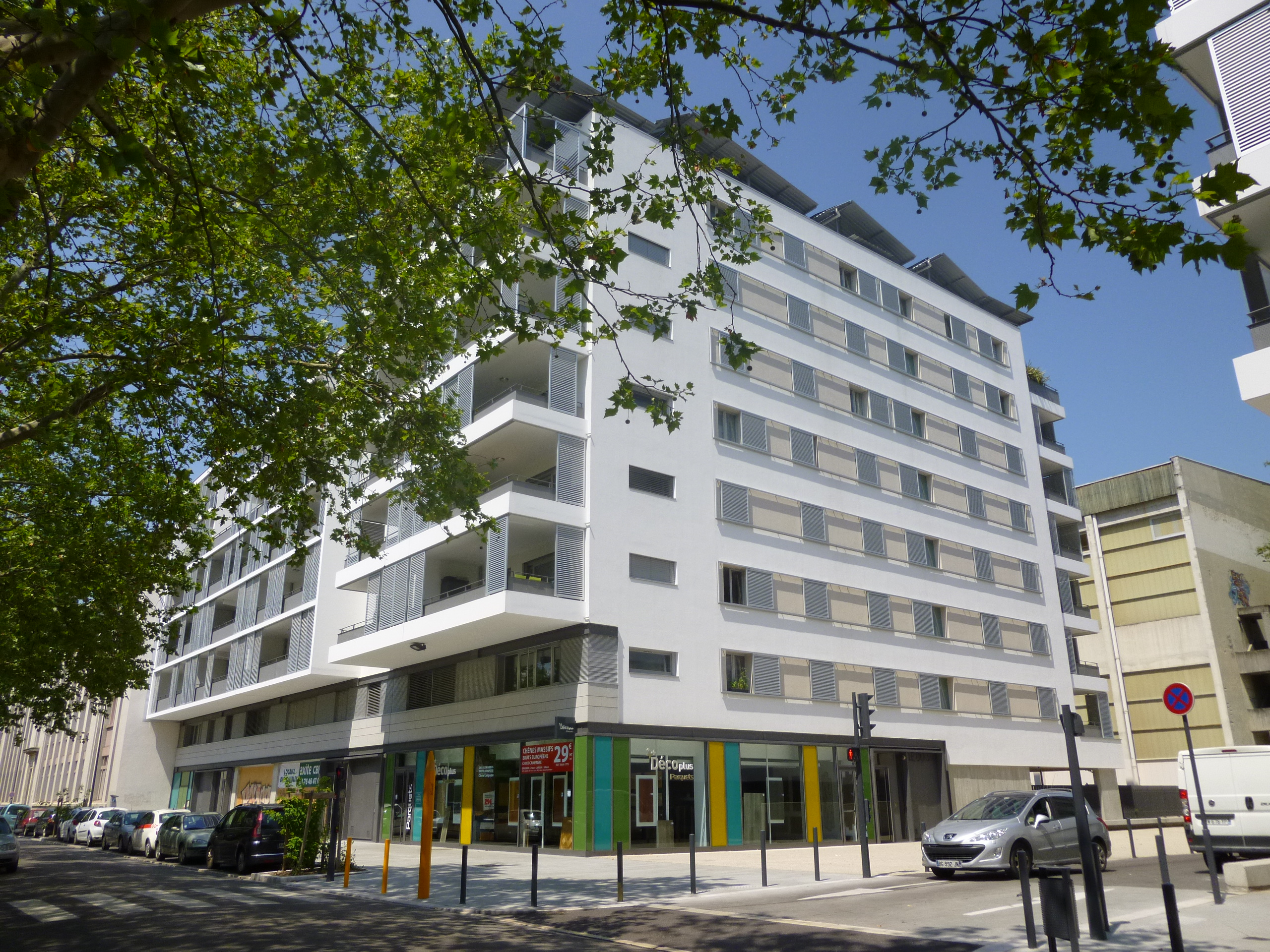
一幢现代公寓楼

2020年，格勒诺布尔境内共有各类住房100,467套，比上一年新增586套。按照房屋类型分类，3.1%为独立式居民区，主要分布于市区东部边缘；95.7%为集中式居民区，广泛分布于市镇范围内的各个街区；按照住户类型分类，格勒诺布尔境内的房屋所有者和租房客占比分别为36.8%和60.9%，常住房屋占格勒诺布尔市镇范围内居民建筑总量的83.1%；按照房屋大小分类，格勒诺布尔10,437户住房的居住面积小于30平方米，3,376户住房的居住面积超过120平方米；按照住房年限分类，格勒诺布尔境内1919年以前和2005年以后修建的房屋总数分别为5,593户和9,469户。
在住房保障政策方面，2022年，格勒诺布尔境内共有35,502户家庭获得了住房经济补助，受益人数占总人口数量的23.2%，其中35,200份为房租补助。格勒诺布尔阿尔卑斯都会区提供其管辖范围内的社会保障性住房租赁服务，并自2022年11月10日起开始制订该区域2025至2030年的区域性住房纲领，后者将为当地的住房建设提供了指导性意见。

### 商业

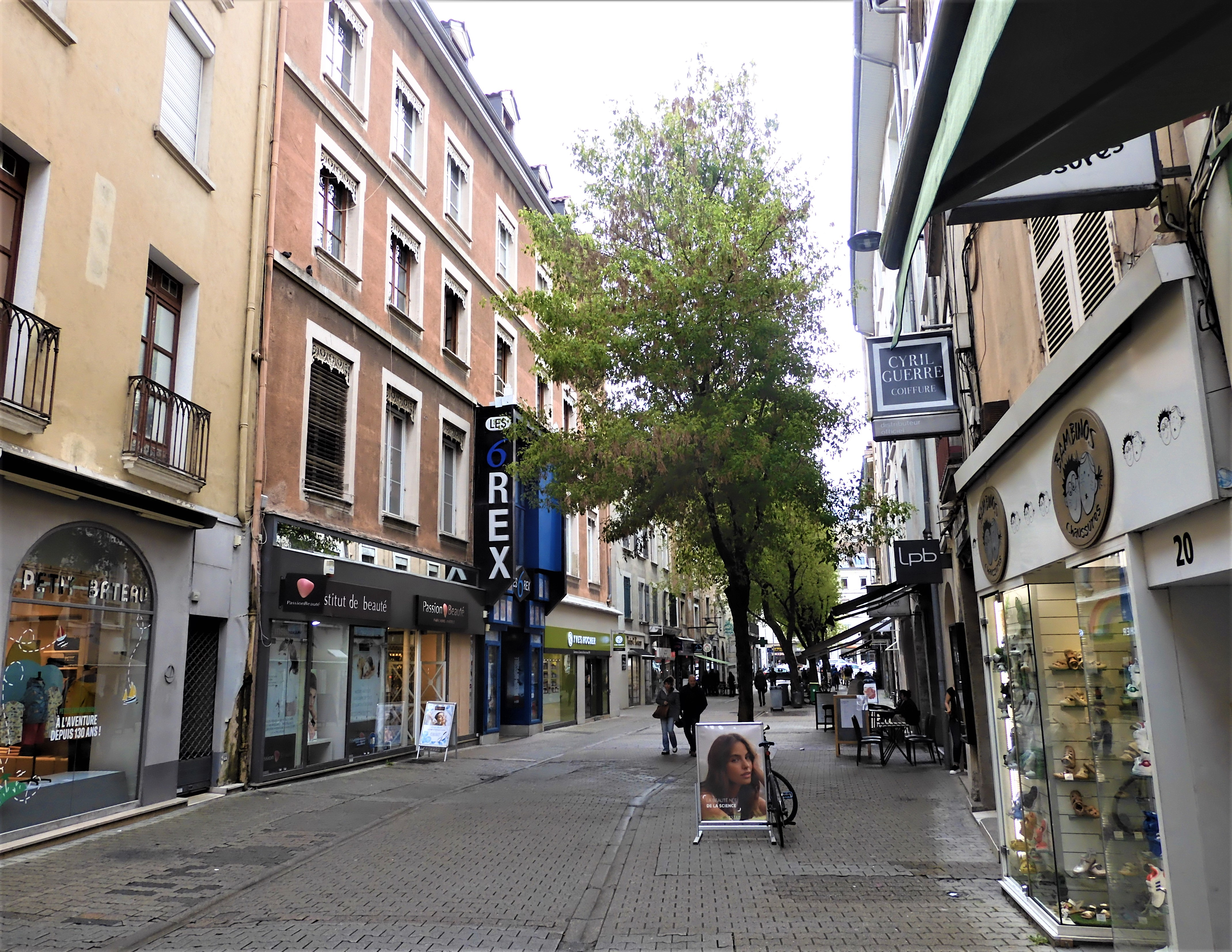
圣雅克街及两侧的商铺

2021年，格勒诺布尔境内共有各类实体商铺4,062家，其中餐厅1,192家、大型超市24家、杂货店85家、面包房107家、肉铺57家、书店65家、装饰品店11家、银行门店85家、美容美发店253家、汽车维修店120家。
在商业分布方面，圣母广场及附近的街区是格勒诺布尔老城的主要商业区，该区域的格朗街、拉法叶街、博纳街、共和国街等为步行街道，其两侧多传统商店。除此之外，巴亚尔街、贝里亚街、甘必大大街及火车站附近亦有各类商业门店分布。Grand'Place位于格勒诺布尔市区南部，通过有轨电车A线连接市区，后者是一个集中式的综合商业中心，共有超过一百家各类商铺，包括阿迪达斯、丝芙兰、H&M、Foot Locker、Fnac、Zara等品牌。与Grand'Place一街之隔为埃希罗勒家乐福大型购物商场，格勒诺布尔宜家家居店则位于圣马丁代尔境内。

### 媒体

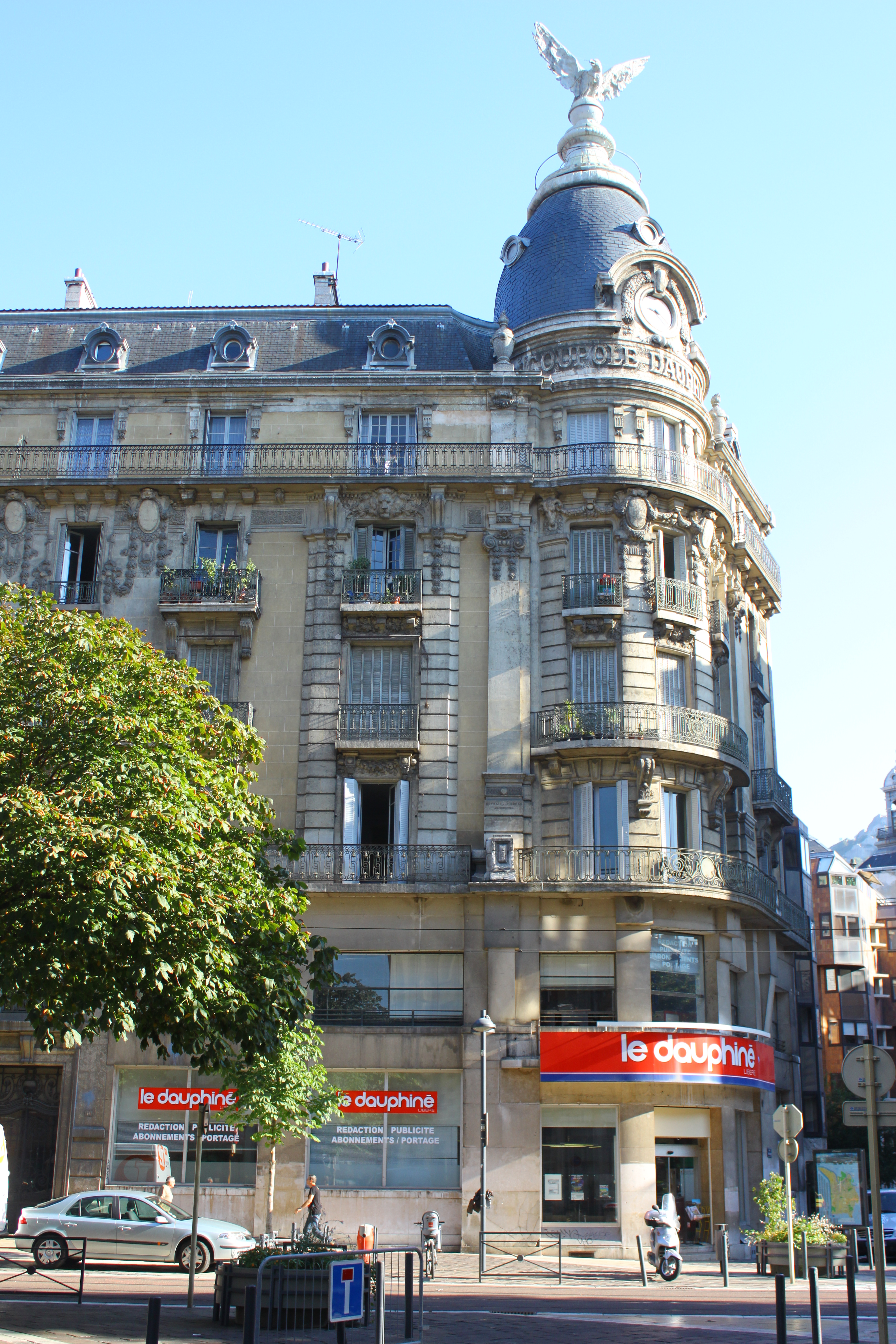
自由多菲内报社总部

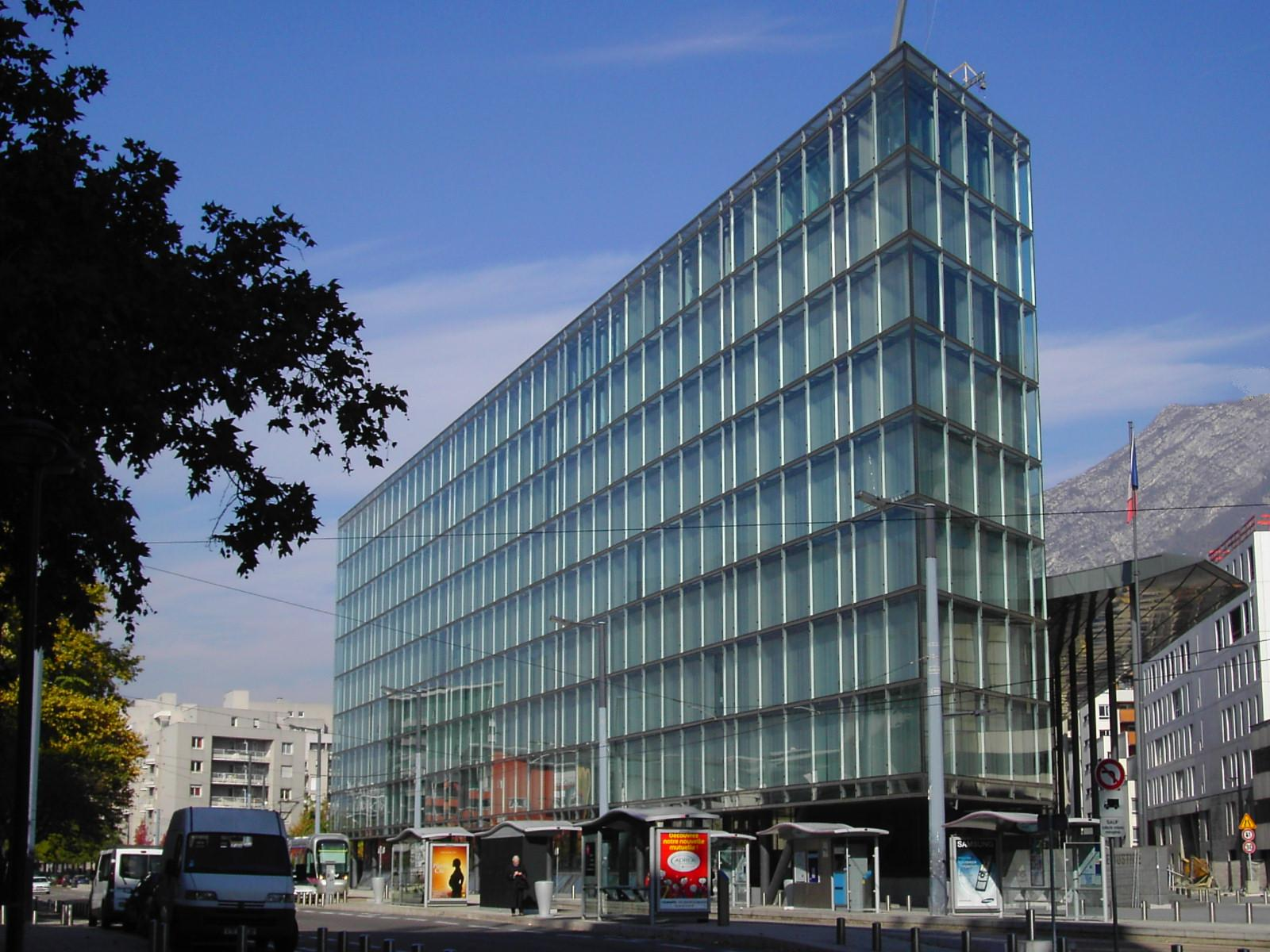
格勒诺布尔法院

格勒诺布尔是法国的一个区域性传媒中心，法国主要的媒体均可在格勒诺布尔接收，其中法国电视三台下属的奥弗涅-罗讷-阿尔卑斯大区频道在部分时段播出格勒诺布尔所在伊泽尔省的地方新闻。NRJ、RTL、Skyrock、Mouv'、法国天主教广播、法国全国广播、维珍广播、震动广播等广播在格勒诺布尔设有分支。
在地方传媒方面，《自由多菲内报》创刊于1945年，总部位于格勒诺布尔，是当地规模最大的地方性媒体，同时也是法国重要的区域性刊物，其覆盖范围包括伊泽尔省、萨瓦省、上萨瓦省、安省、沃克吕兹省、阿尔代什省、德龙省、上普罗旺斯阿尔卑斯省和上阿尔卑斯省。格勒诺布尔电视台是当地的一个地方性电视台，其信号可通过光纤在全法国范围内接收。除此之外，格勒诺布尔的主要地方性媒体还包括蓝色法兰西伊泽尔广播、阿尔卑斯第一广播、弯道广播、Scoop广播等。格勒诺布尔市政府和阿尔卑斯都会区分别向当地居民免费发放《GreMag》和《Métropole Mag》杂志，此外格勒诺布尔市政府还在Facebook、Twitter、Youtube、Snapchat等社交网站上开通有官方账号。

### 环境
格勒诺布尔的环境事务由其所属的格勒诺布尔阿尔卑斯都会区联合各级政府协调负责。格勒诺布尔市镇的供水及污水处理由都会区直接负责。截至2023年10月，格勒诺布尔阿尔卑斯都会区内共有32处污水处理设施和1,800千米的污水管网，其中Aquapôle污水处理站每年可处理约23万立方米的生活污水。在生活垃圾处理方面，截至2023年10月，格勒诺布尔阿尔卑斯都会区内共有21处生活垃圾回收场，其中三处位于格勒诺布尔市区，此外都会区还负责格勒诺布尔的日常环卫和垃圾收集清理工作。
2021年，格勒诺布尔境内共有34家污染企业，铅、烃和多氯联苯是当地主要的污染物。格勒诺布尔境内设有一处大气环境监测点，2015年测得的二氧化氮浓度平均值为36.5µg/m³、臭氧浓度平均值为36µg/m3、二氧化硫浓度平均值为2µg/m3、可吸入颗粒物浓度平均值为26µg/m³；格勒诺布尔境内另设有一处水环境监测点，该地2015年测得的水体坤化物浓度为0.2µg/L、汞化物浓度为0.02µg/L、硝酸盐浓度为3.8mg/L，均低于法国平均水平。

### 治安
2021年，格勒诺布尔市镇范围内共有一处派出所。伊泽尔省消防总站（SDIS de l'Isère）指挥中心位于格勒诺布尔市区西部的方丹境内，后者配合安监、医疗等部门负责整个伊泽尔省以及周边地区的消防救援任务。
格勒诺布尔警区（zone police de Grenoble）的管辖范围共包括7个市镇。2020年，该警区累计记录各类案件22,571起，其中盗窃类案件14,117起，经济类案件2,229起，毒品交易类案件573起。

## 文化

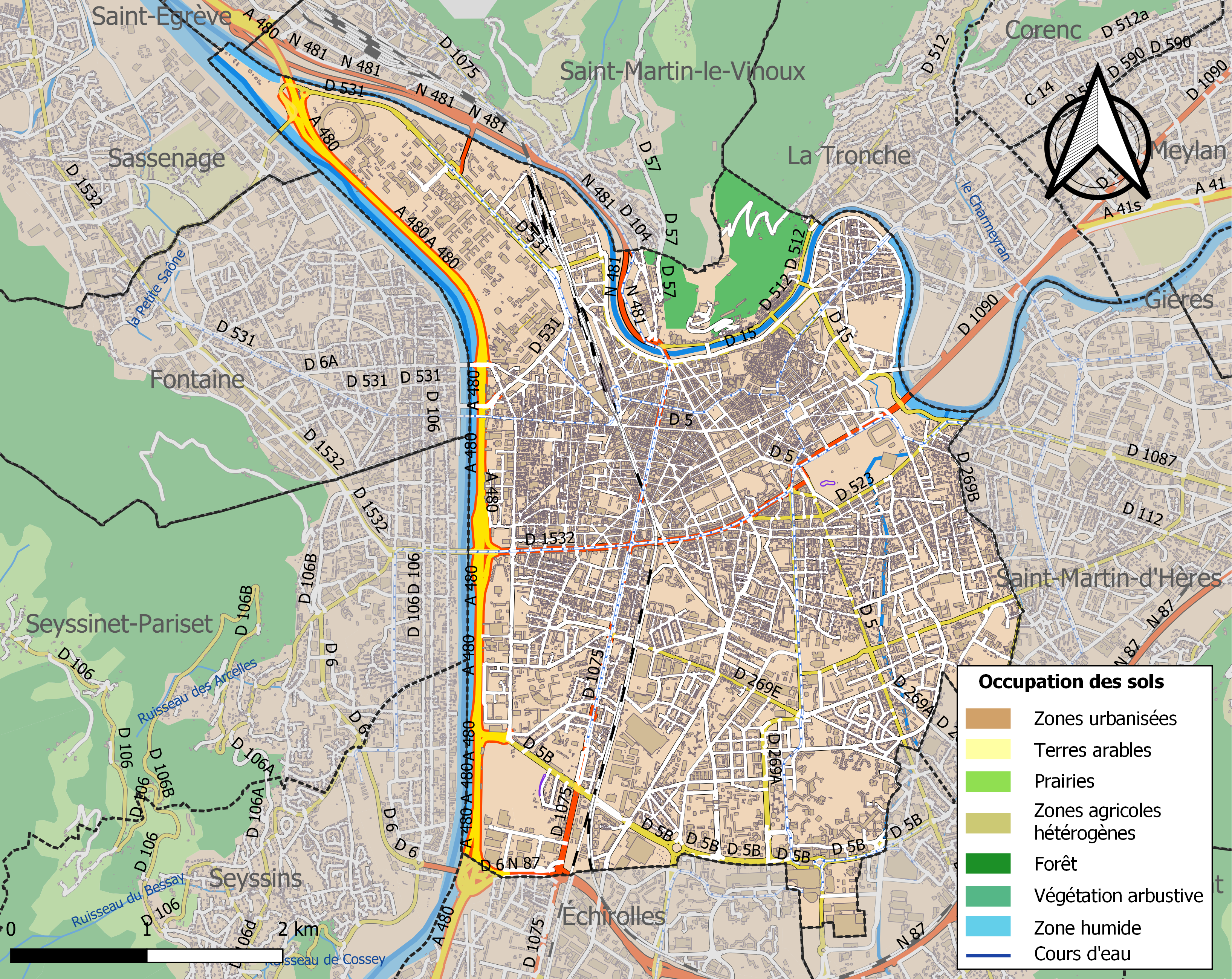
格勒诺布尔土地利用情况地图
城市用地
耕地
草地
农业用地
林地
绿地
湿地
水域

2021年，格勒诺布尔境内共有六家剧场、五家电影院、八家博物馆和一家音乐厅。格勒诺布尔市政图书管理局在其市镇范围内建有12处多媒体中心，总藏书量超过110万，并不定期举办各类文化活动。

### 城市形态及人文环境
根据1827年出版的《总参谋地图》，格勒诺布尔的城市被伊泽尔河一分为二，其中核心区域位于河流左岸，右岸则沿河流呈带状分布。此后，随着城市的发展，格勒诺布尔市区由伊泽尔河逐渐向西南方向扩张。在20世纪50至60年代的卫星地图上，格勒诺布尔伊泽尔河左岸的城市街区已发展扩张至德拉克河畔；到了20世纪末，格勒诺布尔的城市建筑已几乎填满了整个格勒诺布尔平原。伊泽尔河历史上曾有少量内河航运，但由于该河洪水频发，水文条件较差，其航运规模极其有限，格勒诺布尔亦罕有与内河航运有关的遗迹及民间文化。19世纪末，随着铁路及公路的建成，伊泽尔河航运彻底废弃。
与同类型城市相比，格勒诺布尔的基本城市框架形成于工业革命以后，其位于伊泽尔河畔的老城并未成为城市核心，包括省政府、市政厅、火车站、法院等在内的主要公共设施均分布于老城以外。尽管地势平坦，但受制于河流及铁路线等因素的影响，加之格勒诺布尔在近代扩张时期缺少对其周边地区的整体统筹规划，格勒诺布尔的大部分街道笔直但走向不规则，这为当地的地面交通组织和规划带来了一定的难度：格勒诺布尔核心区域的多条街道仅能单向行驶，而途径此地的有轨电车线路则被迫产生了多个拐角，一定程度上影响了通行效率。此外，格勒诺布尔的部分街区缺乏绿化设施，且沿街建筑色彩较为单一，使得视觉效果显得暗沉。

### 建筑
格勒诺布尔境内有多处历史建筑，其中圣母大教堂始建于中世纪初，后历经重建，于1862年起被列入第二批法国国家文物保护单位，此后又有多菲内高等法院宫、巴士底城堡、圣路易教堂、圣安德肋堂、圣洛朗门等建筑获得该保护标志。除此之外，佩雷塔、圣心圣殿等亦是当地的重要历史建筑物。
格勒诺布尔的现代建筑主要修建于黄金三十年期间，其中半岛街区的三幢塔楼（Les Trois tours de l’Île Verte）高98米，是格勒诺布尔市区最高的建筑物，此外当地的代表性现代建筑还有格勒诺布尔市政厅、美术馆、邮政大楼、皮埃尔·孟戴斯-法郎士体育馆、阿尔卑斯会展中心等。2021年5月，新建成的伊泽尔省档案馆正式投入使用。

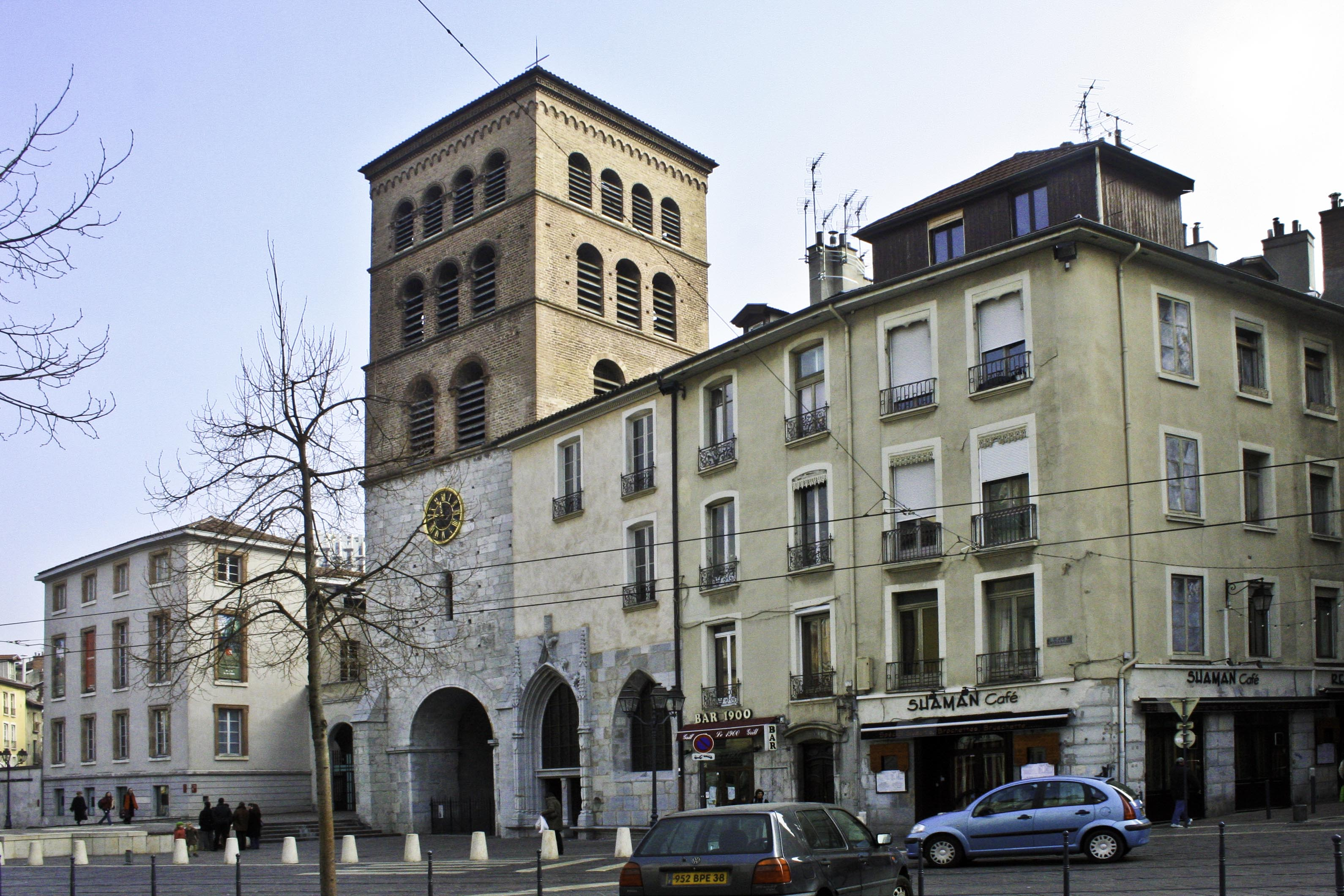
圣母大教堂
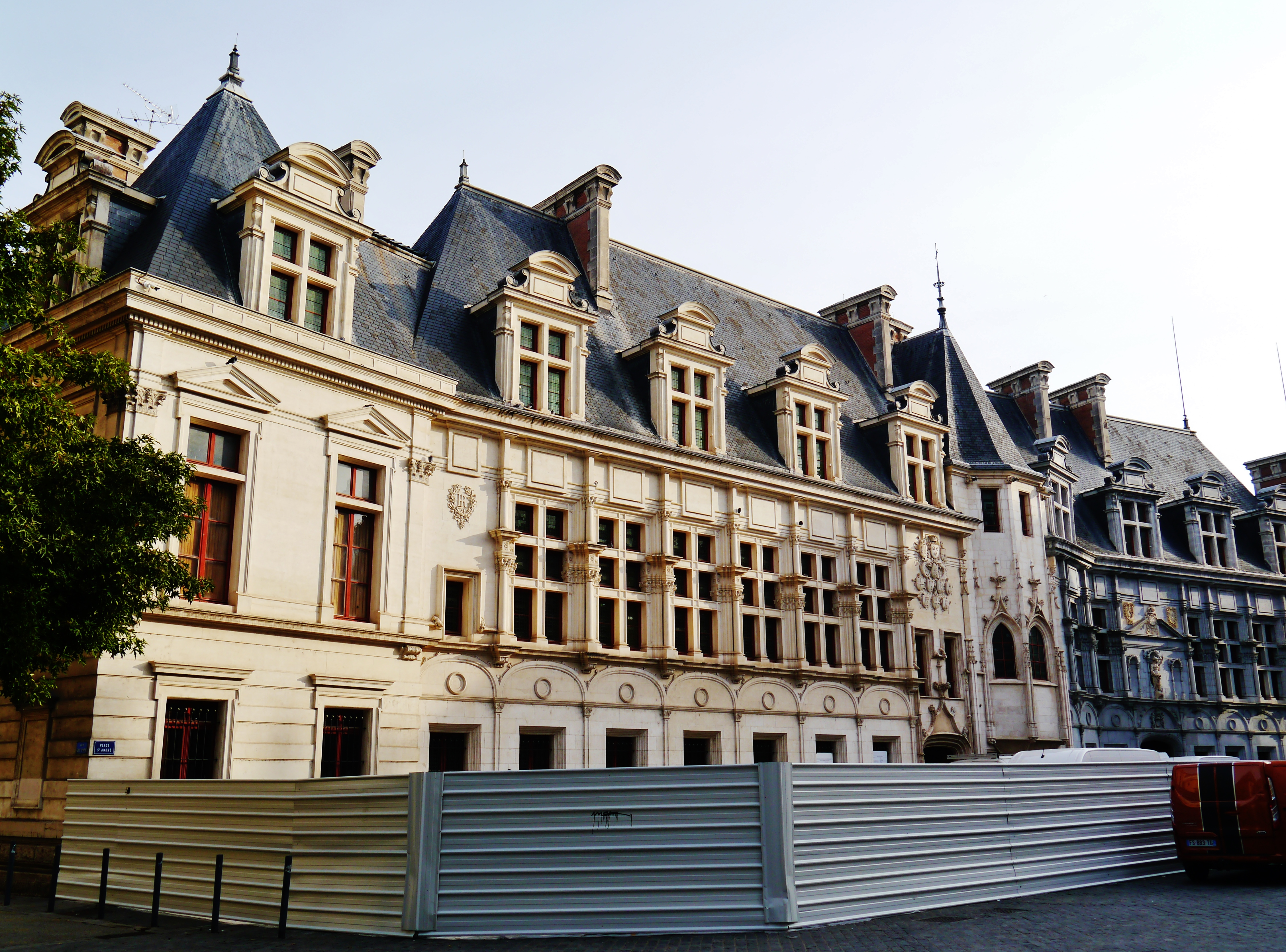
多菲内高等法院宫
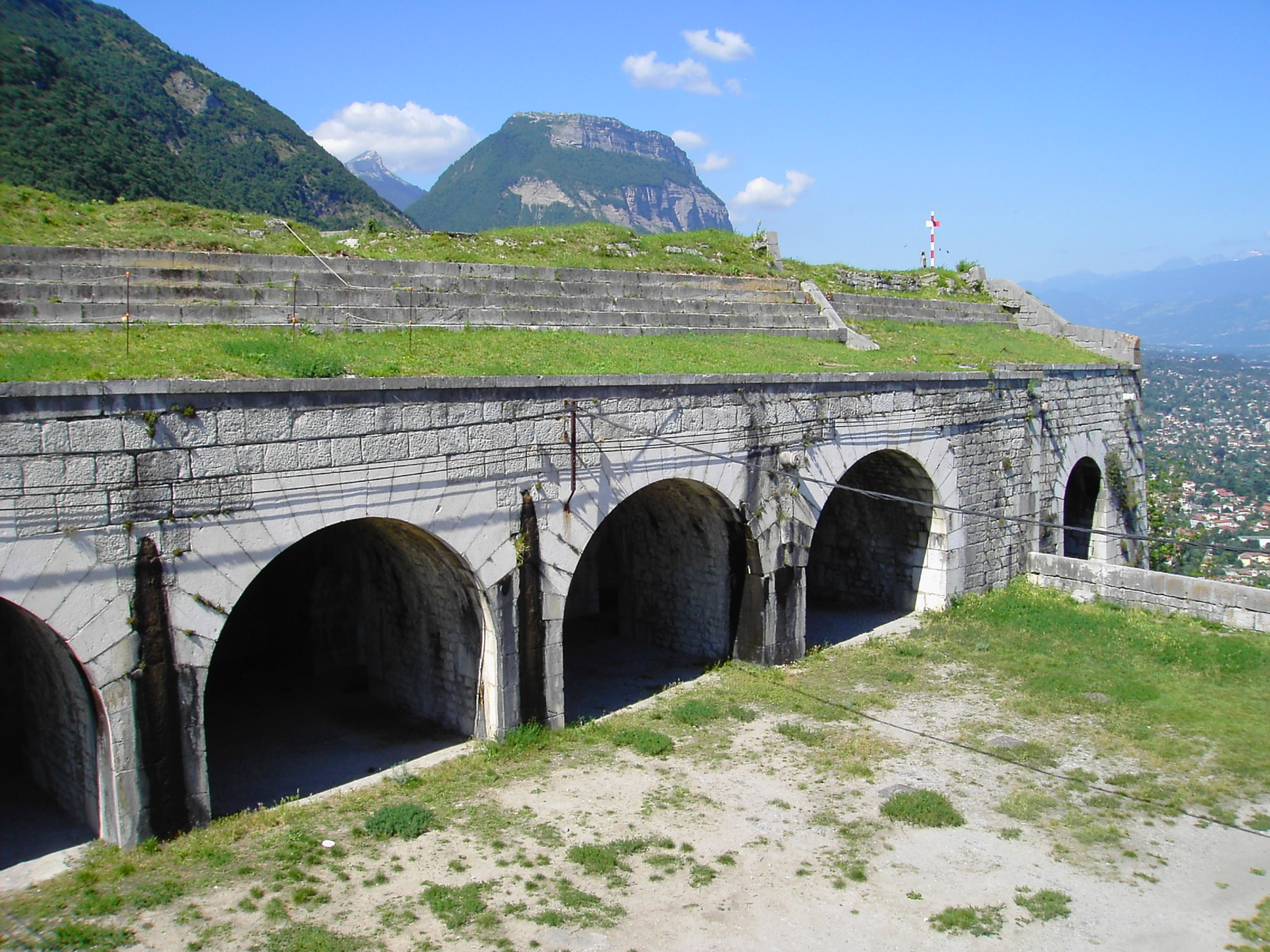
巴士底城堡
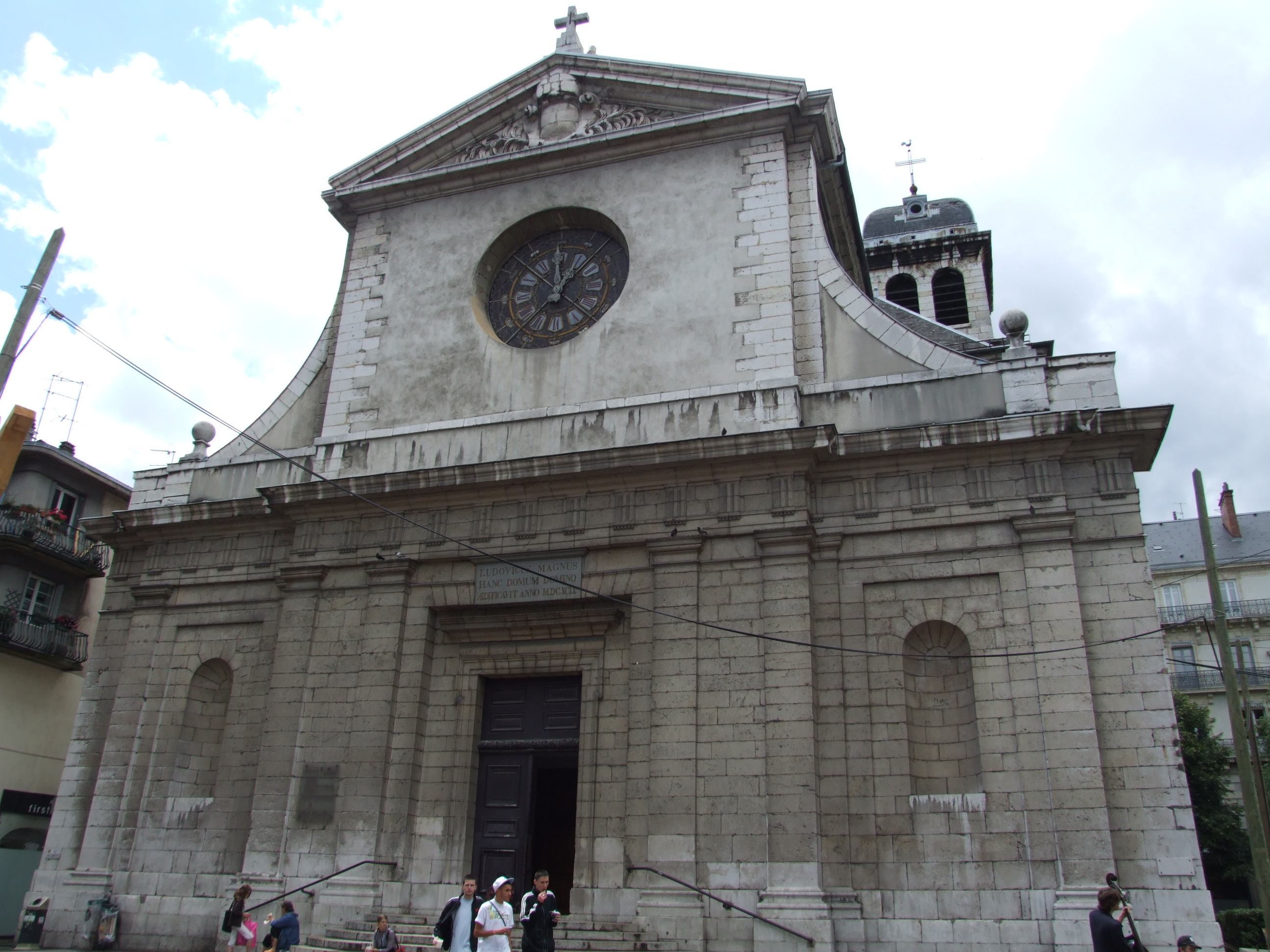
圣路易教堂（法语：Église Saint-Louis de Grenoble）
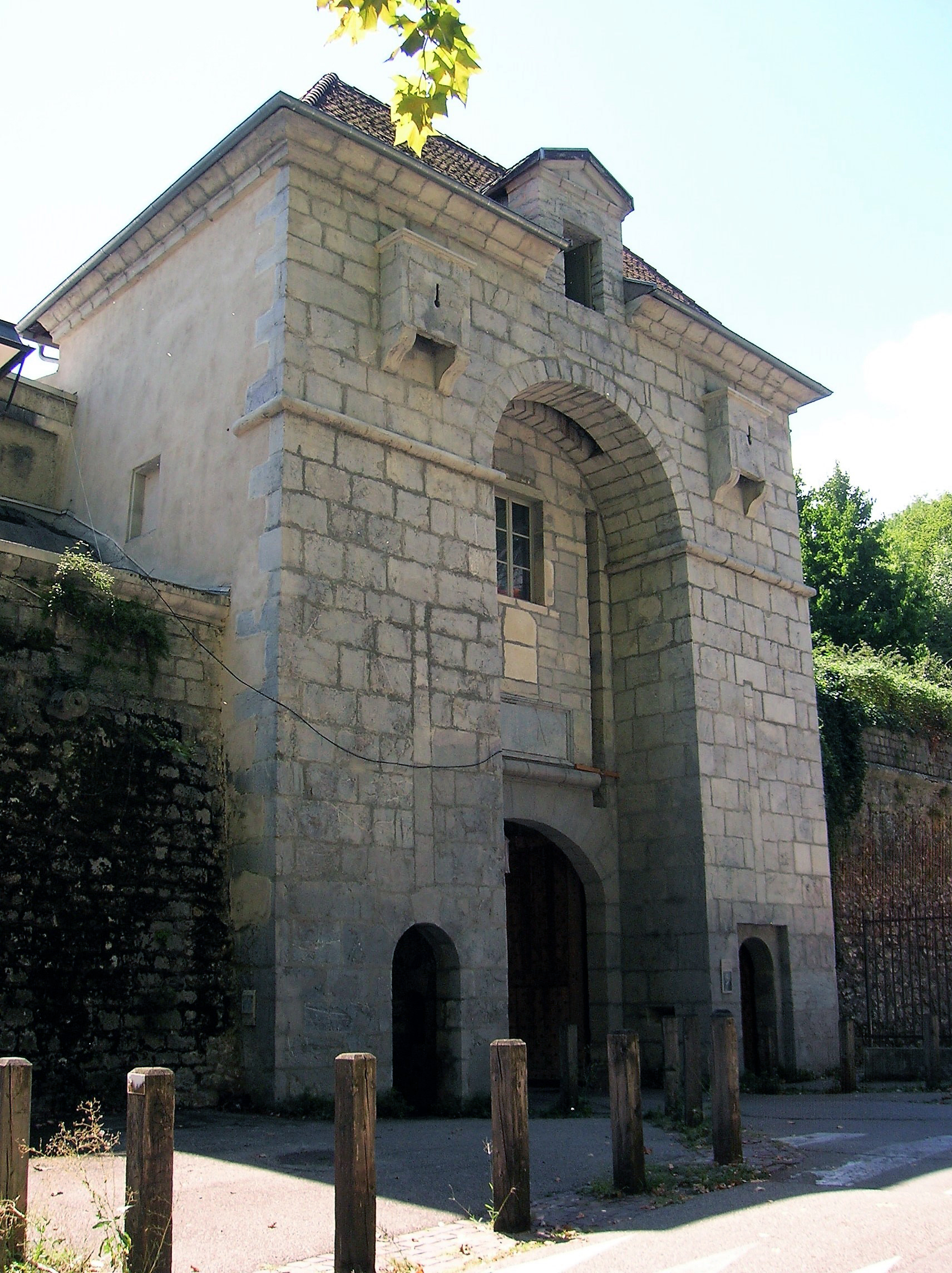
圣洛朗门（法语：Porte Saint-Laurent）
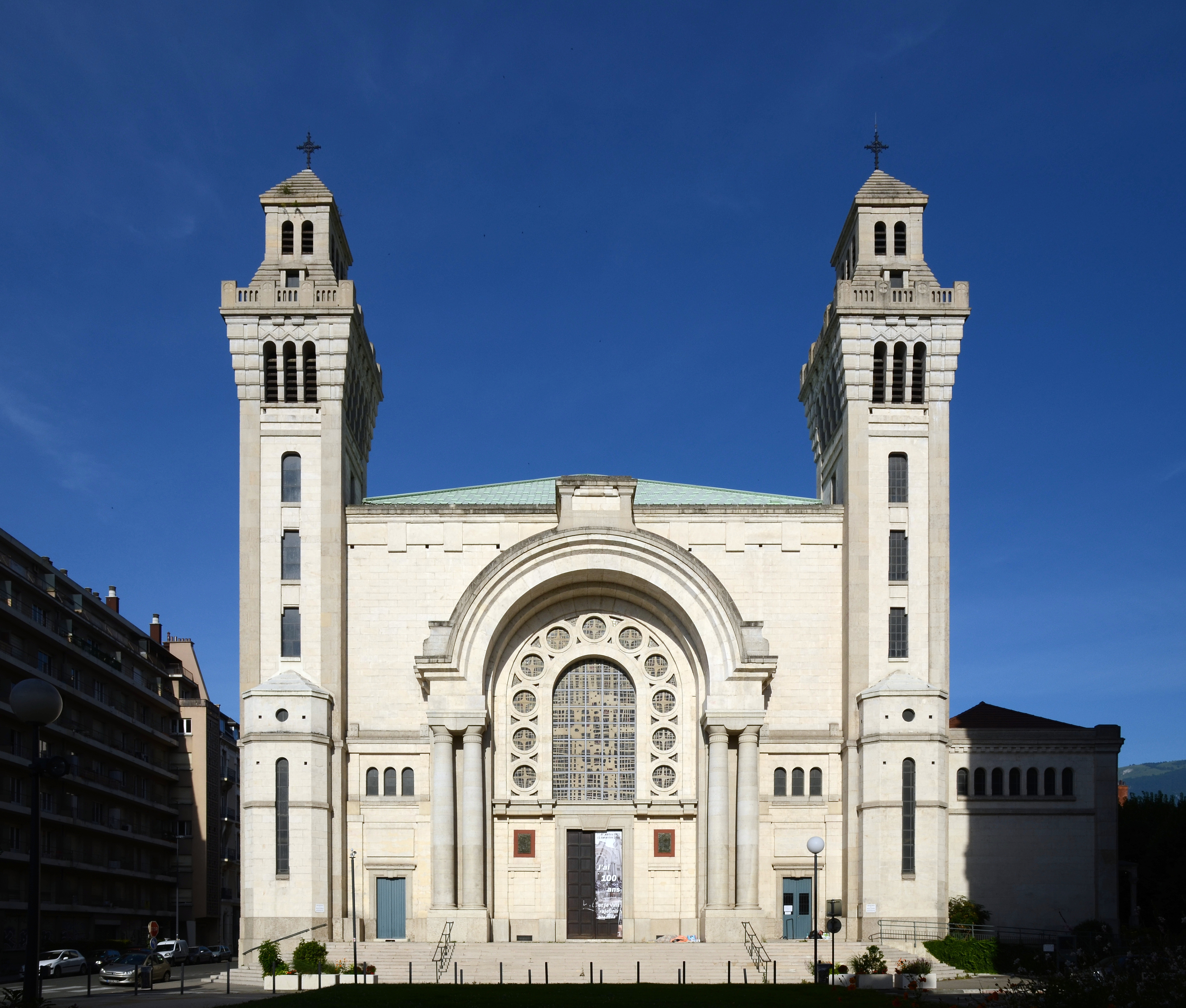
圣心圣殿
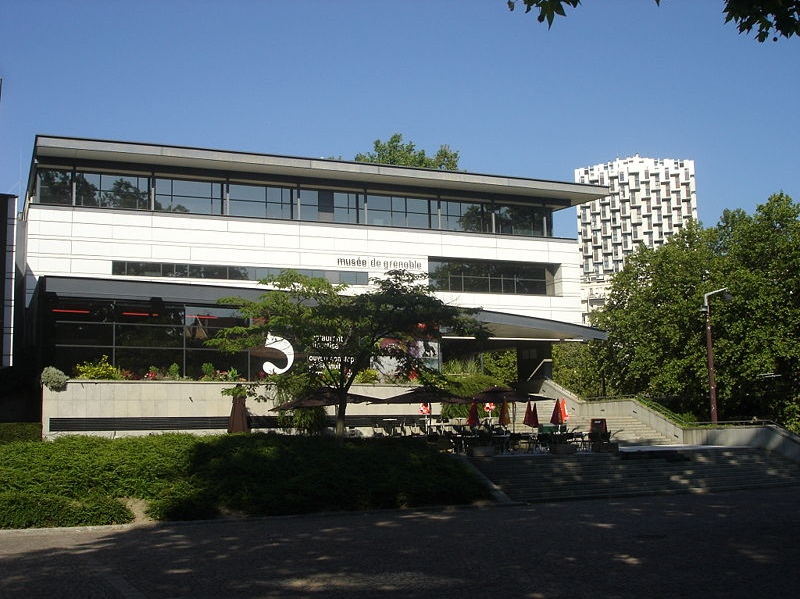
美术馆

### 旅游

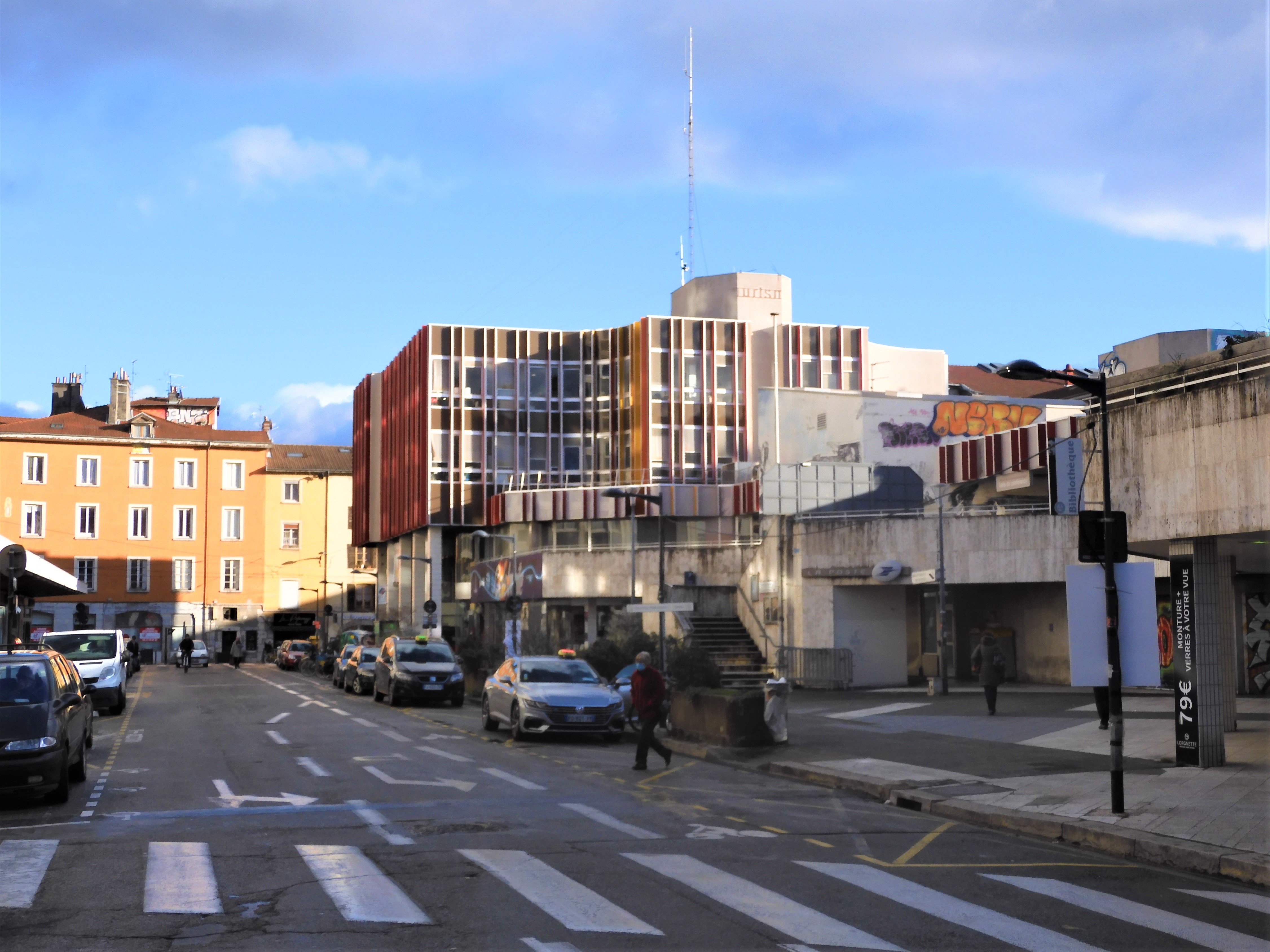
共和国街及后方的旅游咨询中心

格勒诺布尔是法国艺术与历史之城，其市区因众多历史遗迹而闻名。此外，作为法国境内阿尔卑斯山区人口最多的城市，格勒诺布尔也是前往多个滑雪场及山地景区的中转站。格勒诺布尔的旅游事务由其所属的格勒诺布尔阿尔卑斯都会区统筹协调多个部门共同负责，其境内设有三处旅游咨询中心（Office de Tourisme），可为当地的游客提供各类旅游讯息。
在游客接待设施方面，2023年，格勒诺布尔境内共有29家酒店共计1,686间房间，其中包括7家四星级酒店、14家三星级酒店、4家二星级酒店和2家一星级酒店。距离格勒诺布尔最近的露营地位于塞桑境内，后者可容纳64辆露营车。

### 语言
现代格勒诺布尔是一座以法语为主的城市，但在历史上，其所处的多菲内历史上曾通行法兰克-普罗旺斯语多菲内方言。自16世纪以来，随着维莱科特雷法令的颁布以及不同区域间文化交流的增加，多菲内方言的地位在格勒诺布尔及其附近地区逐渐被法语代替，当地的多菲内方言母语者大幅下降，法兰克-普罗旺斯语亦逐渐成为濒危语言。2005年，萨瓦语言学院（Institut de la Langue Savoyarde）在萨瓦省境内成立；2020年10月，格勒诺布尔及尚贝里民间曾组织法兰克-普罗旺斯语保卫活动。但在官方层面，多菲内方言则长期缺乏相关的保护措施。2019年，曾有萨瓦居民向参议院提议将法兰克-普罗旺斯语设为中小学课程，但参议院以该语言缺乏系统性标准且相关资料过少为由而未能采纳。

### 宗教

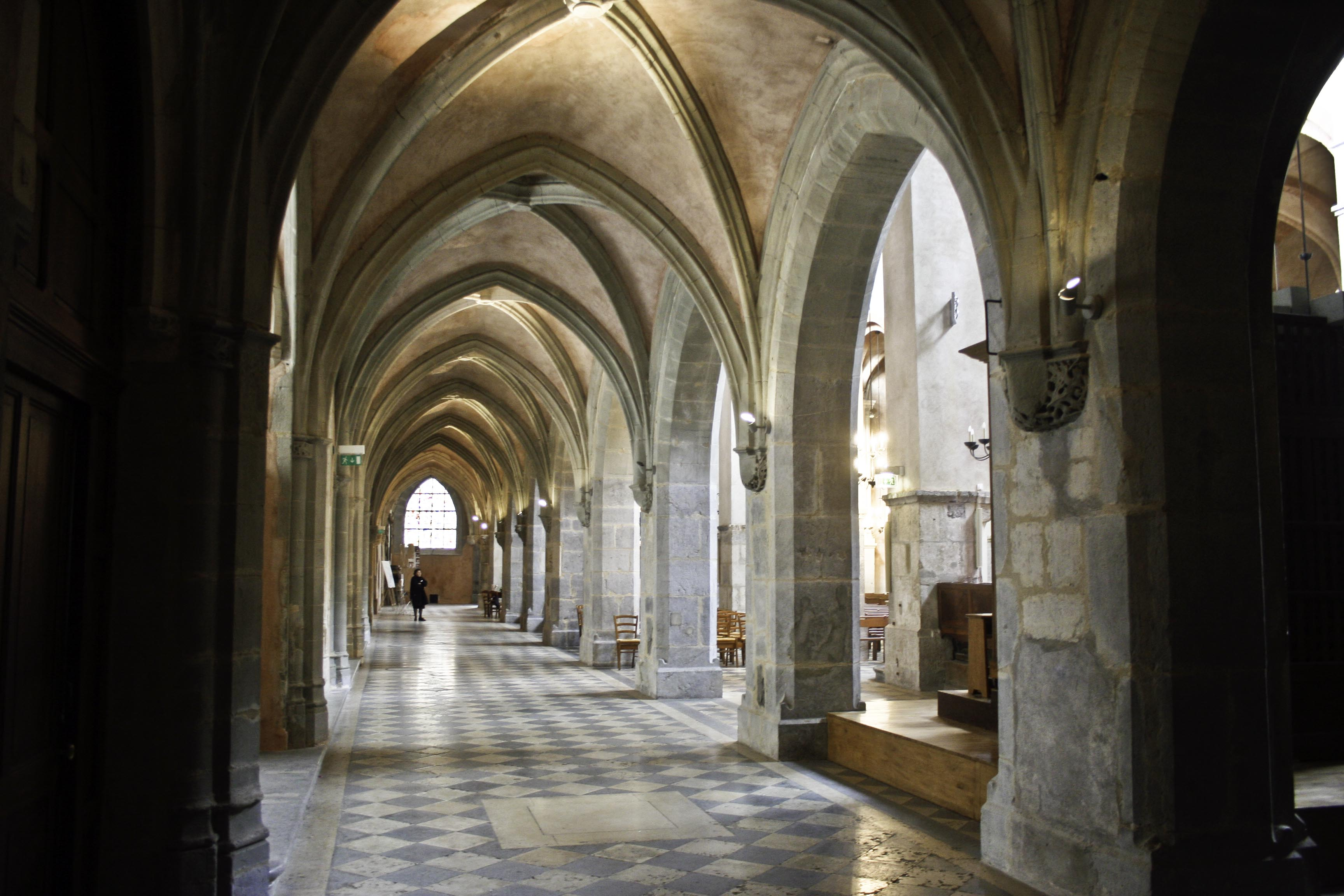
主教座堂廊厅

格勒诺布尔是天主教格勒诺布尔-维埃纳教区的首府，其中格勒诺布尔市镇分属于期望圣母（Notre-Dame-de-l'Espérance）、圣伯多禄-圣保罗（Saint-Pierre-Saint-Paul）、圣若望二十三世（Saint-Jean XXIII）、圣托马（Saint-Thomas）和圣三（La Trinité）共五个堂区。天主教格勒诺布尔-维埃纳教区的现任主教为让-马克·埃谢纳，他自2022年起担任该职。
在伊斯兰教方面，截至2023年10月，格勒诺布尔境内共有14处清真寺。2002年，格勒诺布尔的伊斯兰社团组建了穆斯林联合会（阿拉伯语：جمعية المسلمون المتحدون），后者为当地的穆斯林提供各类文化服务，并自2018年起开展集资活动用于修建新的阿尔卑斯大清真寺（Mosquée des Alpes）。
格勒诺布尔亦有新教社团，格勒诺布尔新教教堂始建于中世纪末，现为当地主要的新教文化场所，此外当地的新教徒还组建有格勒诺布尔新教执事协会（Diaconat Protestant de Grenoble）并开展各项文化服务。位于格勒诺布尔市中心的犹太教堂始建于中世纪中期，现为当地犹太人社团的主要宗教活动中心。

### 美食
格勒诺布尔地区的传统饮食习惯与法国大部分区域接近，当地的地方性特色食品包括多菲内焗菜、多菲内饺、米尔松香肠、格勒诺布尔核桃蛋糕等。格勒诺布尔西南侧的韦科尔山是法国重要的畜牧业地区，韦科尔-萨瑟纳日蓝纹奶酪和圣马塞兰奶酪均为法国地理标志保护产品。
在餐饮方面，截至2023年10月，格勒诺布尔境内共有一家一星级米其林餐厅，另有三家餐厅获得《米其林指南》推荐。格勒诺布尔的传统餐厅多分布于老城核心区域，此外当地多次举办美食沙龙及土特产展销等活动。在外来餐饮方面，格勒诺布尔的外来餐饮主要包括烤串、比萨及亚洲快餐等类型，当地的首家麦当劳餐厅于1979年开业。

### 体育

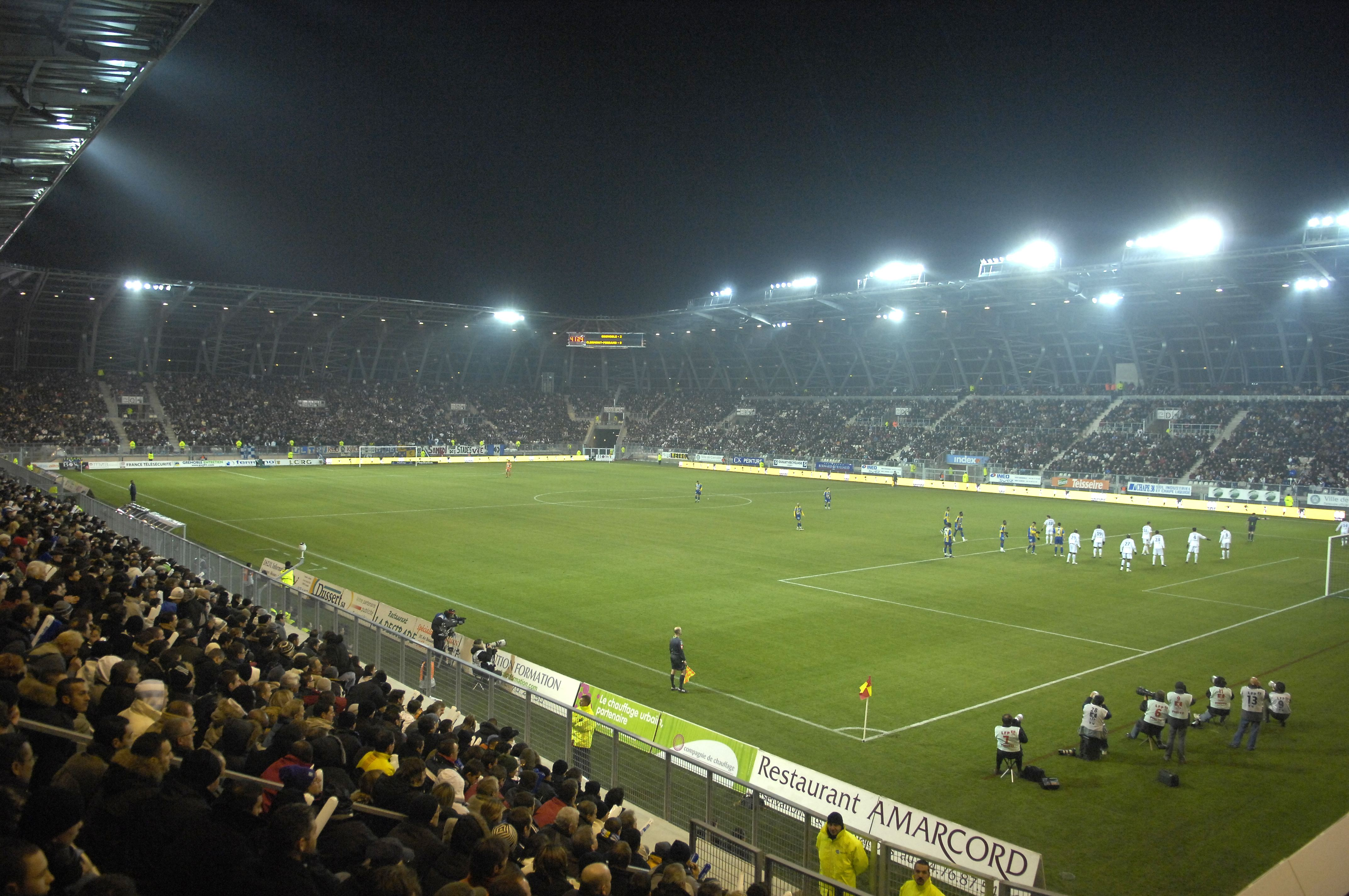
阿尔卑斯球场

2021年，格勒诺布尔境内共有6家游泳池、22间体育馆、4座综合体育场、31处网球场、26处足球或橄榄球场以及22处篮球或排球场。
截至2023年10月，格勒诺布尔境内共有22家注册足球俱乐部。格勒诺布尔足球俱乐部（编号546946）是当地的代表性足球队，于1997年由多个足球队合并组建而成，其主队曾于2008至2010年间参加法国足球甲级联赛，2023至2024赛季则参加法国足球乙级联赛（法国第二级别），其主场为阿尔卑斯球场，后者可同时容纳超过2万名观众。格勒诺布尔橄榄球俱乐部则是当地的一支橄榄球俱乐部，成立于1892年，曾获得1954年的法国橄榄球甲级联赛冠军，2023至2024赛季参加法国橄榄球乙级联赛；该俱乐部女子队则同期参加法国女子橄榄球冠军联赛。格勒诺布尔都会冰球俱乐部是当地的一支职业冰球俱乐部，成立于1963年，2023至2024赛季参加法国冰球冠军联赛，而在此之前该俱乐部已获得过8次该赛事的冠军和9次亚军。除此之外，格勒诺布尔还有赛艇、棒球、垒球、排球、手球、联盟式橄榄球、美式足球等项目的俱乐部。
在大型体育赛事方面，格勒诺布尔曾主办1968年冬季奥林匹克运动会和1974年世界击剑锦标赛。环法自行车赛曾于1970年、1971年、1978年、1984年、1988年、1998年、2001年、2005年、2011年、2014年、2020年和2022年经过格勒诺布尔。

### 集会

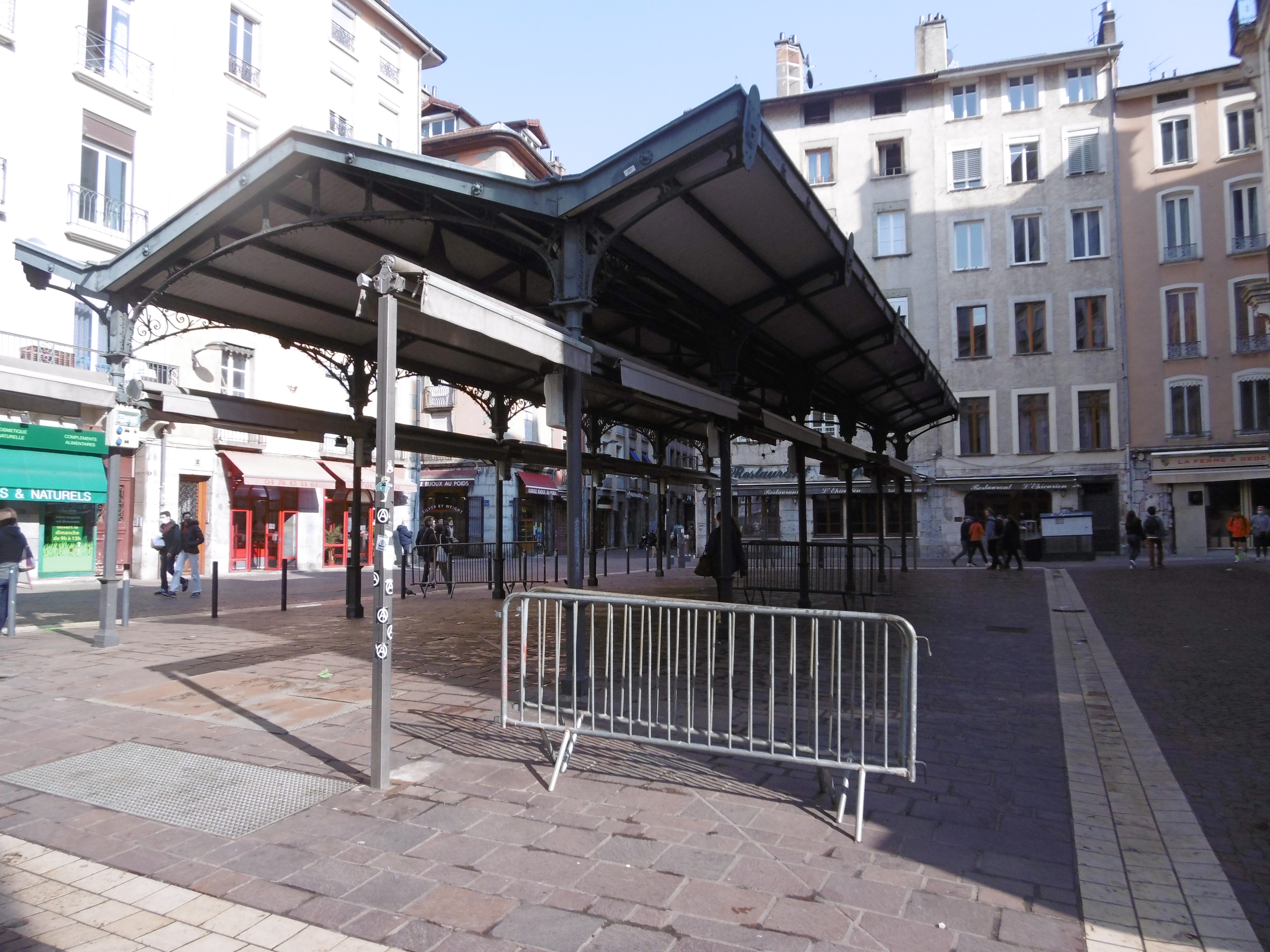
一处集市设施

格勒诺布尔境内的多个街区每周都会举办各类型的商业集会，并在每年圣诞节前举办为期一个月的圣诞集市。除此之外，格勒诺布尔每年还举办各类文化活动及展览。位于格勒诺布尔市区最南端的Alpexpo建于1968年，是当地主要的活动及会展场所。1977年6月，格勒诺布尔举办了当地首次同志骄傲游行。自2015年起，当地每年举办格勒诺布尔街头艺术节。
| 格勒诺布尔商业集市（部分） | 格勒诺布尔商业集市（部分） | 格勒诺布尔商业集市（部分）                          | 格勒诺布尔商业集市（部分）                       |
| 集市规模                   | 交易商品类型               | 地点或集市名称                                      | 举办时间                                         |
| -------------------------- | -------------------------- | --------------------------------------------------- | ------------------------------------------------ |
| 综合性                     | 综合                       | 蒂布朗集市（Marché Tublan）                         | 全年：8至13点                                    |
| 综合性                     | 综合                       | 圣布吕诺集市（Marché Saint Bruno）                  | 全年：7至13点                                    |
| 综合性                     | 食品                       | 圣安德烈集市（Marché Saint André）                  | 每周二至日：6至13点                              |
| 综合性                     | 食品                       | 维克多·雨果集市（Marché Victor Hugo）               | 每周一至六：10至20点                             |
| 综合性                     | 食品                       | 自由集市（Marché Libération）                       | 每周五、六：6至13点                              |
| 综合性                     | 食品                       | 圣克莱尔大堂集市（Marché des Halles Sainte Claire） | 每周二、日：6至19点 每周三：6至13点              |
| 区域性                     | 综合                       | 新城集市（Marché Villeneuve）                       | 每周二、三、五、六、日：6至13点 每周四：15至19点 |
| 区域性                     | 食品                       | 莱斯塔卡德集市（Marché de L'Estacade）              | 每周二至六：6至13点                              |
| 区域性                     | 食品                       | 奥什集市（Marché Hoche）                            | 每周三：7至14点 每周六：16至19点                 |
| 区域性                     | 食品                       | 米斯特拉尔集市（Marché Mistral）                    | 每周五：6至13点                                  |
| 区域性                     | 食品                       | 伊泽尔山集市（Marché Des Montagnes De L'Isère）     | 每周五：15至19点                                 |

### 影视文化作品

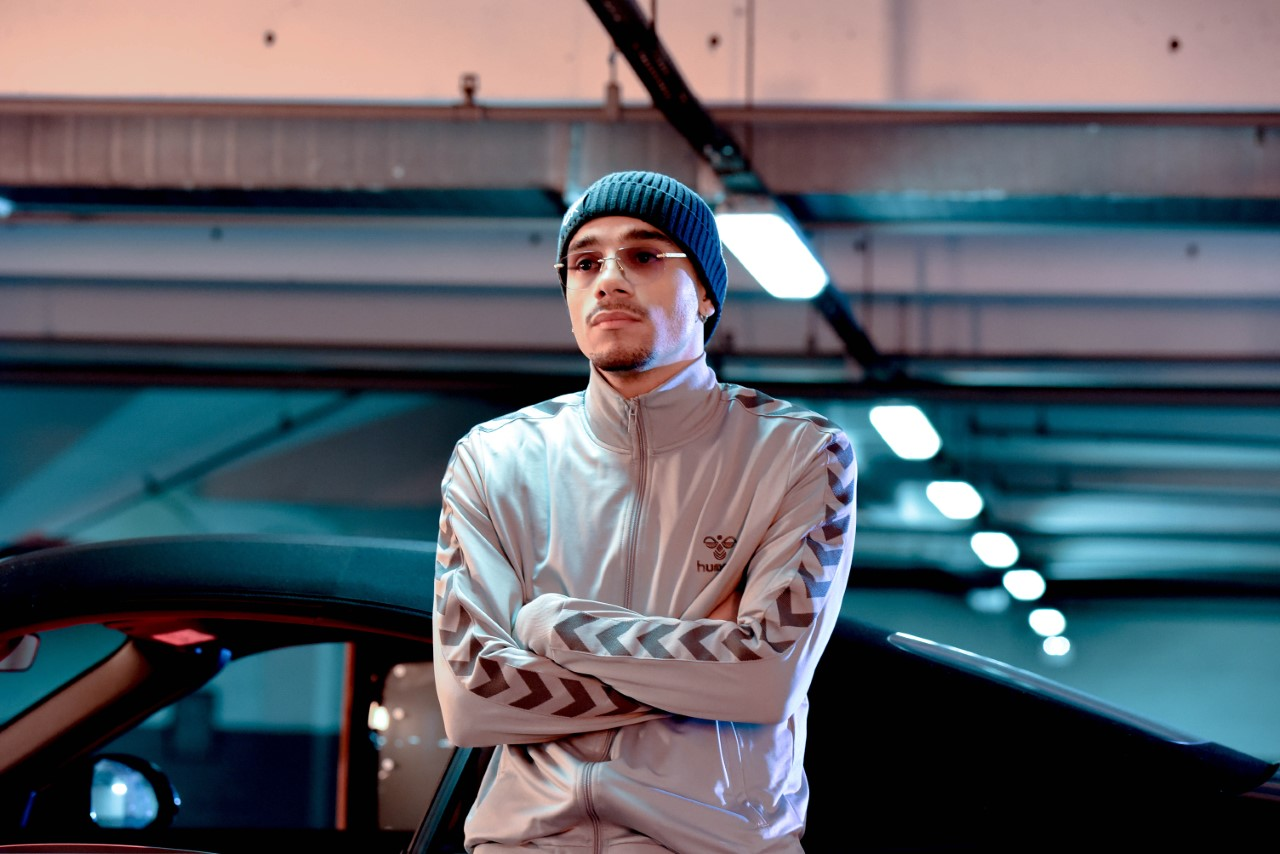
出生于格勒诺布尔的喜剧演员Mister V

民间长诗《格勒诺布尔的皮埃尔》最初创作于17世纪，1973年被法国现代音乐家加布里埃尔·雅各布引用并成为其同名音乐专辑名称。法国喜剧家Coluche曾在其短剧《Le Clochard Analphabète》（中文直译为“不识字的流浪汉”）中提及格勒诺布尔，并以“格勒诺布尔工程师”（ingénieur à Grenoble）作为对农业学家的称呼。《Un jour au mauvais endroit》（中文直译为“一天在坏地方”）则是法国歌手Calogero于2014年发布的一份歌曲，其内容描述了2012年9月28日发生于格勒诺布尔南郊埃希罗勒两名居民无故被杀害的袭击案件，该歌曲在发行当周获得了法国官方音乐排行榜第四名的收听率，其首句歌词“埃希罗勒市中心与南部格勒诺布尔郊区，我叫Sofiane我20岁”（Échirolles centre Banlieue sud de Grenoble, Je m'appelle Sofiane j'ai vingt ans）以及其官方MV中的多个格勒诺布尔街头取景也使得这一区域在短时间内名声大噪。在电影方面，《暗流》、《骗婚记》、《莱昂莫汉神父》、《射杀钢琴师》、《大浴场》、《生命之后》等电影曾取景于格勒诺布尔。除此之外，格勒诺布尔每年还举办露天短片电影节、山地电影节、意大利电影节等电影文化交流活动。

## 相关人物
法国作家司汤达出生于格勒诺布尔，其故居已于2000年被列入法国文物保护单位。此外出生于格勒诺布尔的重要人物还有法国哲学家艾蒂安·博诺·德·孔狄亚克和艾曼纽·穆尼埃、元帅雅克·路易·朗东、政治家安托万·巴纳夫、于格·德·利奥纳、让-约瑟夫·穆尼耶和卡西米尔·皮埃尔·佩里埃、发明家雅克·德·沃康松、天主教神父刘格来、歌手米歇尔·菲甘、舞蹈家珍妮·沙拉、作家加布里埃尔·博诺·马布利、女文学家克劳汀·盖因·德·唐森、画家亨利·方丹-拉图尔、计算机程序员法布里斯·贝拉、企业家范易谋、赛艇运动员格扎维埃·多尔夫曼、赛车手勒内·阿尔努、冬季两项运动员朱利安·罗贝尔和埃米利安·雅克兰、滑雪运动员罗班·迪维拉尔和卡萝勒·蒙蒂耶、女子攀登运动员安诺柯·乔伯特、雪车运动员埃马纽埃尔·奥斯塔什以及足球运动员鲁本·阿吉拉尔、拉菲克·積波亞、雅尼斯·塔费尔等；逝世于格勒诺布尔的重要人物则包括哲学家阿格里帕·冯·内特斯海姆、化学家弗朗索瓦-马里·拉乌尔和化学工程师路易·维卡。
除此之外，亦有多名重要人物曾在格勒诺布尔求学或长居，包括前美国第一夫人杰奎琳·肯尼迪、前德国总统里夏德·冯·魏茨泽克、前大韩民国总统朴槿惠、前冰岛总统维格迪丝·芬博阿多蒂尔、日本雅子皇后、诺贝尔物理学奖获得者热拉尔·穆鲁、图灵奖获得者约瑟夫·斯发基斯等。法国历史学家让-弗朗索瓦·商博良曾为格勒诺布尔大学教授，当地一所中学以其命名；法国元帅弗朗索瓦·德·博纳·德·莱迪吉埃则常被认为是格勒诺布尔城市发展的重要人物，当地建有其雕像。兹德涅克·内霍达、尤里·德约卡夫、达尼耶尔·柳博亚、索菲亚內·费古利、伊藤翔、弗洛里安·托万、奥利弗·吉鲁、瓦利德·雷格拉吉、萨菲尔·泰德尔、佐迪·加斯柏等足球运动员曾效力于格勒诺布尔足球俱乐部。

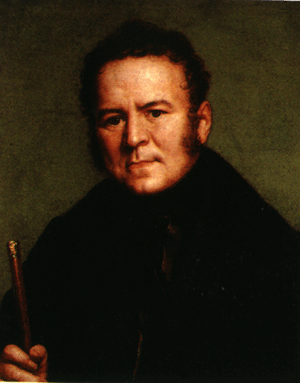
司汤达
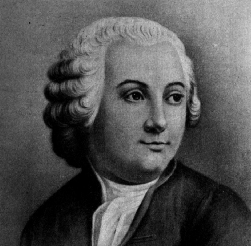
艾蒂安·博诺·德·孔狄亚克
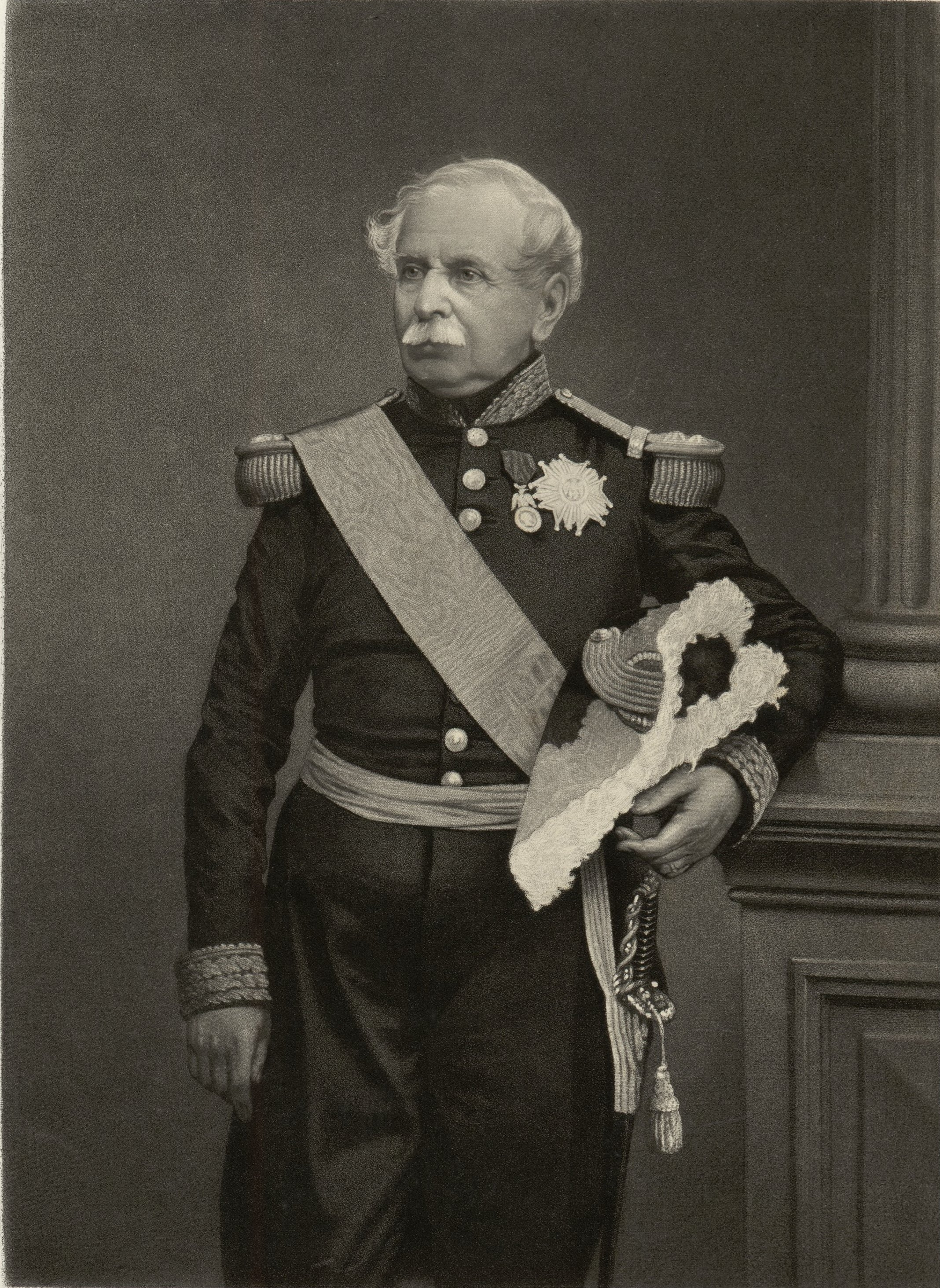
雅克·路易·朗东
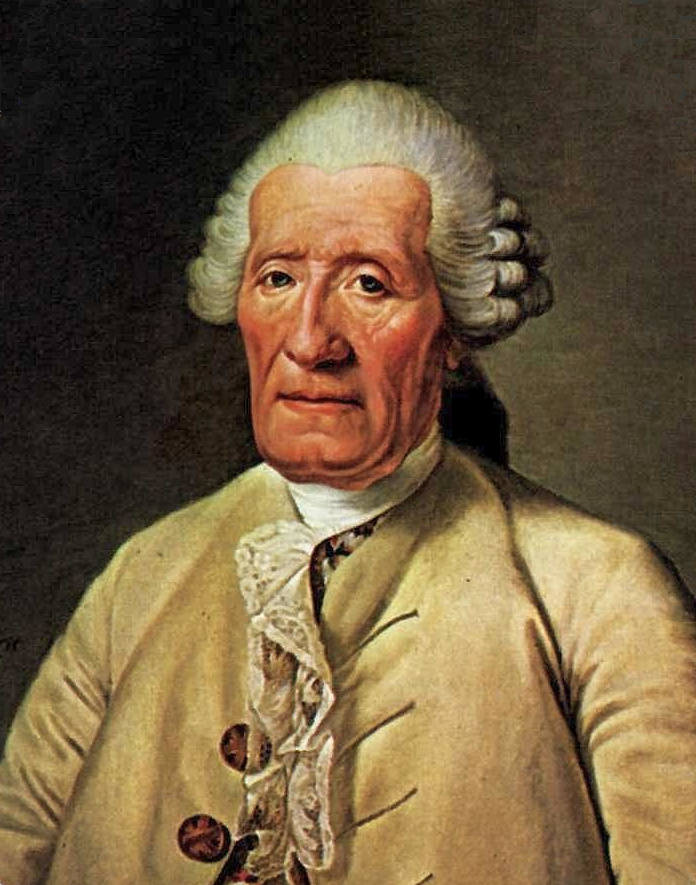
雅克·德·沃康松
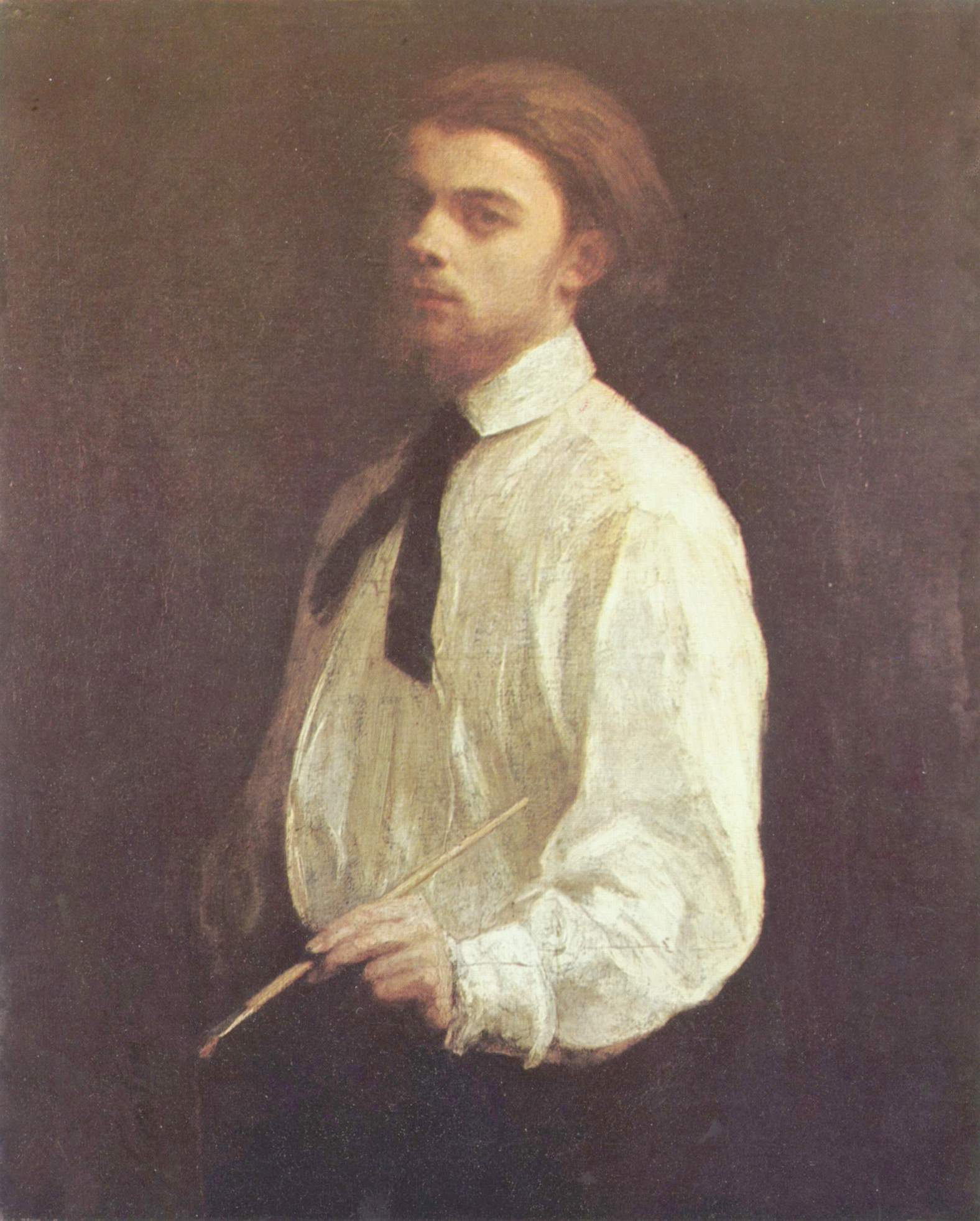
亨利·方丹-拉图尔
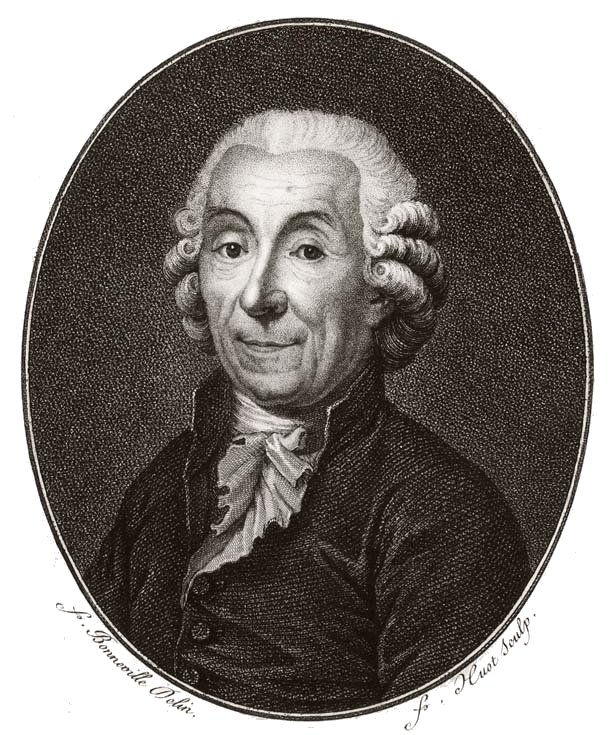
加布里埃尔·博诺·马布利
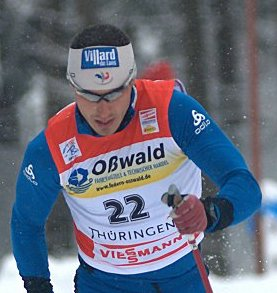
罗班·迪维拉尔
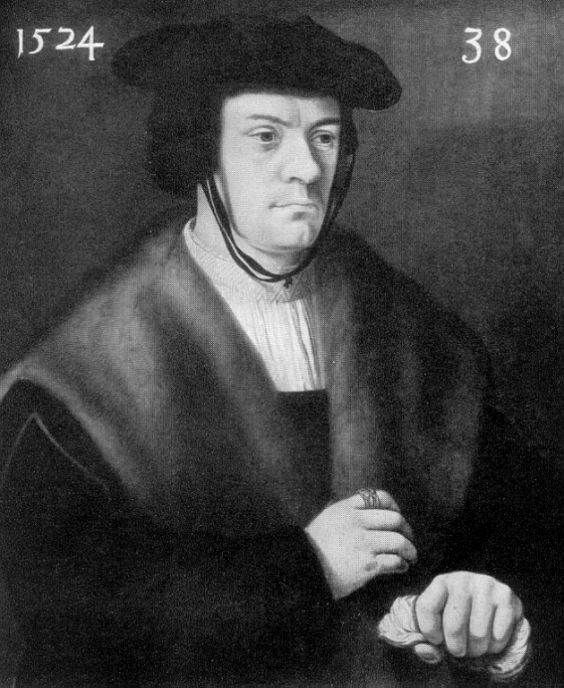
阿格里帕·冯·内特斯海姆
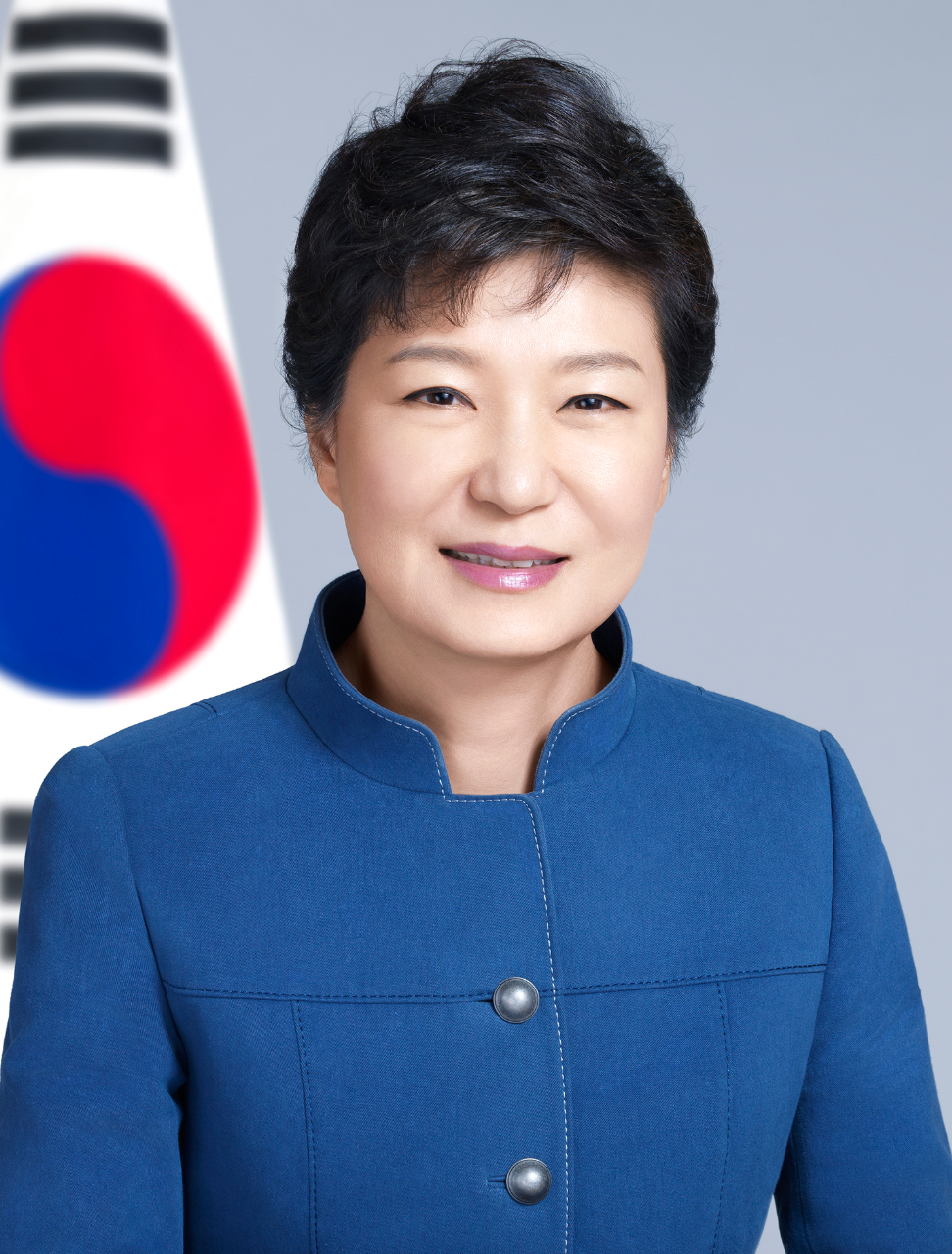
朴槿惠
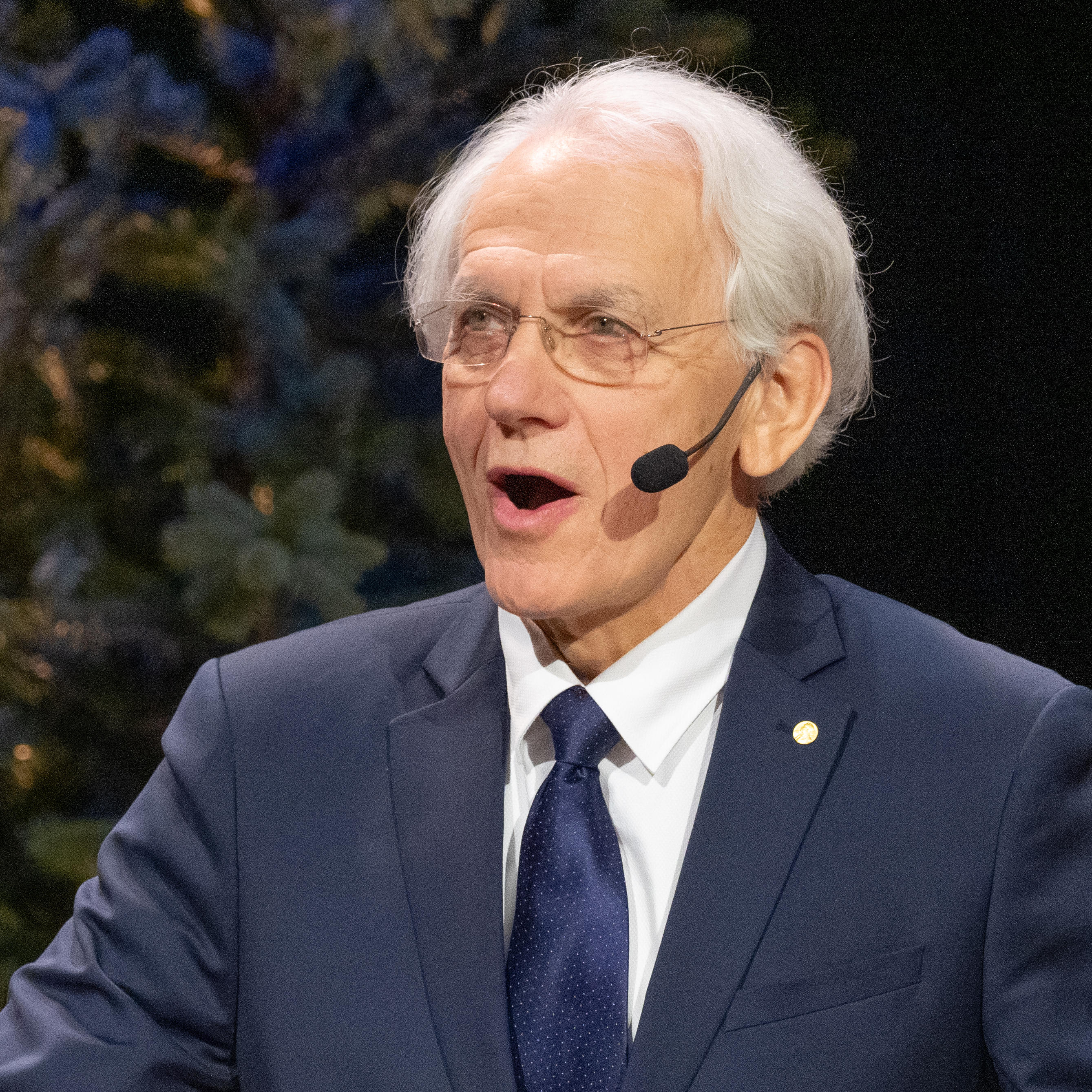
热拉尔·穆鲁
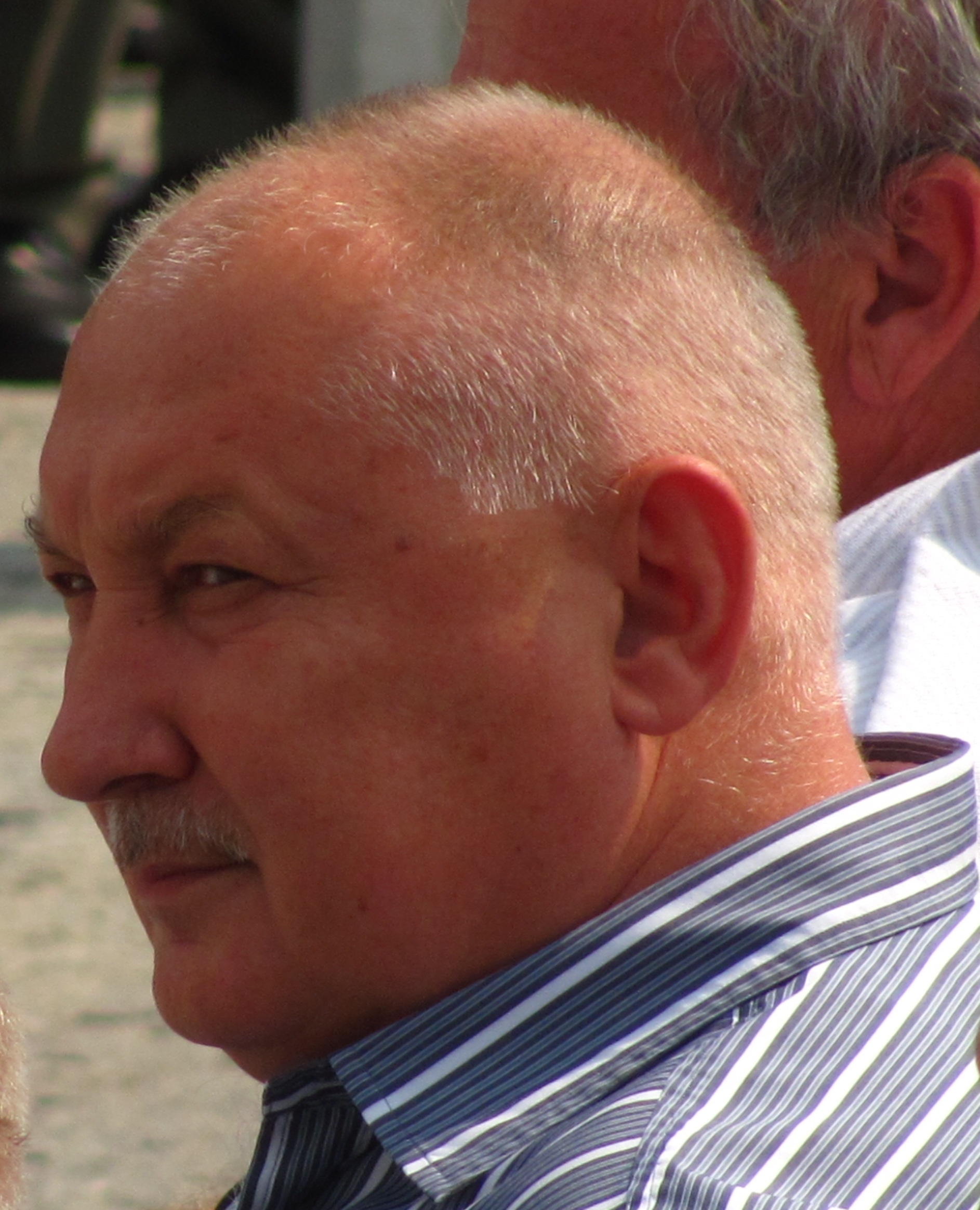
兹德涅克·内霍达

## 对外交流
截至2023年10月，格勒诺布尔共与19座城市互为友好城市或建立了合作交流城市关系；另有5个国家在格勒诺布尔设有领事馆或任命有名譽領事。

### 友好城市
| - 巴勒斯坦 伯利恒 - 以色列 雷霍沃特 - 德国 埃森 - 德国 萨勒河畔哈雷 - 德国 施滕达尔 | - 亞美尼亞 塞凡 - 摩尔多瓦 基希讷乌 - 布吉納法索 瓦加杜古 - 英格兰 牛津 - 美国 菲尼克斯 | - 日本 筑波市 - 立陶宛 考纳斯 - 義大利 科拉托 - 義大利 卡塔尼亚 - 奥地利 因斯布鲁克 | - 突尼西亞 斯法克斯 - 阿尔及利亚 君士坦丁 - 摩洛哥 乌季达 - 中国 苏州 |

### 领事馆和名誉领事
| - 阿尔及利亚驻格勒诺布尔领事馆 - 突尼西亞驻格勒诺布尔领事馆 | - 德国驻格勒诺布尔名誉领事 - 斯洛伐克驻格勒诺布尔名誉领事 | - 希腊驻格勒诺布尔名誉领事 |

## 备注
1. ↑  根据2023年9月26日所呈现的版本。
2. ↑  原文：un pauvre bourg plus rural que commerçant
3. ↑  原文：si les édits de Lamoignon étaient maintenus, le Parlement du Dauphiné se regarderait comme entièrement dégagé de sa fidélité envers son souverain

### 文献网站
- ville de Grenoble. . grenoble.fr.   [2023-09-25]. （原始内容存档于2024-01-02） （法语）.
- Jean Serroy. . Libris. 2002. ISBN 2-907781-68-5 （法语）.
- INSEE. . insee.fr.   [2023-10-02]. （原始内容存档于2023-11-29） （法语）.

### 分类资料
历史类
1. ↑  ville de Grenoble, L'histoire de Grenoble, Au IVe siècle ap. J.-C, elle prend le nom de l'empereur romain chrétien Gratien. Au fil du temps, Gratianopolis devient Grenoble. （法文）
2. ↑  Jean-Joseph-Antoine Pilot de Thorey. . Grenoble: Édition Baratier frères. 1829 （法语）.
3. ↑  . ledauphine.com. 2021-06-03  [2023-09-25]. （原始内容存档于2023-09-25） （法语）.
4. ↑  Hippolyte Müller. . . Revue de Géographie Alpine. 1917 （法语）.
5. ↑  Aimé Bocquet. . La Grande Traversée des Alpes. Montmélian: La Fontaine de Siloé. 2009: 221. ISBN 978-2-84206-419-8 （法语）.
6. ↑  . chrisagde.free.fr.   [2023-09-26]. （原始内容存档于2006-10-09） （法语）.
7. ↑  Christian Guilleré; Jean-Michel Poisson; Laurent Ripart; Cyrille Ducourthial. . sociétés, religions, politiques. Université de Savoie. 2008: 286. ISBN 978-2-915797-35-0 （法语）.
8. ↑  Bibliothèque nationale de France (编). . Vienne: Imprimerie Savigné. 1879 （法语）.
9. ↑  Bernard Bligny.  12. Paris: Éditions Beauchesne. 1979: 350. ISSN 0336-0539 （法语）.
10. ↑  Jean Serroy, Grenoble - Guide historique et touristique, P36, Dans les vieilles rues （法文）
11. ↑  Jean Serroy, Grenoble - Guide historique et touristique, p25, À cet endroit même fut plus tard construit le premier hospice de la ville, que fonda saint Hugues, l'évêque de Grenoble, en 1080. （法文）
12. ↑  Jean Serroy, Grenoble - Guide historique et touristique, p13, La Grande Chartreuse （法文）
13. ↑  Alain de Montjoye; Dominique Chancel. . Grenoble: Musée de l'Ancien Évêché. 2001: 80. ISBN 978-2-90537540-7 （法语）.
14. ↑  . alpes-et-midi.fr. 2013-05-10  [2023-09-26]. （原始内容存档于2023-09-26） （法语）.
15. ↑  Paul Dreyfus. . Librairie Hachette. 1976. ISBN 2-01-001329-8 （法语）.
16. ↑  Guerreau-Jalabert Anita. . Toulouse: Privat. : 466 （法语）.
17. ↑  Gilbert Bouchard. . . Grenoble: Éditions Glénat. 2001. ISBN 978-2723433389 （法语）.
18. ↑  Actu. . actu.fr. 2022-09-14  [2023-09-27]. （原始内容存档于2023-09-27） （法语）.
19. ↑  IRMA Grenoble. . irma-grenoble.com. 2019-12-14  [2023-09-26]. （原始内容存档于2023-09-26） （法语）.
20. ↑  Denis Cœur. . Versailles: Éditeur Quae. 2008. ISBN 978-2-7592-0108-2 （法语）.
21. ↑  Jacques Berlioz. . . Académie des Inscriptions et Belles-Lettres. 2006 （法语）.
22. ↑  Jean Serroy, Grenoble - Guide historique et touristique, p59, Le pouvoir consulaire （法文）
23. ↑  Béatrice Fourniel. . Études d’histoire du droit et des idées politiques. Toulouse: Presses de l’Université Toulouse Capitole - Presses de l’Université des Sciences sociales de Toulouse. 2014: 541. ISBN 978-2379280856 （法语）.
24. ↑  Jean Serroy, Grenoble - Guide historique et touristique, p25, De la ville romaine à la ville médiévale （法文）
25. ↑  Jacques Saint Prix Berriat Berriat-Saint-Prix. . Harvard University. 1839 （法语）.
26. ↑  Pierre Savy; Stéphane Péquignot. . Rennes: Presses universitaires de Rennes. 2018: 227. ISBN 978-2753555440 （法语）.
27. ↑  Anne Cayol-Gerin; Marie-Thérèse Chappert. . Éditions Didier Richard. 1991. ISBN 2-7038-0075-4 （法语）.
28. ↑  ville de Grenoble, L'histoire de Grenoble, Au XVe siècle, les guerres de religion déchirent Grenoble et la région. （法文）
29. ↑  Stéphane Gal. . La pierre et l'écrit. Grenoble: Presses universitaires de Grenoble. 2007: 429. ISBN 978-2-7061-1419-9 （法语）.
30. ↑  Jean Serroy, Grenoble - Guide historique et touristique, P90, Le Grenoble libertin （法文）
31. ↑  . grenoble-cularo.over-blog.com.   [2023-09-28]. （原始内容存档于2023-09-28） （法语）.
32. ↑  . grenoble-patrimoine.fr.   [2023-09-28]. （原始内容存档于2023-09-28） （法语）.
33. ↑  . grenoble-patrimoine.fr.   [2023-09-28]. （原始内容存档于2023-09-28） （法语）.
34. ↑  Isère Tourisme. . isere-tourisme.com.   [2023-09-28]. （原始内容存档于2023-09-28） （法语）.
35. ↑  Auguste Prudhomme. . 1904: 16 （法语）.
36. ↑  Actu. . actu.fr. 2023-01-09  [2023-09-28]. （原始内容存档于2023-09-28） （法语）.
37. ↑  Jean Serroy, Grenoble - Guide historique et touristique, P79, Le Théâtre de Grenoble （法文）
38. ↑  . bm-grenoble.fr.   [2023-09-28]. （原始内容存档于2023-09-28） （法语）.
39. ↑  Jean Serroy, Grenoble - Guide historique et touristique, P89, La journée des Tuiles （法文）
40. ↑  . fetes-revolutionnairesdevizille.com.   [2023-09-28]. （原始内容存档于2023-10-02） （法语）.
41. ↑  Jean Serroy, Grenoble - Guide historique et touristique, P94, Les grandes figures révolutionnaires grenobloises （法文）
42. ↑  . napoleon-histoire.com. 2018-03-02  [2023-09-28]. （原始内容存档于2023-10-02） （法语）.
43. ↑  Jean Serroy, Grenoble - Guide historique et touristique, P94, En 1815, les troupes austro-sardes ont investi la cité sans grosses difficultés （法文）
44. ↑  Jean Serroy, Grenoble - Guide historique et touristique, P93, Les fortifications de la Bastille （法文）
45. ↑  . grenoble-cularo.over-blog.com. 2019-06-10  [2023-09-28]. （原始内容存档于2023-10-02） （法语）.
46. ↑  Jean Serroy, Grenoble - Guide historique et touristique, P103, à la ville haussmannienne de la IIIe République （法文）
47. ↑  . grenoble-patrimoine.fr.   [2023-09-29]. （原始内容存档于2023-10-02） （法语）.
48. ↑  Jean Serroy, Grenoble - Guide historique et touristique, P97, De la ville haussmannienne du Second Empire （法文）
49. ↑  . aviron-grenoblois.com. 2020-03-17  [2023-09-29]. （原始内容存档于2023-05-28） （法语）.
50. ↑  . grenoble-cularo.over-blog.com. 2018-08-27  [2023-09-29]. （原始内容存档于2023-03-29） （法语）.
51. ↑  Jean-Marie Guétat; William Lachenal; Georges Muller. . La Vie du Rail. 1987. ISBN 2-902-808-27-5 （法语）.
52. ↑  Jean Serroy, Grenoble - Guide historique et touristique, P107, L'Or gris et la Casamaures （法文）
53. ↑  ville de Grenoble, L'histoire de Grenoble, Capitale de la « houille blanche » （法文）
54. ↑  Le Dauphiné. . ledauphine.com. 2011-12-29  [2023-09-29]. （原始内容存档于2023-10-03） （法语）.
55. ↑  . vercors-resistance.fr. 2021-12-01  [2023-09-29]. （原始内容存档于2023-10-03） （法语）.
56. ↑  actu.fr. . actu.fr. 2022-05-24  [2023-09-29]. （原始内容存档于2023-10-02） （法语）.
57. ↑  Jean Serroy, Grenoble - Guide historique et touristique, P109, ...à l'explosion des années 60 （法文）
58. ↑  . sciencespo-grenoble.fr. 2018-04-05  [2023-09-29]. （原始内容存档于2023-10-02） （法语）.
59. ↑  . univ-grenoble-alpes.fr. 2017-04-25  [2023-09-29]. （原始内容存档于2023-10-02） （法语）.
60. ↑  Le Monde. . lemonde.fr. 1974-07-19  [2023-09-29]. （原始内容存档于2023-10-02） （法语）.
61. ↑   (pdf). iau.org. 1976-08-25  [2023-09-29]. （原始内容存档 (PDF)于2022-01-07） （法语）.
62. ↑  . standard216.com.   [2023-09-29]. （原始内容存档于2023-10-02） （法语）.
63. ↑  . grenoblefoot.info. 2018-05-11  [2023-09-29]. （原始内容存档于2023-10-02） （法语）.
64. ↑  France Bleu. . francebleu.fr. 2014-12-31  [2023-09-29]. （原始内容存档于2023-10-03） （法语）.
65. ↑  Jean-Marie Guétat; William Lachenal; Georges Muller. . La Vie du Rail. 1987. ISBN 2-902-808-27-5 （法语）.
66. ↑  Marc Fenoli; Béatrice Méténier. . Les affiches de Grenoble et du dauphiné et la régie du téléphérique. 2006-09. ISBN 2-9527460-0-1 （法语）.

地理类
1. ↑  . grenoblealpesmetropole.fr.   [2023-10-05]. （原始内容存档于2023-10-06） （法语）.
2. ↑  BRGM.  (pdf). ficheinfoterre.brgm.fr.   [2023-09-29]. （原始内容存档 (PDF)于2023-10-02） （法语）.
3. ↑  BRGM. . brgm.fr.   [2019-07-29]. （原始内容存档于2017-04-23） （法语）.
4. ↑  Le Dauphiné. . ledauphine.com. 2022-03-09  [2023-10-05]. （原始内容存档于2023-10-07） （法语）.
5. ↑  . isterre.fr.   [2023-10-05]. （原始内容存档于2023-10-07） （法语）.
6. ↑  . spot-web.fr.   [2023-09-29]. （原始内容存档于2023-05-12） （法语）.
7. ↑  . irma-grenoble.com.   [2023-09-29]. （原始内容存档于2023-10-02） （法语）.
8. ↑  Eau France. . hydro.eaufrance.fr.   [2023-09-29]. （原始内容存档于2023-10-02） （法语）.
9. ↑  Eau France. . hydro.eaufrance.fr.   [2023-09-29]. （原始内容存档于2023-10-09） （法语）.
10. ↑  . actu.fr. 2023-03-28  [2023-10-01]. （原始内容存档于2023-10-02） （法语）.
11. ↑  . conventionclimat.grenoblealpesmetropole.fr.   [2023-10-01]. （原始内容存档于2023-10-02） （法语）.
12. ↑  Le Dauphiné. . ledauphine.com. 2019-10-04  [2023-10-01]. （原始内容存档于2023-10-02） （法语）.
13. ↑  INSEE. . insee.fr.   [2021-10-10]. （原始内容存档于2021-10-19） （法语）.
14. ↑  INSEE. . insee.fr.   [2021-10-10]. （原始内容存档于2021-06-07） （法语）.
15. ↑  INSEE. . insee.fr.   [2021-10-10]. （原始内容存档于2022-04-08） （法语）.
16. ↑  INSEE. . insee.fr.   [2021-10-10]. （原始内容存档于2018-07-24） （法语）.
17. ↑  INSEE. . insee.fr.   [2023-09-29]. （原始内容存档于2023-10-09） （法语）.
18. ↑  INSEE. . insee.fr.   [2021-10-10]. （原始内容存档于2020-11-10） （法语）.
19. ↑  INSEE. . insee.fr.   [2021-10-10]. （原始内容存档于2021-10-10） （法语）.
20. ↑  sig.ville.gouv.fr. . sig.ville.gouv.fr.   [2020-02-26]. （原始内容存档于2021-03-22） （法语）.
21. ↑  ville de Grenoble. . grenoble.fr.   [2023-09-14]. （原始内容存档于2023-03-20） （法语）.
22. ↑  collectivites-locales.gouv.fr. . collectivites-locales.gouv.fr.   [2022-09-10]. （原始内容存档于2022-06-21） （法语）.
23. ↑  sig.ville.gouv.fr. . sig.ville.gouv.fr.   [2023-10-05]. （原始内容存档于2023-06-25） （法语）.
24. ↑  . carsisere.auvergnerhonealpes.fr.   [2023-10-07]. （原始内容存档于2023-07-26） （法语）.
25. ↑  transisere.fr (编). . transisere.fr.   [2020-02-26]. （原始内容存档于2021-03-31） （法语）.
26. ↑  . autocars-resalp.com.   [2023-10-07]. （原始内容存档于2023-10-08） （法语）.
27. ↑  Actu Grenoble. . actu.fr. 2022-09-29  [2023-10-07]. （原始内容存档于2023-10-08） （法语）.
28. ↑  . linternaute.com. 2022-12-12  [2023-10-07]. （原始内容存档于2023-10-08） （法语）.
29. ↑  Le Dauphiné. . ledauphine.com. 2013-04-28  [2023-10-07]. （原始内容存档于2023-10-08） （法语）.
30. ↑  Gares & Connexions. . garesetconnexions.sncf.   [2023-10-07]. （原始内容存档于2023-05-29） （法语）.
31. ↑  Le Dauphiné. . ledauphine.com. 2018-11-27  [2023-10-07]. （原始内容存档于2023-10-08） （法语）.
32. ↑  ressources.data.sncf.com. . ressources.data.sncf.com.   [2023-10-07]. （原始内容存档于2023-10-09） （法语）.
33. ↑  Gares & Connexions. . garesetconnexions.sncf.   [2023-10-07]. （原始内容存档于2023-10-08） （法语）.
34. ↑  ressources.data.sncf.com. . ressources.data.sncf.com.   [2023-10-07]. （原始内容存档于2023-10-08） （法语）.
35. ↑  . adtc-grenoble.org. 2012-03-19  [2023-10-07]. （原始内容存档于2023-10-08） （法语）.
36. ↑  . grenoble-airport.com.   [2023-10-07]. （原始内容存档于2023-10-08） （法语）.
37. ↑  . grenoble-airport.com.   [2023-10-07]. （原始内容存档于2023-10-08） （法语）.
38. ↑  . aerodromeleversoud.fr.   [2023-10-07]. （原始内容存档于2023-10-02） （法语）.
39. ↑  tag.fr (编). . tag.fr.   [2020-02-26]. （原始内容存档于2021-03-28） （法语）.
40. ↑  . standard216.free.fr.   [2023-10-07]. （原始内容存档于2023-07-07） （法语）.
41. ↑  . raildusud.canalblog.com. 2023-04-23  [2023-10-07]. （原始内容存档于2023-10-08） （法语）.
42. ↑  . amtuir.org.   [2023-10-07]. （原始内容存档于2023-10-08） （法语）.
43. ↑  . transbus.org. 2023-08-07  [2023-10-07]. （原始内容存档于2023-08-10） （法语）.
44. ↑  . grenoble-le-changement.fr. 2023-04-01  [2023-10-07]. （原始内容存档于2023-10-08） （法语）.
45. ↑  . grenoblealpesmetropole.fr.   [2023-10-07]. （原始内容存档于2023-03-22） （法语）.
46. ↑  . linternaute.fr.   [2023-09-29]. （原始内容存档于2023-10-02） （法语）.
47. ↑  insee.fr. . insee.fr.   [2023-09-29]. （原始内容存档于2021-05-01） （法语）.
48. ↑  Commune de Grenoble (38185) - commune actuelle（法文）
49. ↑  . linternaute.com.   [2023-10-05]. （原始内容存档于2023-10-07） （法语）.
50. ↑  . linternaute.com.   [2023-10-05]. （原始内容存档于2023-10-07） （法语）.

社科类
1. ↑  ville de Grenoble. . grenoble.fr.   [2023-10-05]. （原始内容存档于2023-10-06） （法语）.
2. ↑  . grenoblealpesmetropole.fr.   [2023-09-29]. （原始内容存档于2023-10-08） （法语）.
3. ↑  . linternaute.com.   [2023-09-29]. （原始内容存档于2021-03-22） （法语）.
4. ↑  . linternaute.com.   [2023-09-29]. （原始内容存档于2023-03-29） （法语）.
5. ↑  Francetvinfo (编). . francetvinfo.fr.   [2020-02-26]. （原始内容存档于2021-03-31） （法语）.
6. ↑  Ministère de l'Intérieur (编). . mobile.interieur.gouv.fr.   [2023-10-06]. （原始内容存档于2023-10-09） （法语）.
7. ↑  . election-europeenne.linternaute.com.   [2023-09-29]. （原始内容存档于2019-01-18） （法语）.
8. ↑  . election-departementale.linternaute.com.   [2023-09-29]. （原始内容存档于2023-10-08） （法语）.
9. ↑  . election-regionale.linternaute.com.   [2023-09-29]. （原始内容存档于2023-04-06） （法语）.
10. ↑  . grenoble.cci.fr.   [2023-10-01]. （原始内容存档于2023-10-02） （法语）.
11. ↑  Pole Emploi (编). . pole-emploi.fr.   [2023-10-01]. （原始内容存档于2023-10-02） （法语）.
12. ↑  Pole Emploi (编). . pole-emploi.fr.   [2023-10-01]. （原始内容存档于2023-10-02） （法语）.
13. ↑  Manageo (编). . manageo.fr.   [2023-10-03]. （原始内容存档于2023-10-04） （法语）.
14. ↑  Le Figaro (编). . entreprises.lefigaro.fr.   [2023-10-03]. （原始内容存档于2023-06-10） （法语）.
15. ↑  . societe.com.   [2023-10-03]. （原始内容存档于2023-10-04） （法语）.
16. ↑  Le Figaro (编). . entreprises.lefigaro.fr. 2023-08-30  [2023-10-03]. （原始内容存档于2023-10-04） （法语）.
17. ↑  Le Figaro (编). . entreprises.lefigaro.fr. 2023-09-17  [2023-10-03]. （原始内容存档于2023-10-04） （法语）.
18. ↑  Le Figaro (编). . entreprises.lefigaro.fr. 2023-09-07  [2023-10-03]. （原始内容存档于2023-10-05） （法语）.
19. ↑  . societe.com.   [2023-10-03]. （原始内容存档于2023-10-04） （法语）.
20. ↑  . societe.com.   [2023-10-03]. （原始内容存档于2023-10-04） （法语）.
21. ↑  Le Figaro (编). . entreprises.lefigaro.fr. 2023-04-03  [2023-10-03]. （原始内容存档于2023-10-05） （法语）.
22. ↑  Le Figaro (编). . entreprises.lefigaro.fr. 2023-07-07  [2023-10-03]. （原始内容存档于2023-10-05） （法语）.
23. ↑  Le Figaro (编). . entreprises.lefigaro.fr. 2023-07-03  [2023-10-03]. （原始内容存档于2023-10-05） （法语）.
24. ↑  JDN (编). . JDN.   [2020-02-26]. （原始内容存档于2021-03-22） （法语）.
25. ↑  JDN (编). . journaldunet.fr.   [2023-09-29]. （原始内容存档于2023-10-04） （法语）.
26. ↑  JDN (编). . journaldunet.fr.   [2023-09-29]. （原始内容存档于2023-10-03） （法语）.
27. ↑  INSEE. . insee.fr.   [2023-09-29]. （原始内容存档于2023-07-08） （法语）.
28. ↑  JDN (编). . JDN.   [2020-02-26]. （原始内容存档于2021-03-22） （法语）.
29. ↑  JDN (编). . journaldunet.fr.   [2023-09-29]. （原始内容存档于2021-03-22） （法语）.
30. ↑  JDN. . JDN.   [2020-02-26]. （原始内容存档于2021-03-22） （法语）.
31. ↑  . villedata.fr.   [2023-09-29]. （原始内容存档于2021-03-22） （法语）.
32. ↑  . onisep.fr.   [2023-10-02]. （原始内容存档于2023-10-03） （法语）.
33. ↑  . onisep.fr.   [2023-10-02]. （原始内容存档于2023-10-03） （法语）.
34. ↑  . letudiant.fr.   [2023-10-02]. （原始内容存档于2023-10-03） （法语）.
35. ↑  . letudiant.fr.   [2023-10-02]. （原始内容存档于2023-10-03） （法语）.
36. ↑  . onisep.fr.   [2023-10-02]. （原始内容存档于2023-10-03） （法语）.
37. ↑  . letudiant.fr.   [2023-10-02]. （原始内容存档于2023-10-03） （法语）.
38. ↑  . letudiant.fr.   [2023-10-02]. （原始内容存档于2023-10-03） （法语）.
39. ↑  . onisep.fr.   [2023-10-02]. （原始内容存档于2023-10-03） （法语）.
40. ↑  . onisep.fr.   [2023-10-02]. （原始内容存档于2023-10-03） （法语）.
41. ↑  . onisep.fr.   [2023-10-02]. （原始内容存档于2023-10-03） （法语）.
42. ↑  . letudiant.fr.   [2023-10-02]. （原始内容存档于2023-10-04） （法语）.
43. ↑  . echosciences-grenoble.fr. 2013-04-08  [2023-10-04]. （原始内容存档于2023-10-04） （法语）.
44. ↑  FHF. . etablissements.fhf.fr.   [2023-10-15]. （原始内容存档于2023-07-05） （法语）.
45. ↑  FHF. . etablissements.fhf.fr.   [2023-09-14]. （原始内容存档于2023-10-06） （法语）.
46. ↑  ghm-grenoble.fr (编). . ghm-grenoble.fr.   [2020-02-26]. （原始内容存档于2020-11-28） （法语）.
47. ↑  ville de Grenoble. . grenoble.fr.   [2023-10-05]. （原始内容存档于2023-10-06） （法语）.
48. ↑  Grenoble-Alpes Métropole. . grenoblealpesmetropole.fr.   [2023-10-05]. （原始内容存档于2023-10-06） （法语）.
49. ↑  Grenoble-Alpes Métropole. . grenoblealpesmetropole.fr.   [2023-10-05]. （原始内容存档于2023-10-06） （法语）.
50. ↑  . linternaute.com.   [2023-10-05]. （原始内容存档于2023-10-07） （法语）.
51. ↑  France 3 Auvergne-Rhône-Alpes (编). . france3-regions.francetvinfo.fr.   [2023-09-29]. （原始内容存档于2023-02-22） （法语）.
52. ↑  . frequence-radio.com.   [2023-10-15]. （原始内容存档于2023-10-07） （法语）.
53. ↑  Le Postillon. . . Grenoble: Le monde à l'envers. 2010. ISBN 978-2-9536877-1-2 （法语）.
54. ↑  telegrenoble.net (编). . telegrenoble.net.   [2020-02-26]. （原始内容存档于2021-03-22） （法语）.
55. ↑  . gremag.fr.   [2023-10-15]. （原始内容存档于2023-06-17） （法语）.
56. ↑  . grenoblealpesmetropole.fr.   [2023-10-15]. （原始内容存档于2023-08-04） （法语）.
57. ↑  ville de Grenoble. . grenoble.fr.   [2023-10-05]. （原始内容存档于2023-08-01） （法语）.
58. ↑  Grenoble-Alpes Métropole. . grenoblealpesmetropole.fr.   [2023-10-05]. （原始内容存档于2023-10-07） （法语）.
59. ↑  Grenoble-Alpes Métropole. . grenoblealpesmetropole.fr.   [2023-10-05]. （原始内容存档于2023-10-07） （法语）.
60. ↑  Grenoble-Alpes Métropole. . grenoblealpesmetropole.fr.   [2023-10-05]. （原始内容存档于2023-06-10） （法语）.
61. ↑  Grenoble-Alpes Métropole. . grenoblealpesmetropole.fr.   [2023-10-05]. （原始内容存档于2023-04-04） （法语）.
62. ↑  . sdis38.fr.   [2023-10-05]. （原始内容存档于2023-08-26） （法语）.
63. ↑  . linternaute.com.   [2023-09-29]. （原始内容存档于2021-03-22） （法语）.
64. ↑  . linternaute.com.   [2023-10-03]. （原始内容存档于2023-10-04） （法语）.
65. ↑  ville de Grenoble. . grenoble.fr.   [2023-10-08]. （原始内容存档于2015-03-16） （法语）.
66. ↑  . demarchesadministratives.fr.   [2023-10-06]. （原始内容存档于2023-10-07） （法语）.

文化类
1. ↑  ac-grenoble.fr. . ac-grenoble.fr.   [2023-10-04]. （原始内容存档于2023-10-04） （法语）.
2. ↑  . sii.web.ac-grenoble.fr.   [2023-10-04]. （原始内容存档于2023-10-04） （法语）.
3. ↑  . linternaute.com.   [2020-02-26]. （原始内容存档于2021-03-22） （法语）.
4. ↑  univ-grenoble-alpes.fr. . univ-grenoble-alpes.fr.   [2020-02-26]. （原始内容存档于2021-03-22） （法语）.
5. ↑  Petit Futé. . st-quentin-fallavier.fr.   [2022-08-11]. （原始内容存档于2022-08-11） （法语）.
6. ↑  ville de Grenoble. . bm-grenoble.fr.   [2023-09-29]. （原始内容存档于2023-09-28） （法语）.
7. ↑  . visites-nature-vercors.com. 2020-11-02  [2023-10-05]. （原始内容存档于2023-10-06） （法语）.
8. ↑  Gilles Novarina. . Géocarrefour. 1997 （法语）.
9. ↑  . actu.fr. 2023-02-14  [2023-10-05]. （原始内容存档于2023-10-06） （法语）.
10. ↑  Ministère de la Culture. . pop.culture.gouv.fr.   [2023-09-29]. （原始内容存档于2022-12-15） （法语）.
11. ↑  Ministère de la Culture. . pop.culture.gouv.fr.   [2023-09-29]. （原始内容存档于2023-10-04） （法语）.
12. ↑  Ministère de la Culture. . pop.culture.gouv.fr.   [2023-09-29]. （原始内容存档于2022-12-15） （法语）.
13. ↑  Ministère de la Culture. . pop.culture.gouv.fr.   [2023-09-29]. （原始内容存档于2022-12-15） （法语）.
14. ↑  petit-bulletin.fr. . petit-bulletin.fr. 2017-04-18  [2023-10-04]. （原始内容存档于2023-10-04） （法语）.
15. ↑  France 3. . france3-regions.francetvinfo.fr. 2021-05-28  [2023-10-04]. （原始内容存档于2023-10-04） （法语）.
16. ↑  ville de Grenoble. . grenoble.fr.   [2023-10-03]. （原始内容存档于2023-10-04） （法语）.
17. ↑  . grenoble-tourisme.com.   [2023-10-03]. （原始内容存档于2023-10-04） （法语）.
18. ↑  . grenoblealpesmetropole.fr.   [2023-10-03]. （原始内容存档于2023-10-05） （法语）.
19. ↑  . isere-tourisme.com.   [2023-10-03]. （原始内容存档于2023-10-04） （法语）.
20. ↑  Hervé Abalain. . Éditions Jean-Paul Gisserot. 2007: 317. ISBN 978-2-87747-881-6 （法语）.
21. ↑  . lexpress.fr. 2022-08-30  [2023-10-04]. （原始内容存档于2023-10-04） （法语）.
22. ↑  . langue-savoyarde.com.   [2023-10-04]. （原始内容存档于2023-10-04） （法语）.
23. ↑  . ledauphine.com. 2020-10-11  [2023-10-04]. （原始内容存档于2023-10-04） （法语）.
24. ↑  Abraham BENGIO (编). . musee-basque.fr.   [2020-02-27]. （原始内容存档于2020-10-01） （法语）. Notre conviction est qu’en Rhône-Alpes, la bataille se gagnera d’abord sur le terrain de la sensibilisation. Nombre de Rhônalpins ignorent en effet et jusqu’à l’existence de ces langues, ou ne considèrent pas que leur transmission constitue un objectif pour les politiques publiques. C’est pourquoi, dès l’adoption de la délibération, nous avons choisi de mobiliser nos outils habituels de communication afin de valoriser l’étude de l’Institut Pierre-Gardette, sous forme de plaquettes, d’une publication « grand public », de conférences et autres manifestations évènementielles.
25. ↑  . senat.fr.   [2023-10-04]. （原始内容存档于2023-10-05） （法语）.
26. ↑  diocese-grenoble-vienne.fr (编). . diocese-grenoble-vienne.fr.   [2023-10-04]. （原始内容存档于2021-03-31） （法语）.
27. ↑  . eglise.catholique.fr.   [2023-10-04]. （原始内容存档于2023-09-09） （法语）.
28. ↑  . trouvetamosquee.fr.   [2023-10-04]. （原始内容存档于2023-10-06） （法语）.
29. ↑  . amu-asso.fr.   [2023-10-04]. （原始内容存档于2023-06-06） （法语）.
30. ↑  Le Dauphiné. . ledauphine.com. 2021-09-12  [2023-10-04]. （原始内容存档于2023-10-06） （法语）.
31. ↑  . diaconat-grenoble.org.   [2023-10-04]. （原始内容存档于2023-06-06） （法语）.
32. ↑  . jguideeurope.org.   [2023-10-04]. （原始内容存档于2023-10-06） （法语）.
33. ↑  . grenoble-tourisme.com.   [2023-10-04]. （原始内容存档于2023-10-06） （法语）.
34. ↑  . tourisme.saintmarcellin-vercors-isere.fr.   [2023-10-04]. （原始内容存档于2023-10-06） （法语）.
35. ↑  Actu. . actu.fr. 2023-03-06  [2023-10-04]. （原始内容存档于2023-10-06） （法语）.
36. ↑  . guide.michelin.com.   [2023-10-04]. （原始内容存档于2023-10-06） （法语）.
37. ↑  . ledauphine.com.   [2023-10-04]. （原始内容存档于2023-10-06） （法语）.
38. ↑  . 20minutes.fr. 2009-09-17  [2023-10-04]. （原始内容存档于2023-07-08） （法语）.
39. ↑  FÉDÉRATION FRANÇAISE DE FOOTBALL - LIGUE AUVERGNE-RHÔNE-ALPES DE FOOTBALL (编). . laurafoot.fff.fr.   [2023-09-29]. （原始内容存档于2023-10-06） （法语）.
40. ↑  FÉDÉRATION FRANÇAISE DE FOOTBALL - LIGUE AUVERGNE-RHÔNE-ALPES DE FOOTBALL (编). . laurafoot.fff.fr.   [2023-09-29]. （原始内容存档于2023-10-06） （法语）.
41. ↑  lametro.fr (编). . lametro.fr.   [2020-02-26]. （原始内容存档于2019-04-01） （法语）.
42. ↑  . fcgrugby.com. 2019-05-23  [2023-10-07]. （原始内容存档于2023-10-09） （法语）.
43. ↑  Le Dauphiné. . ledauphine.com.   [2023-10-07]. （原始内容存档于2023-03-25） （法语）.
44. ↑  . liguemagnus.com.   [2023-10-07]. （原始内容存档于2023-05-30） （法语）.
45. ↑  . sports-et-loisirs.fr.   [2023-10-07]. （原始内容存档于2023-03-01） （法语）.
46. ↑  . ledicodutour.com.   [2023-10-07]. （原始内容存档于2023-06-10） （法语）.
47. ↑  Actu Grenoble. . actu.fr. 2022-07-11  [2023-10-07]. （原始内容存档于2023-10-08） （法语）.
48. ↑  ville de Grenoble. . grenoble.fr.   [2023-10-05]. （原始内容存档于2023-10-06） （法语）.
49. ↑  . jours-de-marche.fr.   [2023-10-15]. （原始内容存档于2023-10-06） （法语）.
50. ↑  . grenoble-tourisme.com.   [2023-10-15]. （原始内容存档于2023-10-06） （法语）.
51. ↑  ville de Grenoble. . grenoble.fr.   [2023-10-05]. （原始内容存档于2023-10-06） （法语）.
52. ↑  . grenoble-congres.com.   [2023-10-15]. （原始内容存档于2023-10-06） （法语）.
53. ↑  France 3. . france3-regions.francetvinfo.fr. 2016-05-28  [2023-10-15]. （原始内容存档于2023-10-06） （法语）.
54. ↑  . grenoble-tourisme.com.   [2023-10-05]. （原始内容存档于2023-10-06） （法语）.
55. ↑  Sylvie Coulomb; Didier Varrod. . Balland. 1987 （法语）.
56. ↑  . astuces-jeux.net.   [2023-10-05]. （原始内容存档于2023-10-06） （法语）.
57. ↑  lefigaro.fr. . lefigaro.fr. 2012-09-29  [2021-10-10]. （原始内容存档于2021-10-20） （法语）.
58. ↑  lescharts.com. . lescharts.com.   [2021-10-10]. （原始内容存档于2021-10-21） （法语）.
59. ↑  lefigaro.fr. . lefigaro.fr. 2014-05-20  [2021-10-10]. （原始内容存档于2021-10-20） （法语）.
60. ↑  . cinemathequedegrenoble.fr.   [2023-10-06]. （原始内容存档于2023-10-07） （法语）.
61. ↑  ville de Grenoble. . grenoble.fr.   [2023-10-05]. （原始内容存档于2023-10-06） （法语）.
62. ↑  . placegrenet.fr. 2021-11-11  [2023-10-06]. （原始内容存档于2023-03-26） （法语）.
63. ↑  Ministère de la Culture. . pop.culture.gouv.fr.   [2023-10-05]. （原始内容存档于2023-08-06） （法语）.
64. ↑  Grenoble Alpes Tourisme. . grenoble-tourisme.com.   [2023-10-06]. （原始内容存档于2023-10-07） （法语）.
65. ↑  . monorientation.univ-grenoble-alpes.fr.   [2023-10-06]. （原始内容存档于2023-10-07） （法语）.
66. ↑  . ledauphine.com. Le Dauphiné. 2016-10-14  [2023-10-06]. （原始内容存档于2023-10-07） （法语）.

综合类
1. 1 2 3  communes.com. . communes.com.   [2023-09-29]. （原始内容存档于2021-03-22） （法语）.
2. 1 2 3 4 5 6 7 8 9 10 11 12 13 14 15 16 17 18 19 20 21 22 23 24 25  Géoportail. . geoportail.fr.   [2023-09-29]. （原始内容存档于2017-01-29） （法语）.
3. 1 2  Jean Serroy, Grenoble - Guide historique et touristique, p20, De la Bastille à l'enceinte romaine （法文）
4. 1 2 3 4 5 6 7  Jean Serroy, Grenoble - Guide historique et touristique, p22, La ville romaine （法文）
5. 1 2  Bernard Bligny.  12. Paris: Éditions Beauchesne. 1979: 350. ISSN 0336-0539 （法语）.
6. 1 2  . grenoble-patrimoine.fr.   [2023-09-27]. （原始内容存档于2023-09-27） （法语）.
7. 1 2  . univ-grenoble-alpes.fr.   [2023-09-27]. （原始内容存档于2023-09-27） （法语）.
8. 1 2  Jean Serroy, Grenoble - Guide historique et touristique, p35, Le rattachement du Dauphiné à la France （法文）
9. 1 2 3 4 5 6 7  Jean Serroy, Grenoble - Guide historique et touristique, p67, Les guerres de religion à Grenoble （法文）
10. 1 2 3  Jean Serroy, Grenoble - Guide historique et touristique, P66, Enfin Lesdiguières vint （法文）
11. 1 2 3 4  . herodote.net.   [2023-09-28]. （原始内容存档于2020-10-26） （法语）.
12. 1 2 3  Cassini. . cassini.ehess.fr.   [2020-10-28]. （原始内容存档于2012-03-06） （法语）.
13. 1 2  ville de Grenoble, L'histoire de Grenoble, Grenoble dans les deux guerres mondiales （法文）
14. 1 2 3  . newsroom.univ-grenoble-alpes.fr.   [2023-09-29]. （原始内容存档于2023-10-02） （法语）.
15. 1 2 3  . linternaute.com.   [2020-02-26]. （原始内容存档于2021-03-22） （法语）.
16. 1 2 3  . linternaute.fr.   [2023-09-29]. （原始内容存档于2023-10-02） （法语）.
17. 1 2  infoclimat.fr (编). . infoclimat.fr.   [2020-02-26]. （原始内容存档于2020-11-14） （法语）.
18. 1 2  . infoclimat.fr.   [2022-08-09]. （原始内容存档于2020-11-14） （法语）.
19. 1 2  . infoclimat.fr.   [2023-09-14]. （原始内容存档于2023-10-02） （法语）.
20. 1 2 3 4 5  . grenoble-airport.com.   [2023-10-07]. （原始内容存档于2023-10-08） （法语）.
21. 1 2 3 4  Le Monde (编). . lemonde.fr.   [2023-10-07]. （原始内容存档于2023-10-08） （法语）.
22. 1 2 3  INSEE, Dossier complet - Commune de Grenoble (38185), RES T1 - Établissements actifs employeurs par secteur d'activité agrégé et taille fin 2021 （法文）
23. 1 2  . linternaute.com.   [2023-10-04]. （原始内容存档于2021-03-22） （法语）.
24. 1 2  . linternaute.com.   [2023-09-29]. （原始内容存档于2023-10-06） （法语）.
25. 1 2  . linternaute.com.   [2023-09-29]. （原始内容存档于2023-10-06） （法语）.
26. 1 2 3  . linternaute.com.   [2023-09-29]. （原始内容存档于2021-03-22） （法语）.